# Guillotine
Pour les articles homonymes, voir Guillotine (homonymie).

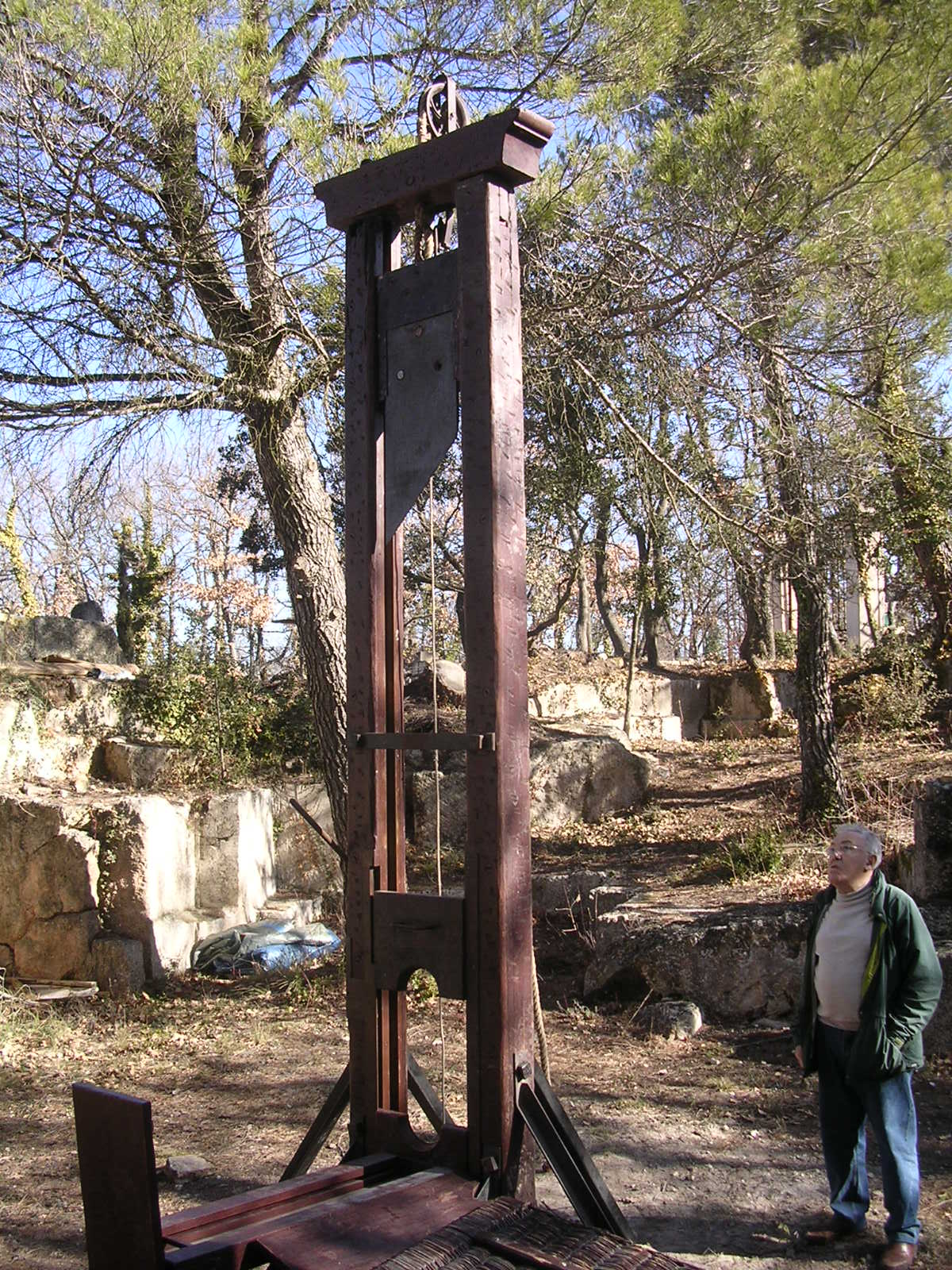
Guillotine, modèle Berger 1872, construite vers 1890. L’homme à la droite en est le propriétaire, Fernand Meyssonnier, qui fut premier aide de l'exécuteur à l'époque de l’Algérie française.

La guillotine est une machine de conception française, inspirée d’anciens modèles de machines à décapitation, et qui fut utilisée en France pour l’application officielle de la peine de mort par décapitation, puis dans certains cantons de Suisse, en Grèce, en Suède, en Belgique et en Allemagne. En France, la guillotine fut utilisée du 25 avril 1792, place de Grève à Paris, au 10 septembre 1977, à la prison des Baumettes à Marseille, et fut remisée définitivement, après l’abolition de la peine de mort en 1981, au fort d'Écouen dans le Val-d'Oise.
Elle tient son nom du docteur Guillotin qui fait adopter la machine à l'Assemblée nationale constituante dans les tout premiers temps de la Révolution française en 1789. Son concepteur est le docteur Antoine Louis. La première machine est réalisée par un facteur allemand de pianos et de clavecins installé à Paris, Tobias Schmidt (de).
Selon les experts médicaux, la section de la moelle épinière entraîne une perte de connaissance instantanée (exactement comme pour une pendaison dite long-drop).

## Genèse

### Prélude à la simplification de la peine de mort
Le 24 août 1780, Louis XVI, suivant les conseils de Pierre Lenoir, alors lieutenant-général de police, supprime la « question préparatoire ». Cette pratique consistait à torturer l'accusé pour obtenir des aveux, surtout lorsqu'il manquait de preuves suffisantes. Cette réforme marquait une avancée dans le traitement des accusés, car elle visait à réduire les abus et à envisager la possibilité de leur innocence. Louis XVI s'inspirait de son beau-frère, le grand-duc de Toscane Léopold Ier, qui avait déjà introduit des réformes progressistes dans le code pénal de son propre duché. Cependant, Louis XVI ne va pas aussi loin que Léopold Ier dans ces réformes, mais il pose tout de même un jalon important dans l'évolution de la justice en France en abolissant une méthode cruelle et injuste de traitement des accusés.
« Tout reposait alors sur deux principes, la vengeance publique et la terreur, partout la tendance à établir l’analogie matérielle entre le délit et la peine, à proportionner l’une à l’autre d’une manière rigoureuse et mathématique, au moyen d’une échelle de tortures savamment graduée ».
Le 1er mai 1788, une déclaration royale s'attaque à la « question préalable », une pratique consistant à infliger une dernière torture après la condamnation pour forcer l'accusé à dénoncer ses complices. Cependant, Louis XVI n'a pas eu le temps de mettre en œuvre cette réforme. C'est finalement l'Assemblée constituante qui, par la loi du 8 octobre 1789, a aboli toute forme de torture en France, marquant ainsi une étape décisive dans l'évolution du système judiciaire français.

### Croisade philanthropique d’un franc-maçon

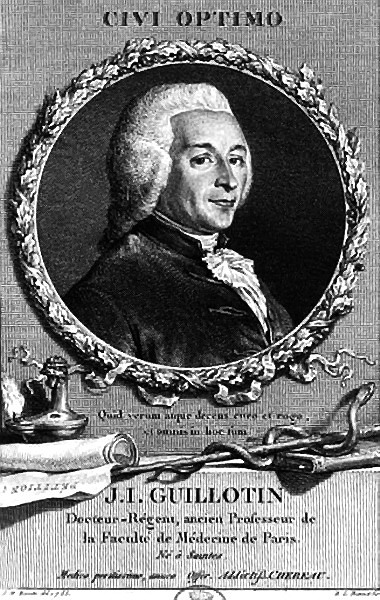
CIVI OPTIMO : À un illustre citoyen. Une devise tirée d’Horace : « Quid verum atque decens curo et rogo et omnis in hoc sum » : Mes soins et mes interrogations sont à la recherche de la vérité et de l’harmonie, et je n’ai pas d’autre but.

Joseph Ignace Guillotin, député et secrétaire de la toute nouvelle Assemblée nationale constituante, a présenté le 10 octobre 1789 un discours préliminaire sur son projet de réforme du droit pénal. Avec le soutien de Mirabeau, il défend l'idée que la loi doit être égale pour tous, tant dans la punition que dans la protection. Son discours est très applaudi, comme le rapporte le Moniteur du lendemain.
Le 1er décembre 1789, Guillotin propose officiellement son projet de réforme. Le premier article dispose que « les délits de même genre seront punis par les mêmes genres de peine, quels que soient le rang et l'état du coupable ». Cela signifie que tous les individus, indépendamment de leur statut social ou de leur richesse, doivent recevoir les mêmes peines pour les mêmes crimes.
Il demande également que la décapitation soit le seul supplice utilisé et suggère la recherche d'une machine pour remplacer la main du bourreau. Pour Guillotin, l’utilisation d’un appareil mécanique pour les exécutions garantit égalité et humanité, et il espère qu'un jour la peine capitale sera complètement abolie.

#### Petite phrase du médecin et attribution du nom de «guillotine»
« Avec ma machine, je vous fais sauter la tête en un clin d’œil, et vous ne souffrez point. La mécanique tombe comme la foudre, la tête vole, le sang jaillit, l'homme n'est plus,. »

Cette phrase prononcée au cours de son allocution est la plus fréquemment attestée par les contemporains ; plus que l’expression « un souffle frais sur la nuque ». L’expression « en un clin d’œil » est également employée par le docteur Antoine Louis, le concepteur de la machine, comme l'attestent ses instructions écrites de fabrication adressées au sieur Guidon.
Si la machine fut appelée « louison » ou « louisette », en référence au nom de son concepteur, ou encore « mirabelle », en référence à Mirabeau, le nom de « machine à Guillotin » puis guillotine s’imposa rapidement, promu de manière ironique par le journal royaliste Les Actes des Apôtres, sous la direction de Jean-Gabriel Peltier. En découlent les verbe et adjectif : guillotiner et guillotiné.
Une chanson, sur l’air du menuet d’Exaudet, contribua à attacher à cette machine le nom de Guillotin pour la postérité. Elle avait pour titre : « Sur l’inimitable machine du médecin Guillotin propre à couper les têtes et dite de son nom Guillotine » et pour dernier couplet :
Le romain
Guillotin
Qui s’apprête, 
Consulte gens de métier
Barnave et Chapelier, 
Même le Coupe-tête [Jourdan dit « Coupe-tête »]
Et sa main
Fait soudain
La machine, 
Qui simplement nous tuera
Et que l’on nommera
Guillotine.

### Motion du1erdécembre 1789
Les propositions de Guillotin, égalitaires et humanitaires, sont défendues par l’abbé Pépin et versées au Journal des Débats et des Décrets. Elles témoignent, notamment par l'intervention dûment précisée d'un mécanisme sans mention de l'exécuteur, d'une foi dans le progrès et d'un rejet de la cruauté qui s'inscrivent dans la philosophie des Lumières.
1. « Les délits du même genre seront punis par le même genre de peine, quels que soient le rang et l’état [la condition sociale] du coupable. »
2. « Dans tous les cas où la loi prononcera la peine de mort contre un accusé, le supplice sera le même, quelle que soit la nature du délit dont il se sera rendu coupable ; le coupable sera décapité ; il le sera par l’effet d’un simple mécanisme. »
3. « Le crime étant personnel, le supplice quelconque d’un coupable n’imprimera aucune flétrissure à sa famille. L’honneur de ceux qui lui appartiennent [la parentèle] ne sera nullement taché, et tous continueront d’être également admissibles à toutes sortes de professions, d’emplois et de dignités. »
4. « Nul ne pourra reprocher à un citoyen le supplice quelconque d’un de ses parents. Celui qui osera le faire sera publiquement réprimandé par le juge. La sentence qui interviendra sera affichée à la porte du délinquant. De plus, elle sera et demeurera affichée au pilori pendant trois mois. »
5. « La confiscation des biens des condamnés ne pourra jamais être prononcée en aucun cas. »
6. « Le cadavre d’un homme supplicié sera délivré à sa famille, si elle le demande. Dans tous les cas, il sera admis à la sépulture ordinaire, et il ne sera fait sur le registre aucune mention du genre de mort. »

Le duc de Liancourt avait désiré, de son côté, hâter la décision car de nombreux condamnés attendaient leur sort et risquaient de se voir appliquer les châtiments en vigueur. Faute de temps, seul le premier article est provisoirement adopté.

#### Vers le vote final
Les délibérations sur la justice pénale se feront en plusieurs étapes au cours de décembre. Le 20 janvier 1790, les articles 1, 3, 5 et 6 sont acceptés par l'Assemblée pour présentation, le lendemain, à la signature du roi ; les deux autres sont ajournés.
Le 3 juin 1791, après des délibérations en mai sur la torture, le député Le Peletier-Saint-Fargeau propose d’inscrire en article 3, titre 1, du code pénal que : « Tout condamné à mort aura la tête tranchée ». Le 25 septembre, puis le 6 octobre 1791, les législateurs adoptent et votent les articles 2 et 3 du code pénal qui s’énoncent ainsi :
« 2° La peine de mort consistera dans la simple privation de la vie, sans qu’il puisse jamais être exercé aucune torture envers les condamnés. »
« 3° Tout condamné à mort aura la tête tranchée. »
« 4° Quiconque aura été condamné à mort pour crime d’assassinat, d’incendie ou de poison, sera conduit au lieu d’exécution revêtu d’une chemise rouge. Le parricide aura la tête et le visage voilés d’une étoffe noire ; il ne sera découvert qu’au moment de l’exécution. »
Le choix de la décollation fait rugir le « zélé partisan des idées nouvelles », Raymond Verninac de Saint-Maur dans le journal Le Modérateur, qui la dénonce comme « un supplice d’aristocrate et pas assez honteux ».

#### Code pénal de 1810
Ces articles sont repris vingt ans plus tard lors de la promulgation du Code pénal en date du 12 février 1810, au chapitre premier des « Peines criminelle » :
« 12° Tout condamné à mort aura la tête tranchée. »
« 13° Le coupable condamné à mort pour parricide sera conduit sur le lieu de l’exécution, en chemise, nu-pieds, et la tête couverte d’un voile noir. Il sera exposé sur l’échafaud pendant qu’un huissier fera au peuple lecture de l’arrêt de condamnation ; "il aura ensuite le poing droit coupé", et il sera immédiatement exécuté à mort. »
« 14° Les corps des suppliciés seront délivrés à leurs familles, si elles les réclament, à la charge par elles de les faire inhumer sans aucun appareil [dans la discrétion]. »
La mention entre guillemets du 13° sera abrogée par la loi du 28 avril 1832. La résurgence d’un acte de cruauté entre en contradiction avec un article fondamental de 1791. Cette loi du 28 avril 1832 introduit également la notion de circonstances atténuantes généralisées à l'ensemble des crimes, si bien qu'on passe de 100 condamnés à mort en moyenne par an avant 1832, à 50 en 1833 et 5 en 1870,.

### Ancêtres de la guillotine
Des ancêtres de la guillotine ont existé en Europe, basés sur des principes identiques : coulisses, tranchoir aiguisé et mouton pesant hissés par une corde puis relâchés.

Des machines à décapiter étaient attribuées aux Romains des premiers siècles et connues plus tard en Grande-Bretagne
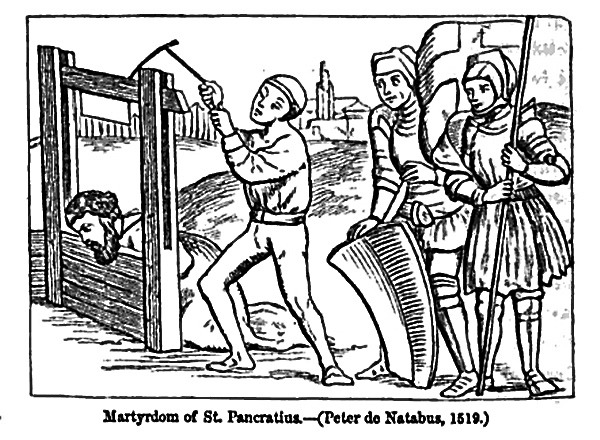
Décapitation de saint Pancrace imaginée au début du XVIe siècle.
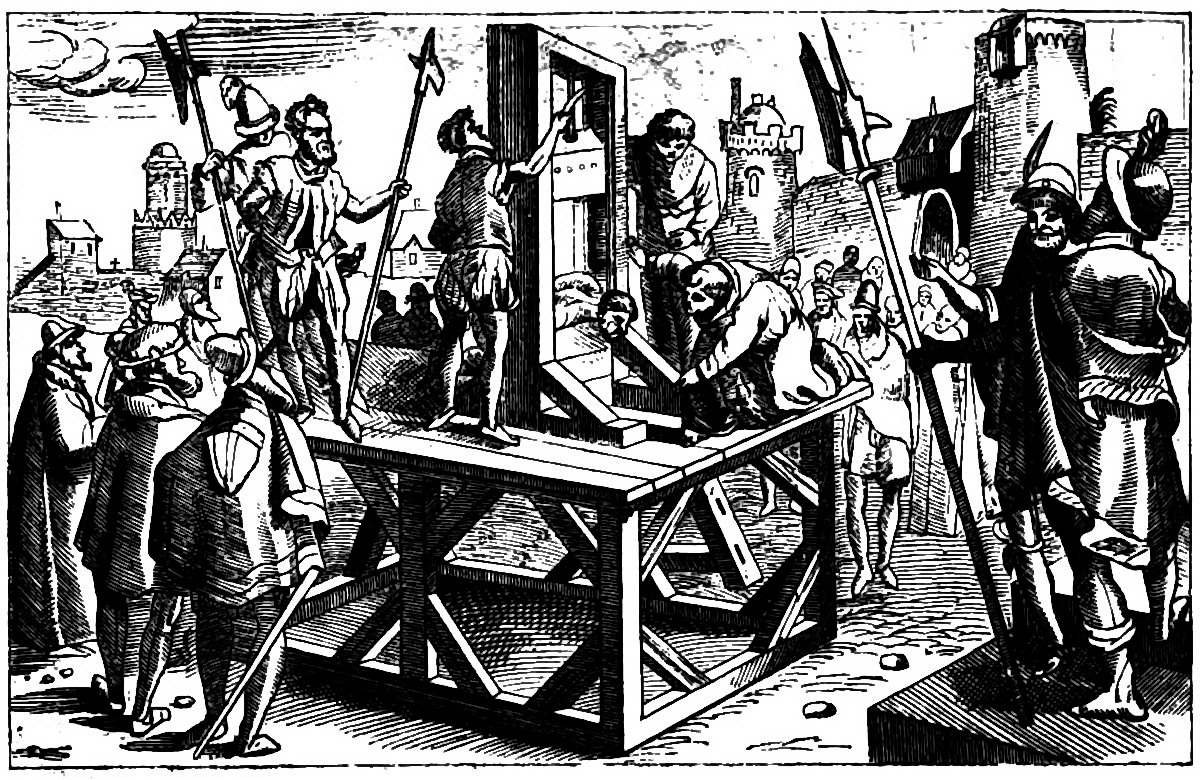
Martyre de saint Matthieu imaginé par Lucas Cranach l'Ancien.
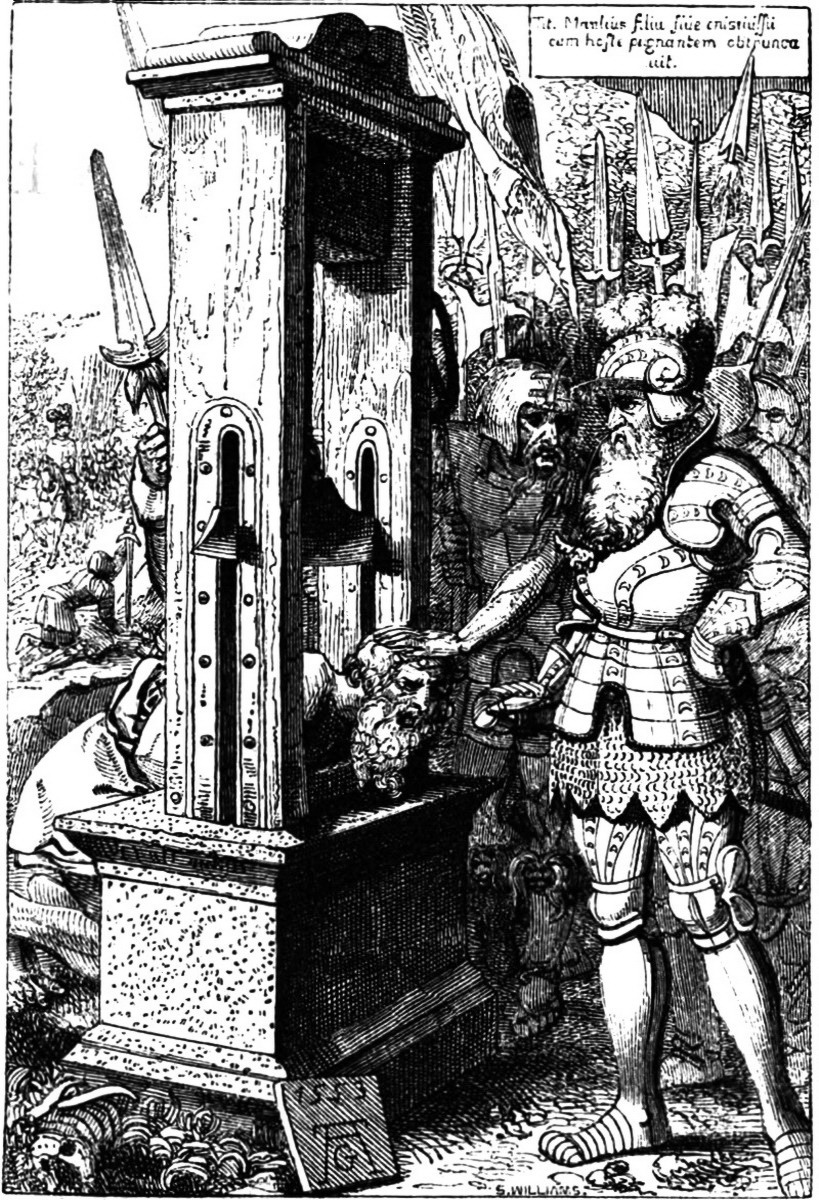
Manlius utilise une machine romaine pour décapiter son fils. Gravure de Heinrich Aldegraver.
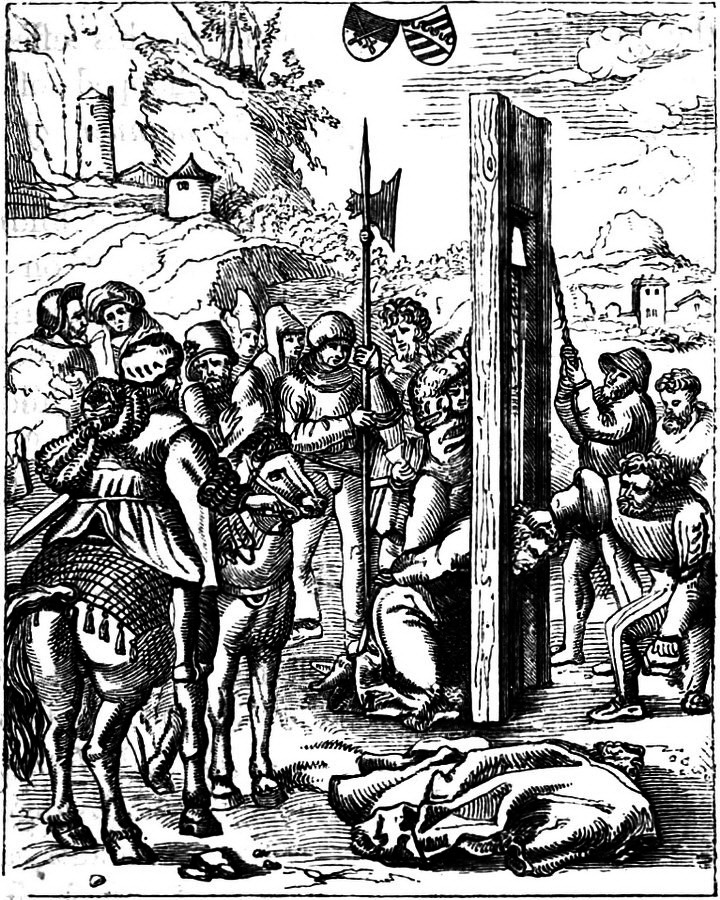
Décollation en Irlande de Murdoch Ballagh.
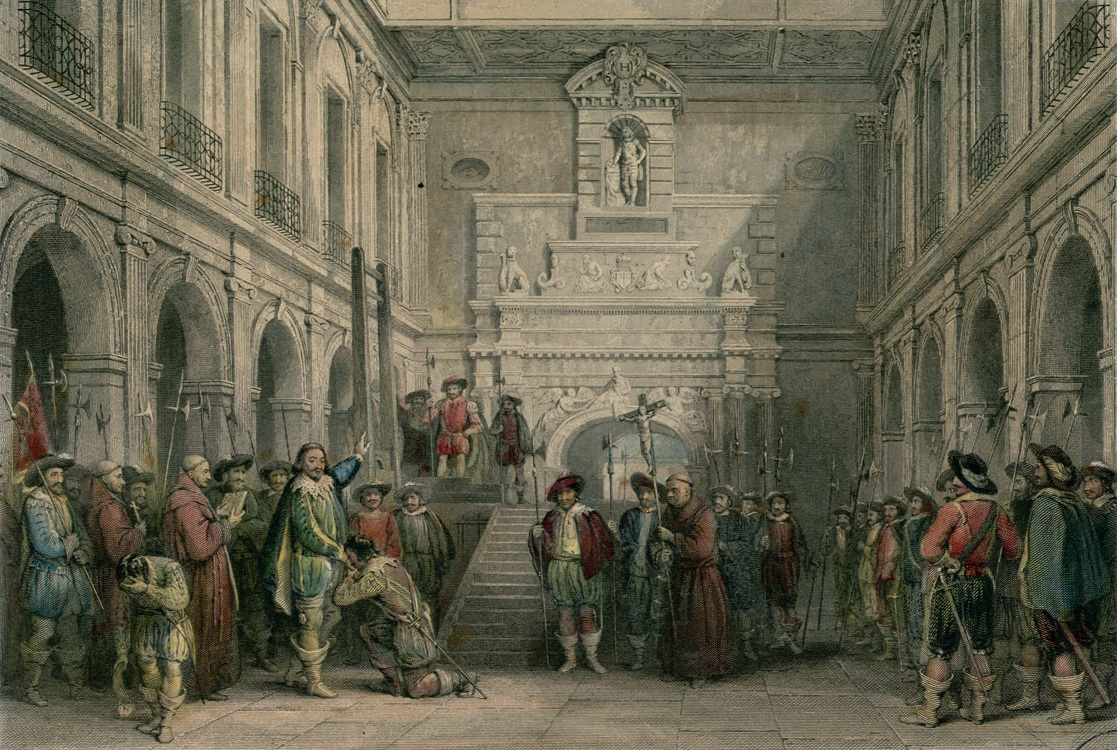
Exécution du duc de Montmorency à Toulouse en 1632.

#### Mannaiaitalienne

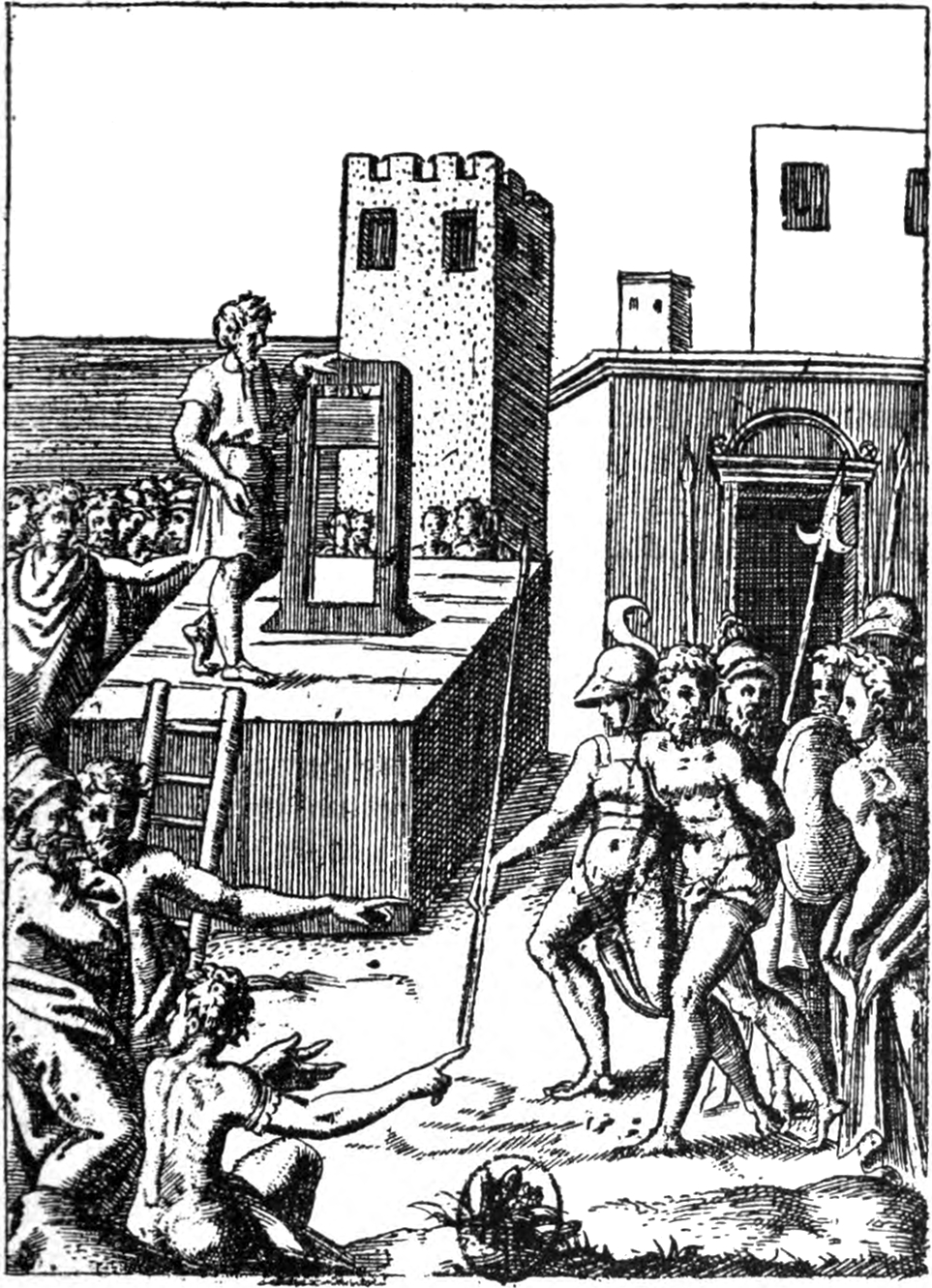
Gravure d'après Bonasone (1555).

Le chroniqueur Jean d’Authon décrivait déjà au début du XVIe siècle une doloire ajustée dans un « gros bloc », lequel, maintenu par une corde et « venant d’amont entre deux poteaux », sépara la tête des épaules du Génois Demetrio Giustiniani, le 13 mai 1507, puni pour avoir fomenté une révolte contre Louis XII. L'abbé Jean-Baptiste Labat la nomme « mannaia ». Un des amis de Guillotin a révélé que le médecin aurait formé ses idées d’après un récit similaire mais anonyme : Voyage historique et politique de Suisse, d’Italie et d’Allemagne (Francfort, 1736) où l’on trouve une description précise de cette mannaia.
C’est probablement cette méthode italienne qui a été imitée dans le Languedoc. Dans les mémoires de Puységur, il est relaté l'exécution en 1632, dans la cour du Capitole à Toulouse du duc de Montmorency. « En ce pays-là, on se sert d’une doloire qui est entre deux morceaux de bois et, quand on a la tête posée sur le bloc, on lâche la corde ».
Une gravure de Giulio Bonasone qui illustre l'exécution du Lacédémonien Lacon, avec une « guillotine » d'ailleurs peu détaillée, figure dans le Symbolicae quaestiones de universo genere d’Achille Bocchi, imprimé en 1555.

#### Maidenécossaise

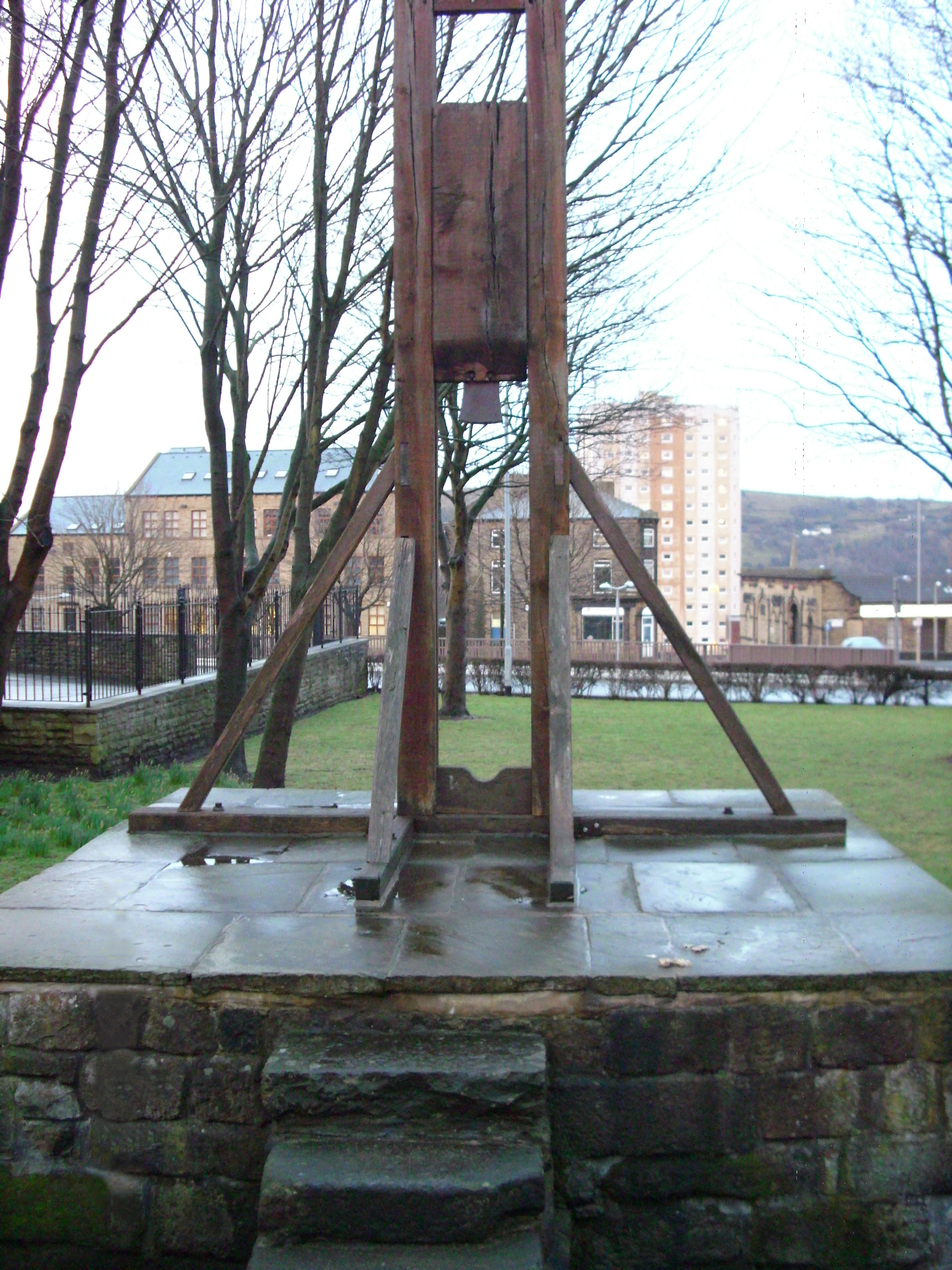
Réplique du gibet d'Halifax, sur Gibbet Street.

L’abbé Joseph de La Porte décrit un instrument à décapiter d'usage en Écosse. « […] la noblesse est décapitée d’une manière particulière à ce pays. L’instrument dont on se sert est une pièce de fer carrée, large d’un pied, dont le tranchant est extrêmement affilé […] Au moment de l’exécution, on l’enlève [le hisse] au haut du cadre de bois à dix pieds d’élévation et, dès que le signal est donné et que le criminel a le col sur le billot, l’exécuteur laisse librement tomber la pièce de fer […] ». Le même instrument, si l’on se fie à des gravures, était connu aussi en Irlande.

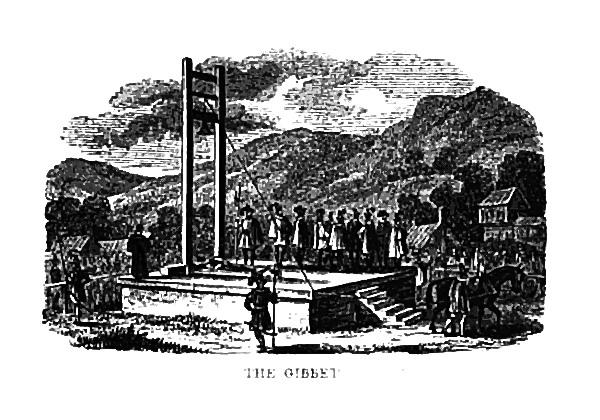
Le gibet d'Halifax.

L'héraldiste Randle Holme (en), dans son Academy of Armoury de 1678 cite un ancêtre antique de la guillotine qui aurait été d’usage chez les Hébreux et les Romains, où le tranchoir était posé directement sur le cou du patient ; le bourreau armé d’une lourde masse frappait un grand coup sur le dos de la hache.
Un opuscule Halifax and its gibbet law [Halifax et sa loi du gibet] était paru en 1708 puis en 1722, que Guillotin pouvait avoir consulté. Le docteur Antoine Louis indique, de son côté, s’être inspiré des coutumes anglaises. Si une maiden fonctionna jusqu'en 1685 à Édimbourg, l’Angleterre proprement dite n'utilisa toutefois jamais de guillotine.

### Docteur Louis, maître d’ouvrage

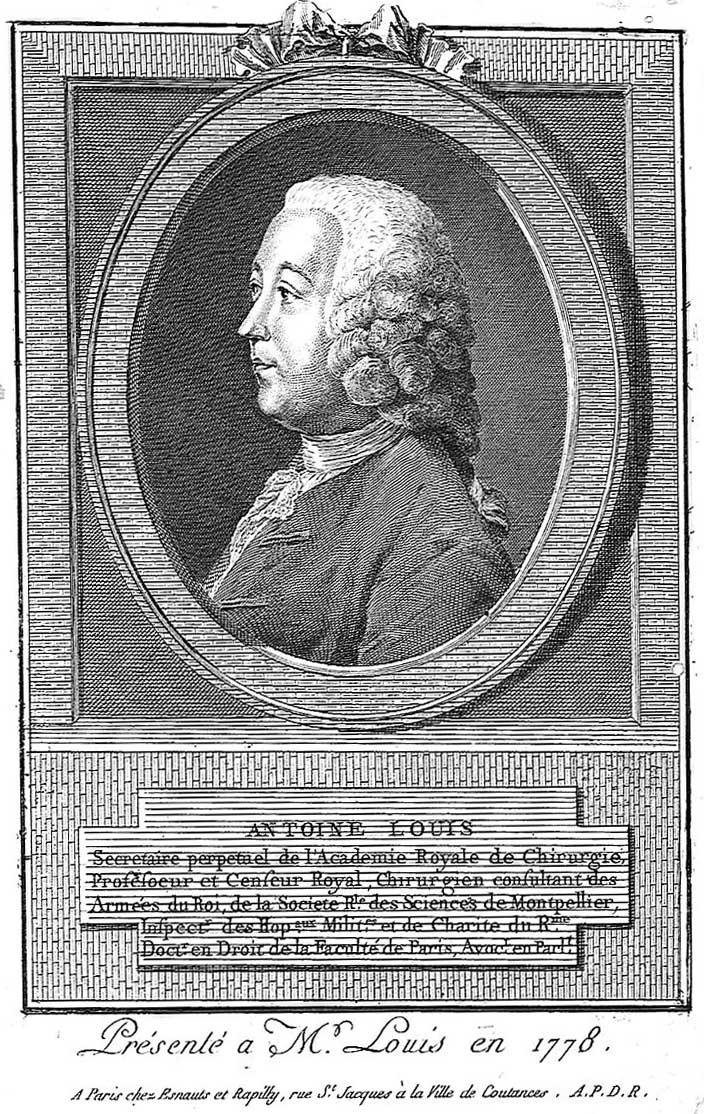
Portrait d'Antoine Louis, le chirurgien concepteur de la guillotine.

#### Consultation motivée du7 mars 1792
À la suite des votes des articles du code pénal précités, Guillotin consulte Antoine Louis, homme de science reconnu, expert médical auprès des tribunaux et secrétaire de l’Académie de chirurgie depuis près de trente ans, sur la machine la plus apte à la décollation sans l’intervention principale de l'homme.
Le 7 mars 1792, Louis dépose auprès de l’Assemblée sa « Consultation motivée sur le mode de décollation nouveau », qui précise : « Il est aisé de construire une pareille machine dont l’effet est immanquable ; la décapitation sera faite en un instant, suivant l’esprit et le vœu de la nouvelle loi. »

« Le mode de décollation sera uniforme dans tout l’empire. Le corps du criminel sera couché sur le ventre entre deux poteaux barrés par le haut d’une traverse, d’où l’on fera tomber sur le col une hache convexe au moyen d’une déclique [sic] : le dos de l’instrument sera assez fort et assez lourd pour agir efficacement, comme le mouton qui sert à enfoncer des pilotis et dont la force augmente en fonction de la hauteur dont il tombe. »

La loi correspondant au projet de la machine à décollation préconisée par Louis est votée le 20 mars 1792 et promulguée le 25 mars suivant.

#### Conférence secrète des Tuileries

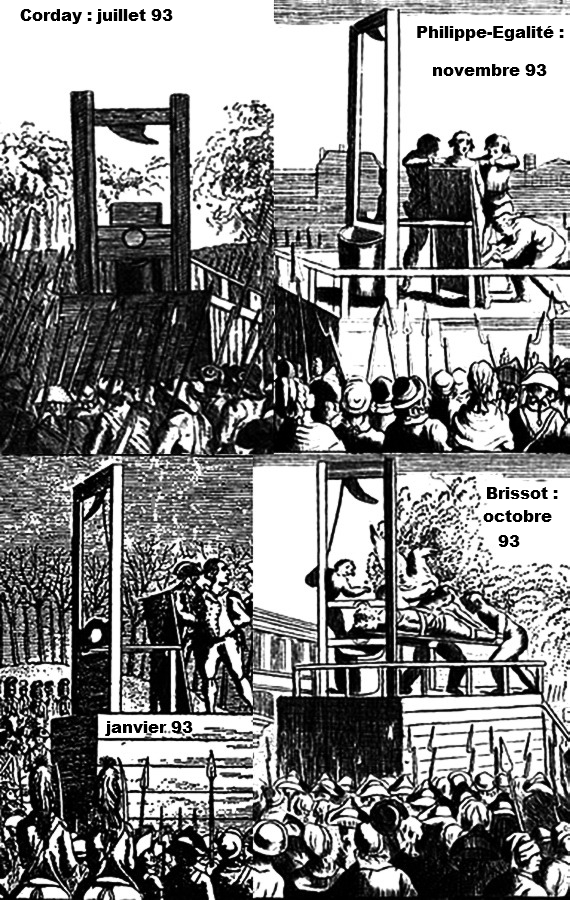
Gravures de 1793 montrant une lame en forme de faux, montée en diagonale.

Une curieuse histoire, qui implique Louis XVI dans la conception de la guillotine, semble n’avoir pour origine que les « Mémoires des Sanson », réputés apocryphes, édités en 1862 et rédigés sous le nom d’« Henri Sanson » et suspects d’arrangements importants. Dans les Mémoires pour servir à l’histoire de la révolution française publiés en 1830 par Auguste Sautelet, il n’en est soufflé mot, et tous les auteurs, Louis-François L'Héritier et Émile Marco de Saint-Hilaire, chroniqueurs les plus proches des événements, méconnaissent complètement l’anecdote.
L'anecdote aurait mis en présence aux Tuileries le roi, féru de mécanique, Antoine Louis, Guillotin et Sanson. Le monarque, après avoir examiné le dessin, émit la critique qu’une lame « en forme de croissant » était insuffisante pour terminer dans tous les cas une coupe franche. On donna raison au roi qui saisit alors une plume, corrigea le dessin de la lame et lui donna « une ligne oblique » en disant qu’il faudrait essayer les deux dispositions pour confirmer. Ce à quoi il aurait été procédé à Bicêtre quelques semaines plus tard.
Le couperet trapézoïdal comportant un tranchant en biseau serait par ailleurs une amélioration postérieure car les gravures du temps montrent régulièrement une lame en forme de faux ou doloire ajustée en diagonale et suggèrent que ce modèle fut employé au moins jusqu’à l'automne 1793.

#### Instructions du docteur Louis
Le docteur Louis donne ses instructions au charpentier Guidon, le 30 mars 1792.

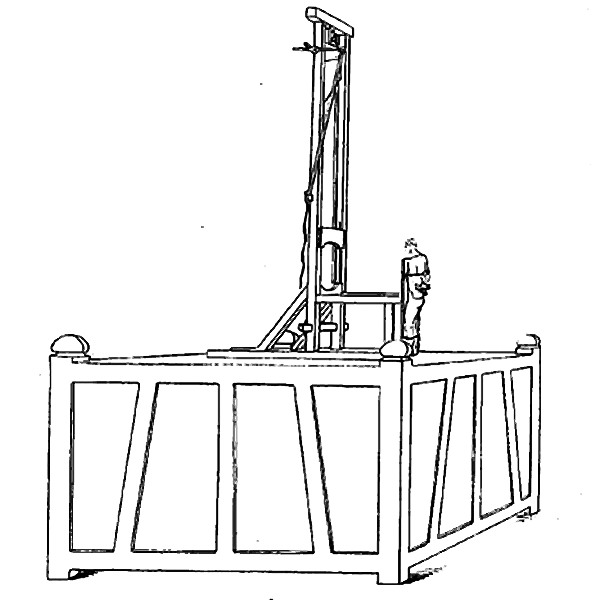
Dessin de la guillotine primitive en situation.

On remarque que Louis y a repris la hauteur de dix pieds que l’on rencontre dans la plupart des récits antérieurs et surtout qu’il a pensé à une lame « à coupe oblique ». L’examen post-mortem du condamné Rémy René Danvers, 24 ans, guillotiné le 26 janvier 1909 à Carpentras, le donne à penser : « La section faite par le couperet est très haute, en biseau et rasant la base du crâne pour finir au menton. Cette section, très peu nette, ne semble pas avoir été produite par un instrument tranchant mais plutôt par écrasement ». On serait donc assez éloigné de la fameuse sensation du « souffle frais sur la nuque » et plus proche de celle de la pendaison « en estrapade ». Comme le col est étroitement enserré, la lame tend à couper au plus près de la base du crâne, surtout si le supplicié s’agite ; Louis Combes rapporte que la tête de Louis XVI eut « le col déchiqueté et la mâchoire mutilée ».
L’instrument sera sujet à de nombreuses modifications et variantes au fil des années ; mais, en France, après 1870, il a pratiquement acquis sa configuration définitive. Les diverses représentations nous montrent une machine munie d’un couperet trapézoïdal en acier à tranchant biseauté et implantée sur une robuste semelle avec des jambes de force métalliques boulonnées qui la destinaient à fonctionner de plain-pied. L’ensemble pouvait facilement dépasser les 4 mètres de haut et peser la demi-tonne ; le bloc tranchant d’une quarantaine de kilogrammes avait généralement une course avoisinant 2,30 m.
Les accessoires changeront aussi de forme, notamment le panier pour recevoir la tête, allant du sac de cuir au panier en osier rempli de son, d’abord garni à l’intérieur de toile cirée puis de parois de zinc, pour ne devenir qu’un simple réceptacle métallique rincé au jet d’eau.

### Maîtres d’œuvre

#### Guidon, charpentier

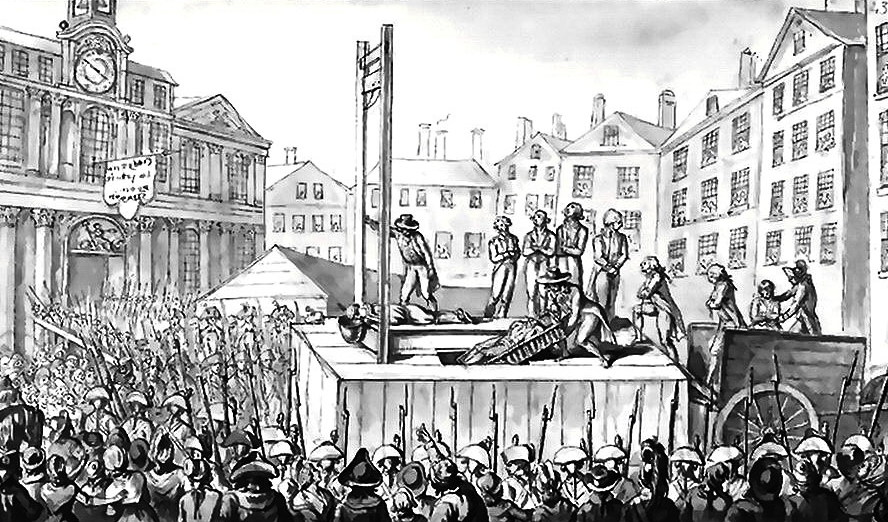
L'échafaud peut comporter une trappe lors des exécutions de groupes (ici, neuf émigrés sur la place de l'Hôtel de ville).

Le procureur-général-syndic, Roederer, qui est chargé de superviser la nouvelle méthode légale de mise à mort, demande à Louis de s’adresser au sieur Guidon, charpentier ordinaire du Domaine. Les instructions très détaillées de Louis nous donnent les renseignements essentiels sur l’instrument primitif.
La note s’élève à 5 660 livres que Louis transmet à Roederer avec un avis défavorable, et qui sera refusée par le ministre Clavière. On pense alors que Guidon spécule en prétextant la rareté de trouver des ouvriers qui n’ont pas de préjugé ou de répugnance à travailler sur un instrument de mort. Cette difficulté était réelle puisque Roederer n’en disconvient pas, que Sanson émettra une plainte identique lors de l’embauche de ses aides, et que les différents prestataires de la guillotine demanderont généralement l’anonymat.
Guidon avait cependant inclus dans la totalité de la somme le prix de l’échafaud complet en chêne (enceinte, plateforme, trappe, escaliers…). Il restera néanmoins le fournisseur agréé des bois de justice, c’est-à-dire l’échafaud proprement dit, qui passera à 40 louis pour le département de Paris ; et c’est lui qui sera sollicité, après les premiers essais de décollation à Bicêtre, pour remplacer, en vue de la première exécution pénale, le type habituel d’échafaud qui n’avait pas été jugé assez solide pour supporter le poids de la nouvelle machine.
Il faudra attendre le 25 novembre 1870 pour que le ministre de la Justice, Adolphe Crémieux, supprime l’élévation de la guillotine sur une estrade, afin que cette machine ne soit plus l’occasion d’un « spectacle hideux ». Ce qui réduit considérablement le nombre des exécuteurs et de leurs aides. Il ne restera en fonction que trois exécuteurs et leurs aides : à Paris, en Corse et en Algérie.

#### Tobias Schmidt, mécanicien

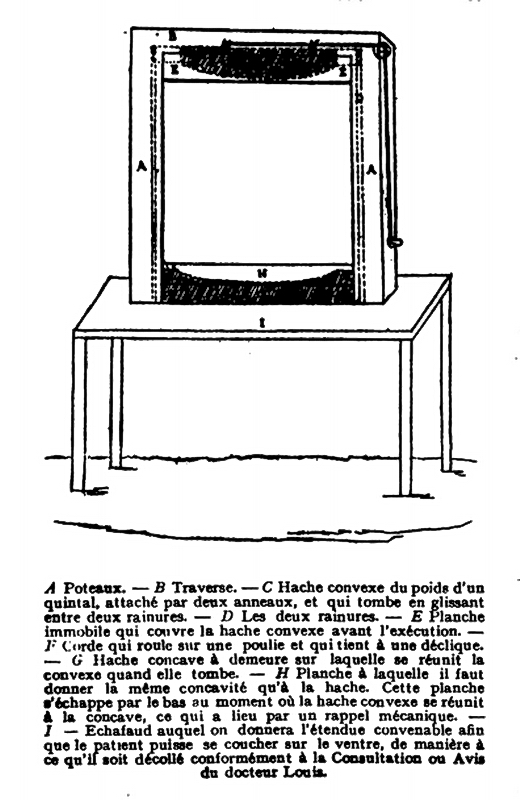
Projet primitif de Schmidt et Laquiante.

Le Dr Louis fait appel à Tobias Schmidt, un mécanicien allemand originaire de Kloppenheim dans la Hesse,, installé à Paris depuis 1785 et qui exerce la profession de facteur de clavecins et pianoforte sous le nom de Jean Tobie Schmidt, Rue Saint-André-des-Arts. Enfant des Lumières, comme inventeur, il construisit, entre autres, des cheminées économiques, un gril aérien et un « piano-harmonica ». Un de ses instruments est au musée de la Révolution française de Vizille (no 38).
Schmidt reçoit donc la proposition de fabriquer la machine dont Laquiante aurait lui-même produit et transmis un croquis inspiré des conceptions du docteur Louis. Mais le projet n’aurait pas été acheminé en temps voulu auprès du ministère de la Justice. Le principe adopté au départ aurait été d’employer deux parties complémentaires, une lame convexe qui tombe pour rejoindre une pièce concave.
Louis indique que dans le projet de Schmidt, le patient n'est ni lié ni couché, et que la coupe est oblique. Le chirurgien avait pressenti le principe d’un tranchant oblique mais en ne parlant, dans sa consultation du 7 mars, que de l’effet de l’arrondi de la lame : « On ne réussirait pas à décapiter d’un seul coup avec une hache ou un couperet dont le tranchant serait en ligne droite ; mais, avec le tranchant convexe, comme aux anciennes haches d’armes, le coup assené n’agirait perpendiculairement qu’au milieu de la portion du cercle ; mais l’instrument en pénétrant dans la continuité des parties qu’il divise, a une action oblique en glissant, et atteint sûrement son but ». Enfin, alors qu'au départ, le bourreau devait tirer sur une corde pour faire tomber le couperet, Schmidt invente un mécanisme plus simple, l'exécuteur n'ayant désormais plus qu'à presser un ressort[réf. nécessaire].
Le 9 avril 1792, Roederer est chargé de faire construire l’appareil retenu par le législateur. Il sera réalisé par Schmidt pour un coût de 824 livres.

#### Giraud, architecte
Dans son rapport d'expertise du 5 juin 1792, l’architecte Giraud a jugé la première réalisation de Schmidt, « faite dans la précipitation » et encore trop peu sûre. Il avait réévalué le travail réalisé à 305 livres, 7 sous et 4 deniers. Ce qui aux yeux du procureur-général-syndic mettait en relief une marge très confortable en faveur du fabricant.
Mais le procureur révélera au ministre, deux jours plus tard, que le prototype de Schmidt a été globalement estimé à hauteur de 960 livres, compte tenu du court délai exigé, de la garantie de réussite aux risques du fabricant, des frais de croquis et d’essai et de la remise des guides, plans et dessins. Après l’expertise de Giraud, le prix de la machine enrichie des améliorations conseillées fut fixé, pour les offres publiques suivantes, à seulement 500 livres ; et dès juillet, l’administration exigera que les machines soient désormais livrées peintes.
Les guillotines, pour une raison qui se devine, furent recouvertes d’une teinte rouge ou construites avec un bois naturellement rouge.

##### Extraits du rapport de l’architecte
« Les coulisses, les languettes et les tourillons sont en bois ; les premières devraient être en cuivre, les secondes en fer ; les crochets auxquels sont attachées les cordes qui suspendent le mouton, ne sont retenus que par des clous à tête ronde, ils devraient l’être avec de fortes vis à écrous. Il manque un marchepied à la bascule, les brides sont placées trop bas, ne sont pas assez solides et sont trop ouvertes. Il faudrait avoir en réserve au moins deux moutons garnis de leur couteau, pour remplacer à l’instant celui auquel il pourrait arriver quelque accident. En un mot, si l’on payait à l’auteur une somme de cinq cents livres par machine, pour faire tous ces changements et les fournitures désirées, on ne doit pas douter qu’il s’en chargeât. »

À lire le devis du charpentier, de même que les boulons à tête et écrous, les coulisses en cuivre faisaient déjà partie de sa fabrication. Ces recommandations n’avaient pas d’abord été suivies par un souci d’économie, mais elles furent rendues impératives le 27 juillet où, le bois des rainures ayant gonflé - une guillotine en fonctionnement était, en effet, une machine abondamment graissée et gluante de sang - le cou d’un patient ne fut pas entièrement tranché. Ces incidents ont été surtout connus en dehors de Paris, à cause de l'expérience nouvelle des exécuteurs de province. Ainsi, le plus célèbre fut celui de Marie Joseph Chalier, qui eut à recevoir trois fois le couperet qui s’était d’abord arrêté deux fois sur ses cervicales.

#### Paternité de l'invention
Roederer, dans un courrier de mi-juillet 1792 au ministre Le Roulx, le renseigne sur la nature du marché conclu avec Schmidt : 

« M. Schmidt, qui n’avait pas songé à obtenir de brevet d’invention pour une machine dont il n’est effectivement pas l’inventeur, et à laquelle il a seulement fait quelques changements sur la description de M. Louis ; qui avait exécuté celles de Paris, de Versailles et de plusieurs autres départements, et avait fait un traité avec M. Clavière [le précédent ministre], sans concevoir le projet d’obtenir un privilège exclusif indépendant de ce marché, a cru pouvoir en éviter la résiliation en se munissant d’un brevet. »

Schmidt, voyant le reste du marché près d’être emporté par des concurrents, tenta de breveter mais il ne put pas aboutir dans cette démarche, d’autant moins que la situation politique était en passe de se compliquer après le 10 août. Comme il refusait le nouveau prix de 500 livres par machine, ses productions antérieures lui furent soldées, en récompense de sa primauté, au prix initial de 812 livres. C’est Clairin, le menuisier de la cour du Commerce Saint-André, qui produira le premier la machine au nouveau prix.
Antoine Louis, dans son rapport sur les essais, désigne Schmidt comme l’« ingénieur inventeur ». Desgenettes rapporte dans ses mémoires une conversation avec Louis où le chirurgien minimise son rôle dans l'invention de la guillotine : « La part que j'ai prise à cette affaire, que je considère comme un acte d'humanité, s'est bornée à corriger la forme du couperet et à le rendre oblique, pour qu'il pût couper net et atteindre le but. Mes ennemis ont alors essayé, et par voie de la presse la plus licencieuse, de faire donner à la fatale machine le nom de petite Louison, qu'ils ne sont pas cependant parvenus à substituer à celui de guillotine. J'ai eu la faiblesse de me chagriner outre mesure de cette atrocité, car c'en est une, quoiqu'on ait voulu la faire passer pour une plaisanterie de bon goût ».
Pour Sylvain Larue, Antoine Louis est le « réel inventeur » et, de son côté, Yves Pouliquen dit du docteur Louis que la guillotine « sera née de ses mains » car il en a suivi avec attention toutes les péripéties et en a suggéré ou approuvé toutes les modifications.
Le 5 juillet 1792, Schmidt écrit au roi un mémoire afin de solliciter un « brevet d'invention pour une machine à décapiter », accompagné d'un dessin colorié. Le ministre de l'Intérieur Champion de Villeneuve lui fit répondre le 24 juillet : « Il répugne à l'humanité d'accorder un brevet d'invention pour une découverte de cette espèce ; nous n'en sommes pas encore à un tel excès de barbarie. Si M. Schmidt a fait une invention utile dans un genre funeste, comme elle ne peut servir que pour l'exécution des jugements, c'est au gouvernement qu'il doit la proposer. »

## Conception

### Berceau de la guillotine
Schmidt, pour mener à bien ce projet de construction, était venu de Strasbourg s’installer à Paris. Son atelier a été situé dans un appentis au no 9 de la cour du Commerce-Saint-André. L’adresse était sans doute délibérée puisque Guillotin avait pris un logement dans un bâtiment contigu, au no 21 de la rue de l'Ancienne-Comédie. On y procéda à la coupe de bottes de paille puis à la décapitation de moutons afin de juger du bon fonctionnement de l’instrument.
C’est dans cette même cour qu’en face, Marat imprima quelque temps son journal. Au-dessus d’un porche qui faisait communiquer la rue des Cordeliers à cette cour, habitait Danton et à quelques pas se trouvait le domicile de Marat (au no 20 devenu aujourd’hui le no 18) où il sera assassiné. Enfin, au no 35, logeait Simon, le geôlier du Dauphin. Marat paraît s’être intéressé à ce que faisait son voisin puisqu’on a pu lui attribuer la première idée de baptiser la machine du nom de Louisette afin d’honorer le chirurgien.

### Essais sur des cadavres humains

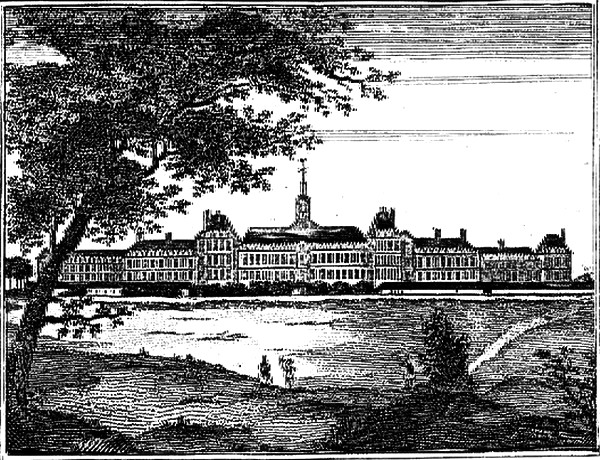
L'hôpital-prison de Bicêtre, à l'époque de la Révolution.

Le mardi 17 avril 1792, se sont retrouvés à Bicêtre dans la cour de la prison le docteur Louis et ses collègues, à savoir Guillotin et Michel Cullerier, médecin-chef de l’hôpital de Bicêtre qui avait réservé des cadavres frais pour l’événement, le mécanicien Schmidt, le charpentier Guidon, l’exécuteur Charles-Henri Sanson, et ses deux demi-frères. Il y a aussi des personnalités de l’Assemblée nationale et du conseil des Hospices, ainsi que les médecins renommés, l’aliéniste Pinel et Cabanis.
Guillotin fut satisfait et Louis se félicita du succès et fit un rapport en date du 19 avril 1792 à Roederer : « Les expériences de la machine du sieur Schmidt ont été faites mardi à Bicêtre sur trois cadavres qu’elle a décapités si nettement qu’on a été étonné de la force et de la célérité de son action. Les fonctions de l’exécuteur se borneront à pousser la bascule qui permet la chute du mouton portant le tranchoir, après que les valets auront lié le criminel et l’auront mis en situation »,. On constate donc que la guillotine est munie maintenant d’une bascule qui immobilise et amène rapidement le corps du patient à l’horizontale et facilite le positionnement de sa tête sur le billot.
D’un autre côté, la version des fameux « Mémoires des Sanson » continue logiquement la réunion des Tuileries : l’expérience aurait été faite avec deux couperets, l’un oblique qui décapita proprement les deux premiers cadavres et l’autre en croissant qui manqua le dernier. Sylvain Larue rapporte une version un peu différente : les cadavres sont ceux de deux prisonniers et d’une prostituée. Le premier corps est coupé avec la lame arrondie. Le coup réussit puis échoue sur le deuxième. La lame oblique parfait la coupe ratée et tranche net le dernier corps, celui de la fille publique.
On a parfois écrit que sur ce même lieu de Bicêtre fut plus tard mise en chantier, une guillotine à neuf tranchants imaginée par un certain Guillot, mécanicien parisien, véritable émule de Schmidt, mais dont la réalisation fut laborieuse et les essais décevants. Cet inventeur fut peu après arrêté pour fabrication de faux assignats et guillotiné avec la machine officielle.

### Première exécution pénale
La première exécution est enfin prévue pour le 25 avril 1792 en place de Grève. Il s'agira de Nicolas Jacques Pelletier, condamné à mort trois mois auparavant pour l’agression d’une personne en pleine rue, à laquelle il tentait de voler des assignats. Moreau, un juge de ce tribunal, écrit à Roederer : « […] Son crime a été public, la réparation devrait être prompte, et une pareille lenteur, surtout au milieu de cette ville immense, en même temps qu’elle ôte à la loi l’énergie qu’elle doit avoir, compromet la sûreté du citoyen […] ». Roederer s’adresse la veille à La Fayette, commandant-général de la garde nationale pour s’assurer ce jour-là de la main-forte car il pressent que ce nouveau mode d’exécution attirera la foule, et il lui demande en conséquence de laisser sur place les gendarmes plus longtemps après l’exécution, jusqu’à l’enlèvement de la guillotine et de l’échafaud.
Pelletier fut donc le premier homme à être « monté sur mademoiselle », surnom donné à une guillotine n’ayant pas encore servi. La Chronique de Paris du 26 avril (no 118) signale l’événement : « Hier, à trois heures de l’après-midi, on a mis en usage, pour la première fois, la machine destinée à couper la tête des criminels […] La nouveauté du spectacle avait considérablement grossi la foule de ceux qu’une pitié barbare conduit à ces tristes spectacles ». Si les journaux s’indignent quelque peu, Prudhomme loue l’instrument « qui concilie le mieux ce qu’on doit à l’humanité et ce qu’exige la loi » et il ajoute « du moins tant que la peine capitale ne sera pas abolie ». La foule, restée calme, fut étonnée de la rapidité de l’outil et de son efficacité, mais la majorité des curieux furent déçus de la brièveté du spectacle.

## Guillotine et Révolution française
La fréquence de fonctionnement de la « Veuve », qui avait hérité, selon Ducpétiaux, du surnom de la potence, et qui fut inaugurée en des temps mouvementés, symbolise dans la mémoire collective  la violence de la révolution. « Cet instrument fait tout, c’est lui qui gouverne », disait Barère qui aurait voulu qu’on construisît des guillotines « à sept fenêtres ».

### Premier Tribunal révolutionnaire

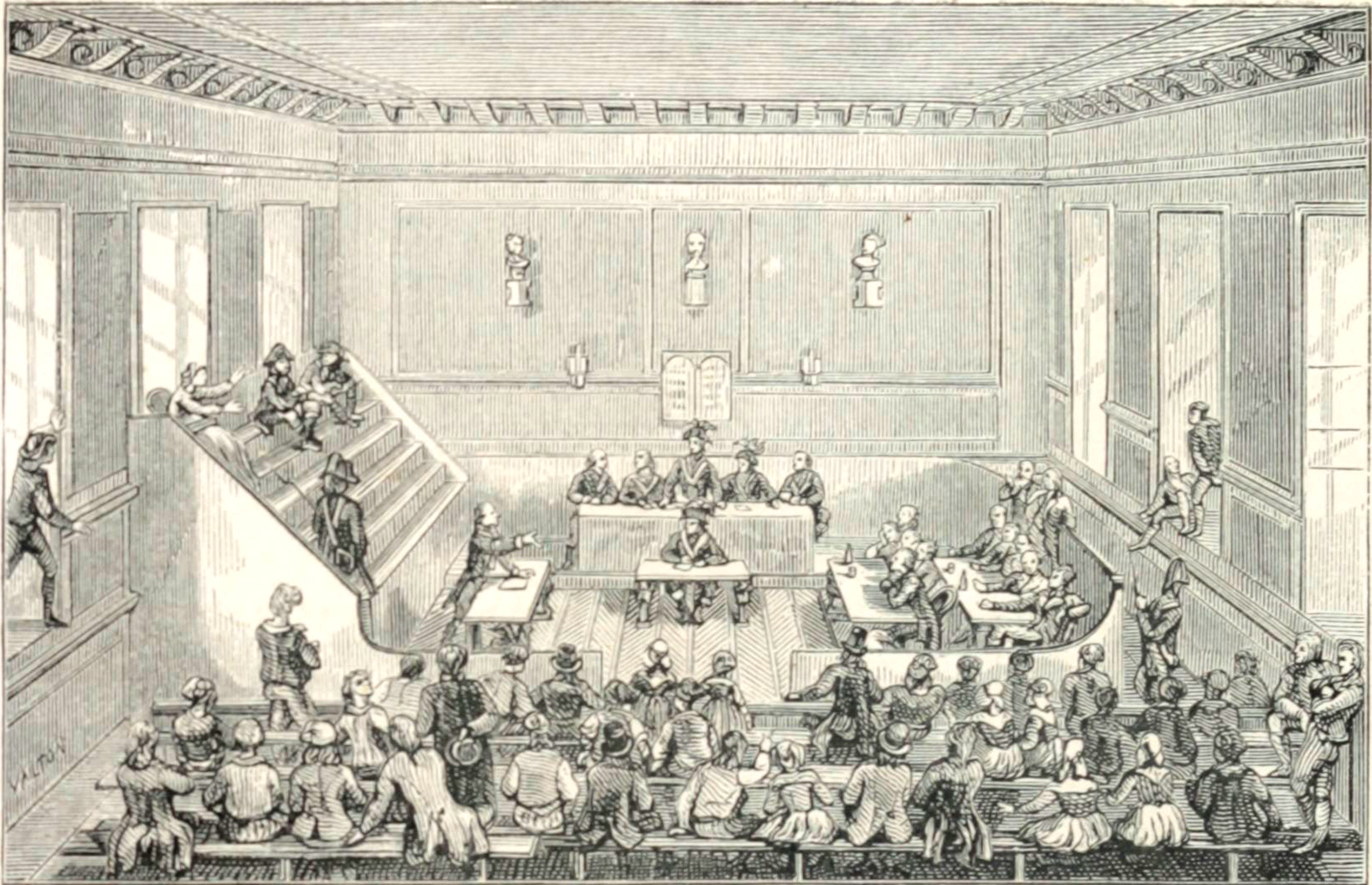
Une séance du Tribunal révolutionnaire.

Lors de la Journée du 10 août 1792, à la suite de la publication du manifeste du Duc de Brunswick, dont les troupes  se trouvent à proximité de la capitale et qui a menacé de « subvertir » Paris, la Commune de Paris déclenche une insurrection et une foule de Parisiens prend d'assaut le château des Tuileries où réside le roi. Les combats durent toute la journée, au terme de laquelle l'insurrection est victorieuse, et la Royauté de fait renversée. Elle laisse toutefois près de 400 morts du côté des insurgés, qui réclament le jugement des « conspirateurs et traîtres » de cette journée.
Le Premier Tribunal révolutionnaire est créé en réponse le 17 août 1792. Il ne prononcera toutefois, jusqu'à sa dissolution le 1er décembre de la même année, que 61 condamnations, dont 21 condamnations à mort. La presse « […] attise le soupçon d’une lenteur criminelle des juges. Elle diffuse les images d’une capitale désertée par les volontaires, où les comploteurs des prisons se répandront par les rues, égorgeront les patriotes […] Ainsi, écrit Fréron, dans l’Orateur du peuple : "Quand la loi est sourde et muette, les citoyens doivent agir avec transport" ».

### Premiers exécutés
Le premier exécuté est Nicolas Jacques Pelletier un criminel de droit commun, guillotiné place de Grève le 25 avril 1792.
Le second est Collenot d'Angremont, arrêté à Sèvres, déjà soupçonné d’avoir été l’instigateur d’un attentat contre le maire Pétion et accusé de conspiration antirévolutionnaire, fut déclaré coupable, le 21 août 1792, par le tribunal révolutionnaire « d’embauchage et de levée d’individus formés en brigades, en qualité d’agent d’un ministère corrompu et de la police de Paris, ayant entretenu des correspondances suspectes » et condamné à la peine de mort, au terme d’une audience de quelque trente-deux heures.
H. A. Wallon rapporte que Charles-Henri Sanson était, sur une initiative du publiciste jacobin Gorsas qui conservait quelque animosité à l’encontre du bourreau, emprisonné par la Commune depuis ce même jour du 10 août afin, qu’en cas d’échec de l’insurrection, il n’eût pas possibilité de pendre des patriotes. Il eut un droit de sortie pour les deux premières exécutions et n’aurait été relaxé qu’à la suivante.
Le 21 août, à 10 heures du soir, Collenot est conduit place du Carrousel. Le peuple, en chemin, lui arracha sa « redingote nationale » et battit des mains quand il monta à l’échafaud. Sa tête sanglante fut montrée à la foule, ce qui sera reproduit lors de plusieurs exécutions ultérieures.

#### Guillotine déclarée permanente

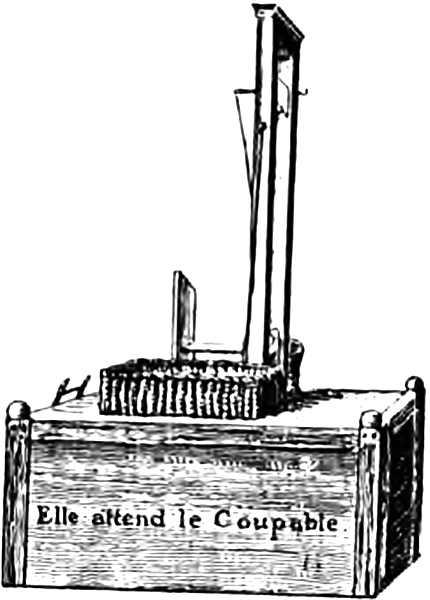
Le 21 août 1792, la guillotine est déclarée permanente.

Pierre Louis Manuel, procureur de la Commune de Paris, après le supplice, interdit le démontage de la machine et déclare « la guillotine permanente ». Peu après, s’ensuivit un arrêté de la Commune : « Le procureur de la Commune entendu [Manuel], le Conseil Général arrête que la guillotine restera dressée sur la place du Carrousel, jusqu’à ce qu’il en ait été autrement ordonné, à l’exception toutefois du coutelas que l’exécuteur des hautes œuvres sera autorisé d’enlever après chaque exécution ». Ainsi, sur cette place auront lieu presque toutes les exécutions jusqu’au décret du 10 mai 1793 qui désignera pour la remplacer la place de la Révolution, anciennement place Louis XV.
Parmi les condamnés du premier tribunal révolutionnaire, on peut citer Arnaud de Laporte, Farmian du Rozoy ou Jean Julien, qui fut d'abord arrêté comme conspirateur du Dix-Août et condamné à dix ans de pilori en place de Grève. Il fut rejugé et condamné à la peine capitale le lendemain de sa mise au pilori car il proclamait ses opinions royalistes et insultait la Nation qui l’avait condamné ; le président du tribunal Osselin déclara dans son allocution finale : « Vous étiez condamné à un esclavage de dix ans [...] un esclavage de dix ans pour un Français est une mort continuelle »
Concernant Bachmann, major des Gardes suisses qui défendaient le château des Tuileries, son procès fut interrompu par l'irruption d'une troupe venue assouvir les « vengeances du peuple », alors que les massacres de Septembre avaient commencé. Le président Lavaux obtint de la cohorte qu’elle respecte la loi et se retire.

### Second tribunal révolutionnaire

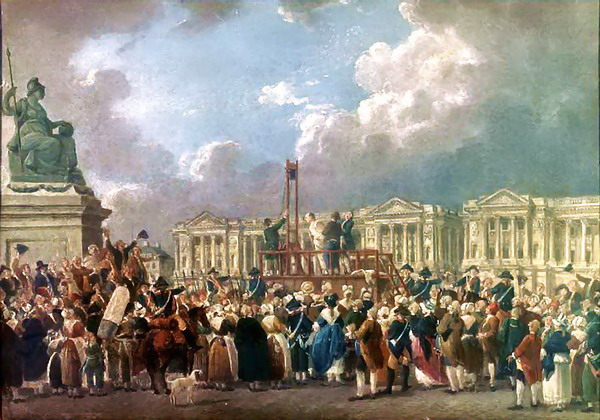
Une exécution place de la Révolution. Tableau de Pierre-Antoine Demachy (1807).

Une volonté de vengeance ou de justice inassouvie par le petit nombre des procès, ainsi que la peur due à la proximité des armées étrangères, sont invoquées par les historiens pour expliquer les massacres de Septembre. Le premier tribunal révolutionnaire fut brutalement dissous le 1er décembre 1792 et l’échafaud fut utilisé pendant quelque temps pour les exécutions de droit commun ou exceptionnelle comme celle du dernier souverain le 21 janvier 1793.
Le second tribunal révolutionnaire fut institué le 10 mars 1793, dans un contexte de guerre civile en Vendée et de guerres extérieures. Il disposait d'« une juridiction illimitée et des pouvoirs exorbitants ».
« Soyons terribles pour dispenser le peuple de l’être », s’exclame Danton au cours des débats. Le premier exécuté de ce tribunal est Louis Guyot des Maulans, gentilhomme poitevin, arrêté le 12 décembre 1792.
Les exécutions à Paris du second tribunal révolutionnaire seront au nombre de 2 498. Le tribunal aura prononcé 1 231 condamnations à mort du 6 avril 1793 au 10 juin 1794 et 1 376 du 11 juin 1794 au 27 juillet 1794, en partie parce que les tribunaux qui avaient parfois suivi les armées chargées des répressions en province seront supprimés, et les procès et exécutions centralisés.
Les Toulonnais insurgés brûlèrent une guillotine en place publique, pour la punir d’avoir décapité le roi. En avril 1871, elle sera brûlée pour une tout autre raison par les Communards, aux cris de « À bas la peine de mort ! ».

## Personnalités liées à la guillotine

### Charles-Henri Sanson, un maître exécuteur

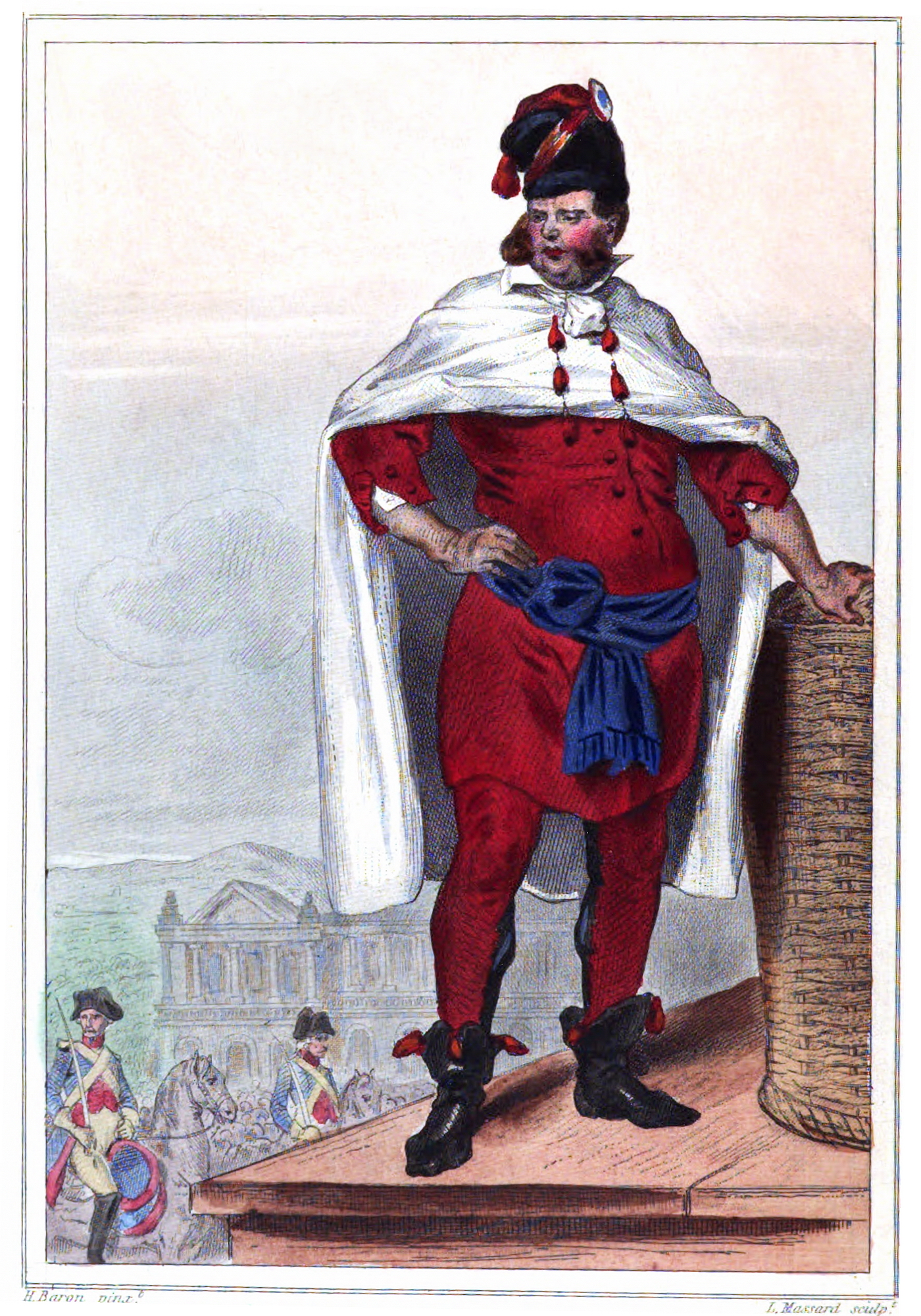
Charles-Henri Sanson, l'exécuteur des hautes œuvres du roi Louis XVI, imaginé par H. Baron.

Un certain Giraud, dans une lettre au Comité de salut public, s’exclame : « À Paris […] l’art de guillotiner a acquis la dernière perfection. Sanson et ses élèves guillotinent avec tant de prestesse qu’on croirait qu’ils ont pris des leçons de Comus, à la manière dont ils escamotent leur homme ! ». Si Sanson fut « l’exécuteur des hautes-œuvres » sous l’Ancien régime, il devint populairement le « Vengeur du peuple » ou plus familièrement le « barbier national ».

#### Traitement des exécuteurs
Il est établi par le décret du 13 juin 1793 dont voici les premiers articles :

« article 1 : - Il y aura dans chacun des départements de la République, près des tribunaux criminels, un exécuteur de leurs jugements.
article 2 : - Le traitement des exécuteurs est une charge générale de l’État.
article 3 : - Dans les villes dont la population n’excède pas 50 000 âmes, il sera de 2 400 livres. Dans celles dont la population est de 50 à 100 000 âmes, de 4 000 livres. Dans celles de 100 à 300 000 âmes, de 6 000 livres. Enfin, à Paris, le traitement de l’exécuteur sera de 10 000 livres. »

Sous le règne de Louis-Philippe, le bourreau de Paris touche annuellement 8 000 francs, celui de Lyon, 5 000 et 4 000 dans des villes comme Rouen, Bordeaux et Toulouse. Les localités de moins de 50 000 habitants reçoivent 2 400 francs. Charles Sanson eut, dans le département de Paris, un travail intense durant les années où il officia. Ainsi, il reçut 1 000 livres supplémentaires pour chacun de ses aides (il en avait régulièrement quatre) et une indemnité annuelle de 3 000 livres pour compenser la période exceptionnelle qu’il rencontra.

Mais il apparaît nettement que l’administration n’avait pas évalué ses frais avec assez de réalisme, car nous conservons de Sanson des demandes réitérées d’augmentation auprès de Roederer : 

« Le mode d’exécution qui se pratique aujourd’hui triple aisément les frais de dépenses anciennes, en outre du renchérissement de toutes les choses nécessaires à la vie […] Il me faut du monde sûr car le public veut de la décence. C’est moi qui paie cela. Pour avoir du monde comme il le faut pour cet ouvrage, ils [les employés] veulent des gages doubles des autres années antérieures […] Il faut alors pour s’en procurer les enchaîner par l’appât du gain […] J’ai quatorze personnes tous les jours à nourrir, dont huit sont à gages, trois chevaux, trois charretiers, les accessoires… Un loyer énorme à raison de l’État (de tous temps, l’exécuteur a toujours été logé par le roi). »

### «Tricoteuses»
Le 30 octobre 1793, un décret de Jean-Pierre Amar interdit les clubs et les sociétés de femmes « sous quelque dénomination que ce soit ». Rose Lacombe, chef de file de la société des Femmes révolutionnaires, proteste et, le 17 novembre, à la tête d’un groupe de compagnes coiffées du bonnet rouge, envahit le Conseil général de la Commune. On décide, pour ramener le calme, par le décret du 26 décembre suivant, de mettre à l’honneur le rôle valeureux des « citoyennes patriotes des 5 et 6 octobre, en leur accordant des « places marquées », lors des « cérémonies civiques » (les exécutions capitales sont donc comprises) ainsi qu’à leurs époux et leurs progénitures, et l’autorisation d’y tricoter. Ces femmes devaient passer dans l’histoire révolutionnaire comme les « tricoteuses ». Si on suppose que le mot devait faire partie du langage courant, on ne le trouve pourtant écrit la première fois que dans « L’Ami du peuple » de Lebois, du 17 janvier 1795, et ce terme devenu rapidement injurieux fut donné à toutes celles qui se montraient d’ardentes partisanes de la manière forte.

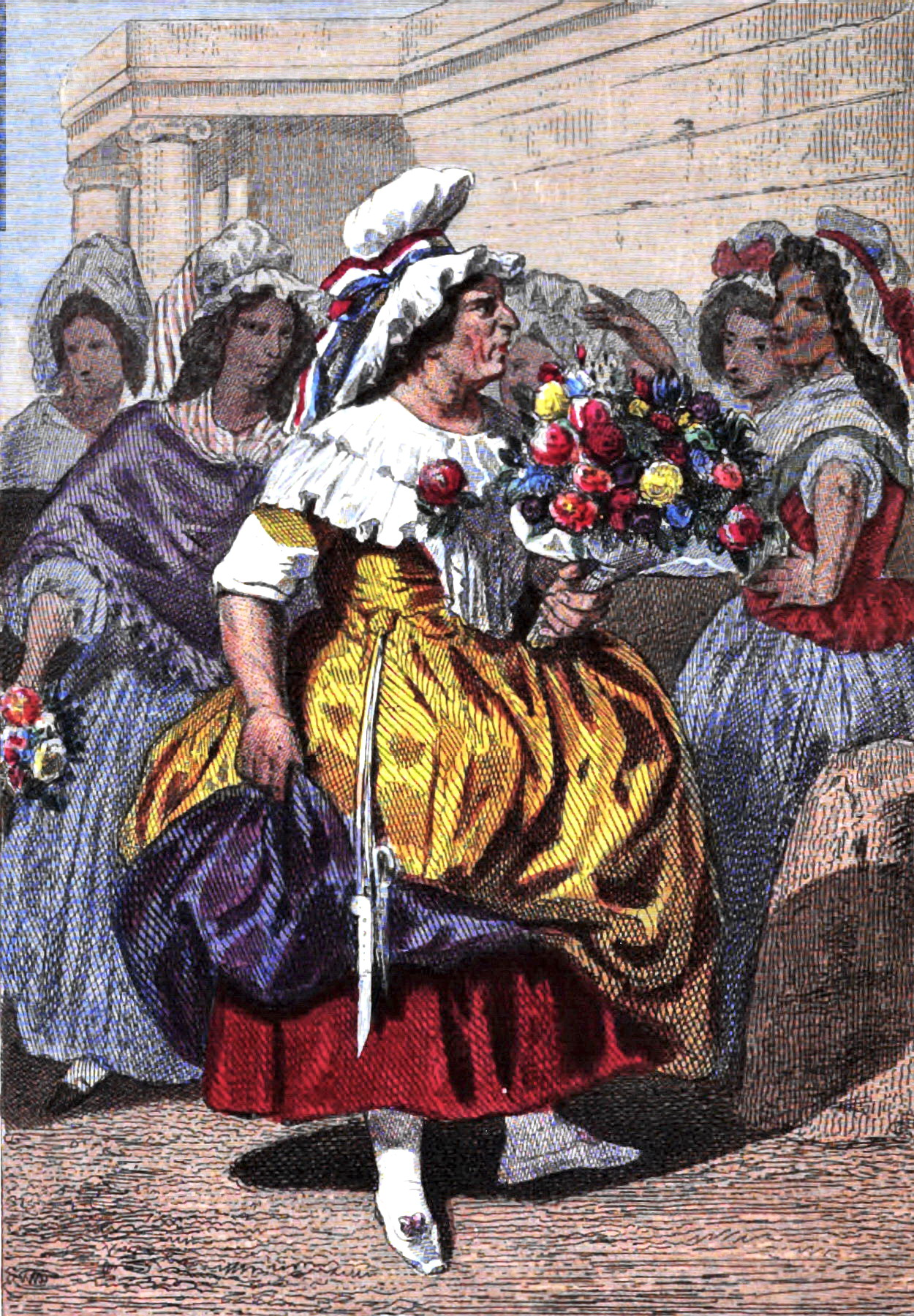
Les femmes de la halle.
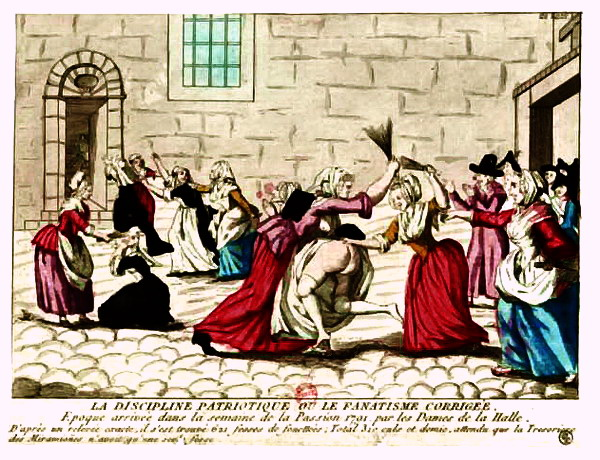
Les Fouetteuses.
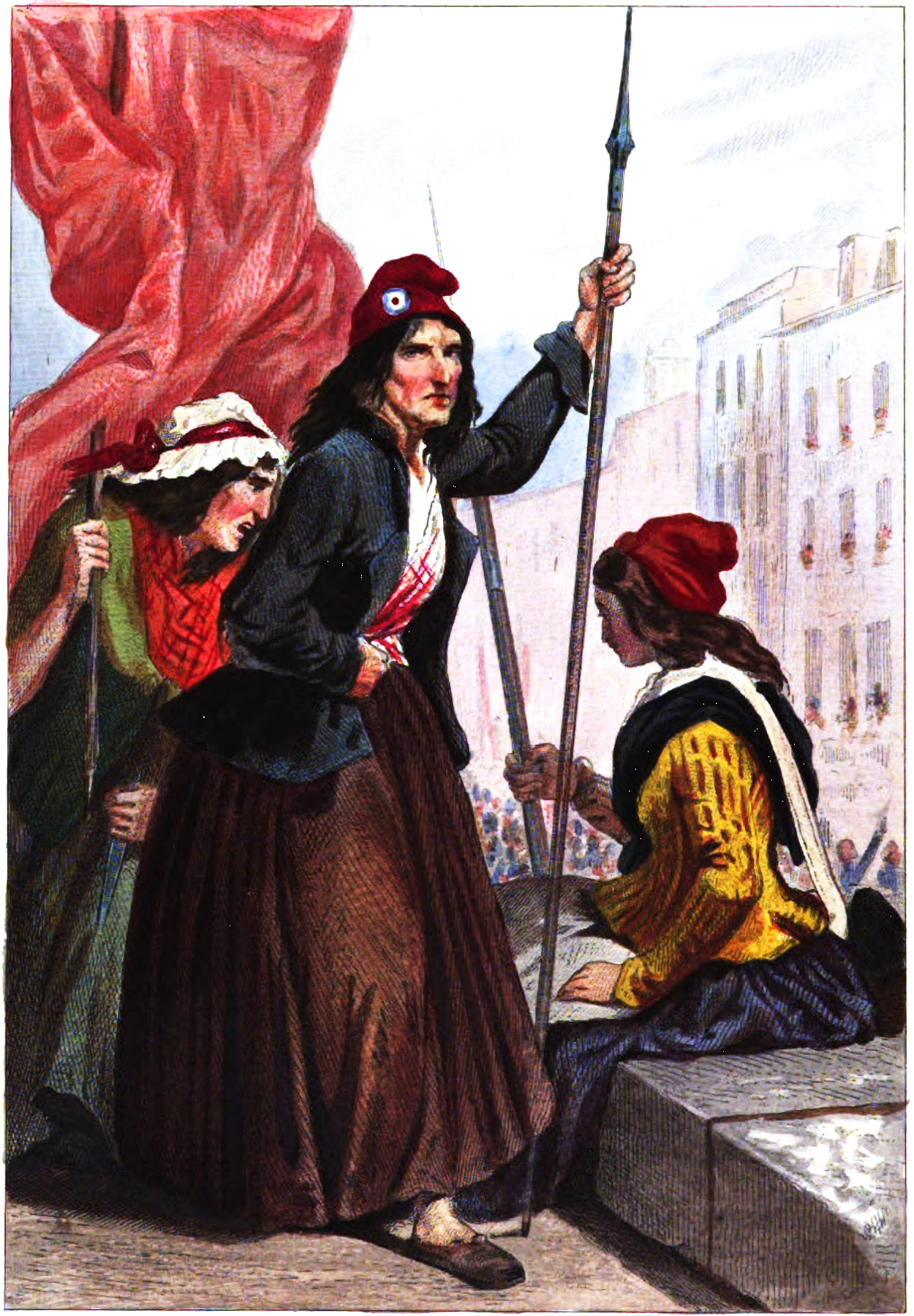
Les Furies de guillotine.

« Ce fut des échoppes de la halle que sortirent la plupart des héroïnes d’octobre, et plus d’une furie de guillotine fut recrutée sous les parasols du marché des Innocents ».
Les divers récits de l’époque nous font apparaître qu’il est guère aisé, en effet, de différencier de toutes ces patriotes qui s’agitèrent dans les assemblées, les rues, les places et spécialement autour des échafauds, les paisibles mères de famille qui pouvaient se transformer en un moment en de terribles passionarias. Le comédien Fleury avait sa méthode pour les reconnaître : « Si elles étaient vieilles, on les appelait tricoteuses ; si elles étaient jeunes, elles avaient nom furies de guillotine ». On a prétendu qu’on avait libéré de prison des femmes de mauvaise vie afin de grossir les rangs de ces tumultueuses « jacobines », et même que des hommes se travestissaient en femmes pour se mêler parmi elles et jouer le rôle de meneurs. « [des charrettes] chargées de condamnés et suivies, avec des cris insultants, des chansons atroces, par des femmes hideuses, qu’on appelait furies de la guillotine ». On vit des flagelleuses remettre férocement dans le bon chemin les mauvaises citoyennes, comme celles qui ne portaient pas la cocarde obligatoire. Ces matrones assistaient aux délibérations de la Convention, huaient les déclarations trop prudentes et applaudissaient aux discours virulents, notamment ceux de Robespierre, leur idole. On les apercevait régulièrement tricoter autour de l’échafaud – certaines y auraient loué des chaises - et attendre patiemment l’heure d’ouverture du théâtre sanglant de la bascule à Charlot. Elles excitent la populace, invectivent les condamnés des charrettes, ponctuent la chute du couperet et se réjouissent des grimaces des suppliciés. Leur zèle et leur assiduité leur attirèrent une autre dénomination : les lécheuses de guillotine.
Il est sûr que le fanatisme de ces femmes a été largement amplifié par des plumes vengeresses ; mais les rapports de police du début de 1794 sont également éloquents : « Il est étonnant [de voir] à quel point les femmes sont devenues féroces ; elles assistent tous les jours aux exécutions » ; ou encore : « Le peuple dit que les femmes étaient devenues sanguinaires, qu'elles ne prêchent que le sang, qu'il y a, entre autres, une certaine quantité de femmes qui ne quittent point la guillotine, ni le tribunal révolutionnaire ». Leurs excès finirent par provoquer l’exaspération des politiques. Le lendemain de la mort de Féraud, massacré pendant que la salle de la Convention est envahie par des manifestants, les femmes qui y avaient pris une part active - sont exclues des tribunes par le décret du 21 mai 1795, et, le 23, un autre les exclut des assemblées politiques et leur interdit les attroupements.

## Guillotine «ultima ratio»

### Chien de garde de la Révolution

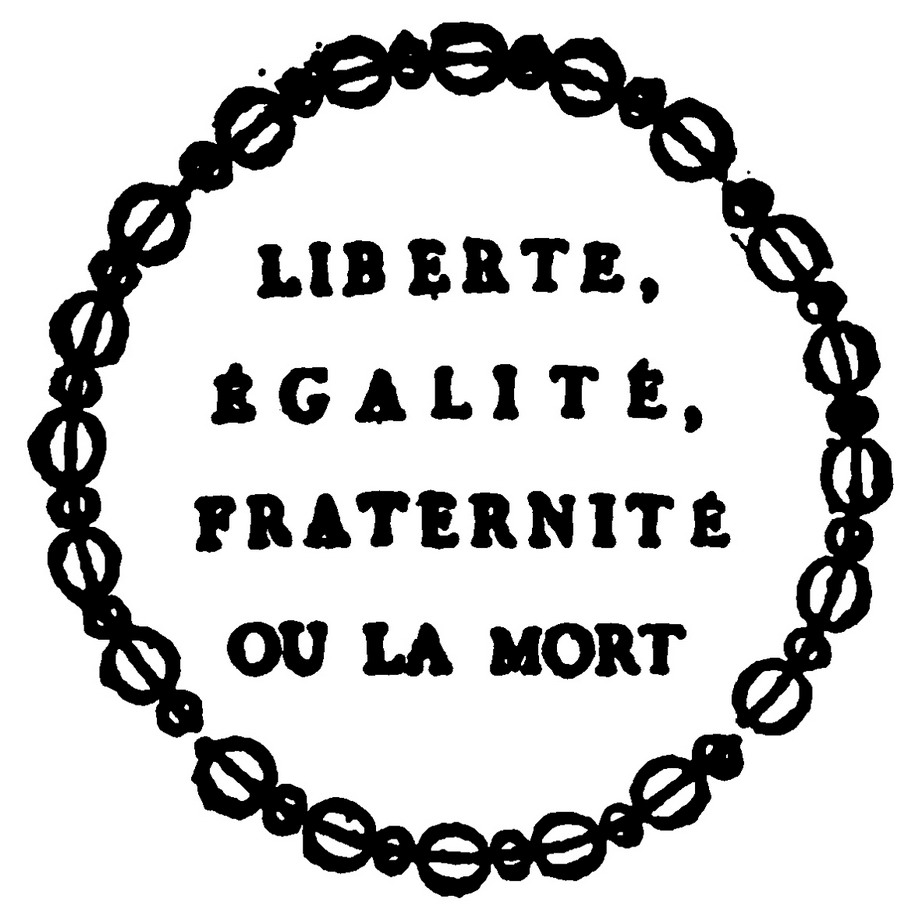
Devise de la Révolution française, qui serait due à Jean-Nicolas Pache quand il était maire de Paris.

Georges Couthon déclamait cette sentence : « Le délai pour punir les ennemis de la patrie ne doit être que le moment de les reconnaître ». Les armées de sans-culotte levées dans l’urgence pour réprimer les soulèvements de province partaient battre la campagne, toujours suivies d’une « guillotine ambulante ».

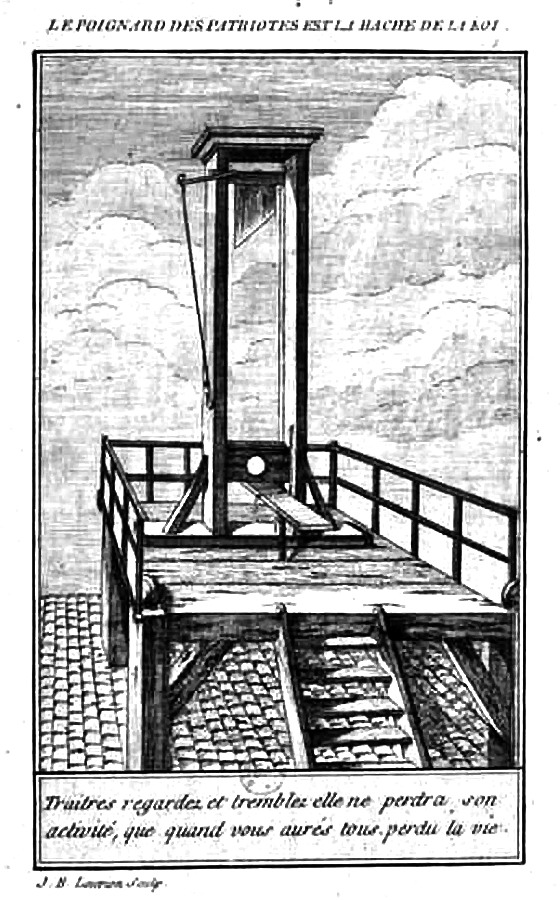
Affiche menaçant de la guillotine.

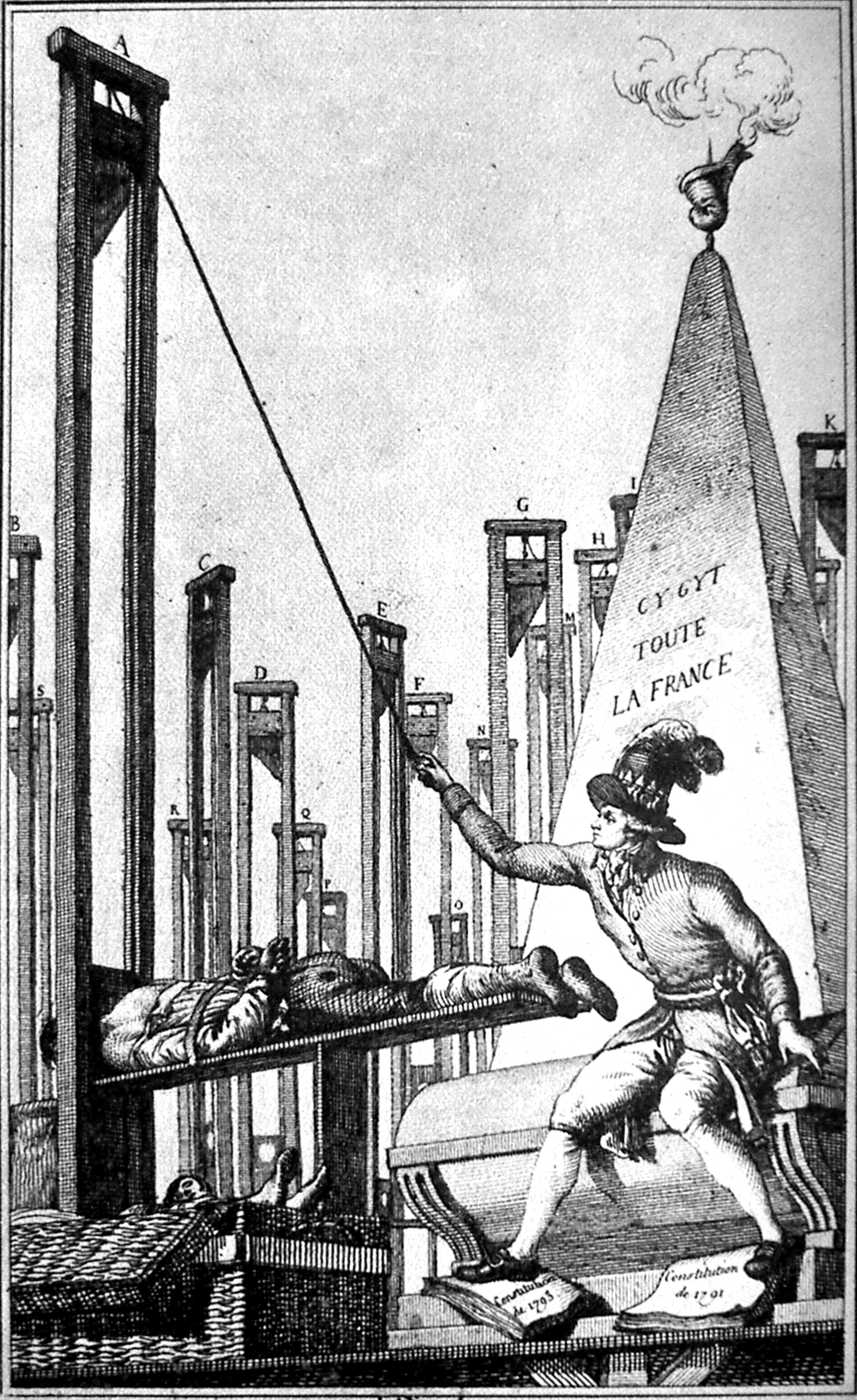
Caricature de Robespierre : ne trouvant plus personne à guillotiner, il guillotine le bourreau.

Marc-Guillaume-Alexis Vadier déclarait justement : « Coupons des têtes, nous avons besoin d’argent, ce sont des confiscations indispensables ». On ne peut plus s’étonner qu’on appelât aussi la guillotine la « planche à assignats » quand on entend encore la tirade d’Hébert s’aidant de la rhétorique la plus percutante : « […] si nos paroles sont méconnues, qu’ils se rappellent la puissance magique de la guillotine ; qu’ils sachent qu’avec la guillotine nous ferons mettre les pouces aux accapareurs ; qu’avec la guillotine on fait de l’or ; qu’avec la guillotine on fait sortir le numéraire des caves ; qu’avec la guillotine nous ferons disparaître les traîtres ; qu’avec la guillotine nous ferons tomber la calotte ; qu’avec la guillotine, enfin, nous ferons taire les mécontents, que nous aurons du pain… ».
Un nommé Denoui, envoyé en mission de Paris à Angoulême avait « fait mettre la guillotine en permanence sur la place publique avec cette inscription : "Avis aux meuniers et boulangers" ». Louis-Marie Prudhomme ajoute : « Ces messieurs ont profité de l’avis et la famine a disparu ».

#### Purge des armées

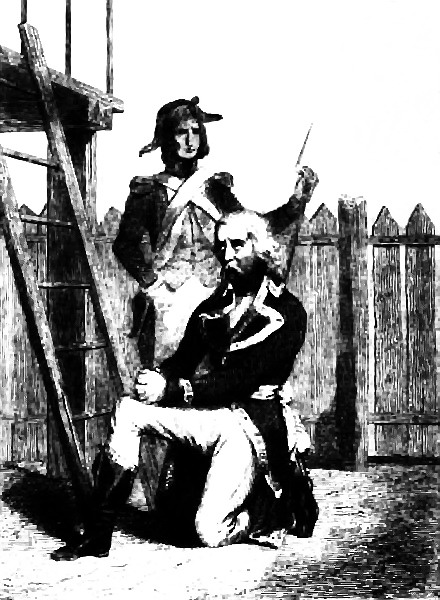
Adam Philippe de Custine au pied de l’échafaud.

Tous les officiers complices de Dumouriez fournissent les premières charrettes de militaires à la guillotine ; puis le principe de précaution punira de plus en plus d'innocents, tels Custine et Biron, seulement répréhensibles de rechercher quelque gloire, c'est-à-dire soupçonnés « d’ambition et d’incivisme ».
Subiront le même sort Alexandre de Beauharnais pour avoir laissé son armée se reposer deux semaines et, du même coup, avoir contribué à la perte de Mayence ; Jean Nicolas Houchard pour n’avoir pas poursuivi l’ennemi après le succès de la bataille de Hondschoote ; et le général De Marcé, vaincu en mars et en avril 1793 en Vendée, sous l’accusation d’avoir ainsi favorisé la chouannerie.
La Convention aura guillotiné pas moins de vingt-cinq généraux.

## Hauts lieux de la guillotine

### «Voie funèbre»

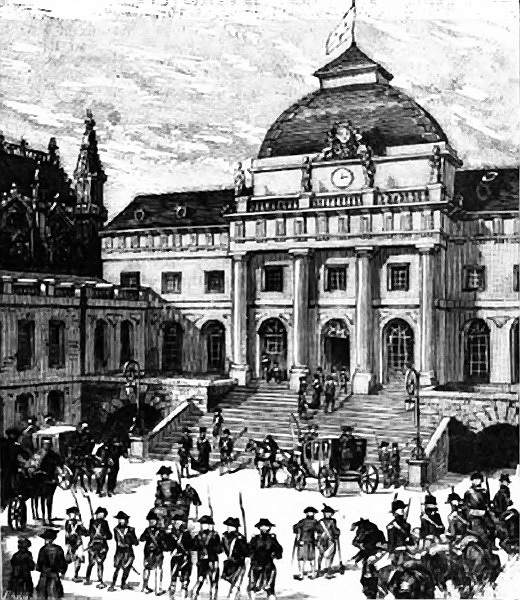
L’arcade sombre à droite du perron de la Cour du Mai, « c’était par là qu’à l’époque révolutionnaire on entrait à la Conciergerie et qu’on en sortait…. » [note 9]
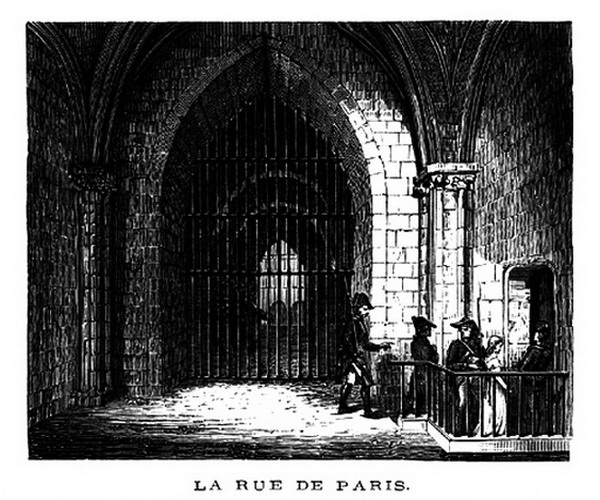
Conciergerie : au bout d'un long corridor, un escalier obscur, appelé la rue de Paris, conduisait au tribunal.
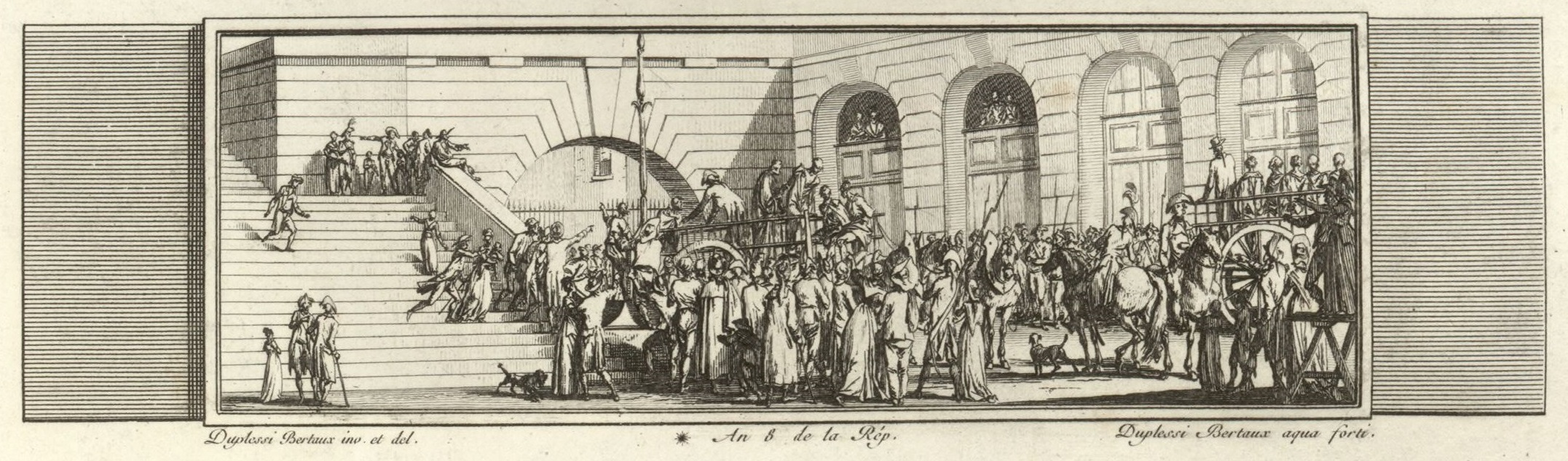
À la sortie, une charrette attendait les condamnés dans la Cour du Mai.
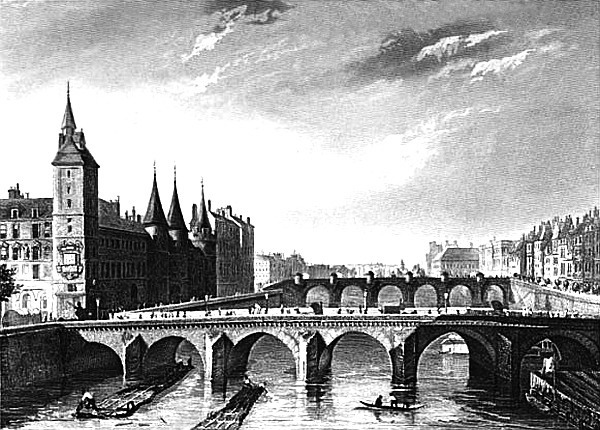
Le parcours commençait toujours par le passage du pont au Change.

Le trajet le plus connu est celui que la justice appelait la « route ordinaire », depuis le tribunal (Conciergerie) jusqu’à l’ancienne place Louis XV. La durée est variable selon l’heure, le climat, les spectateurs et l’importance du cortège. Il dure environ trois-quarts d'heure à une heure et demie ; près de deux heures pour le roi qui voyagea dans la voiture de Clavière, depuis sa prison du Temple, précédé de canons roulants, de tambours et de quelques milliers de soldats. Les charrettes à ridelles, appelées par dérision « carrosses à trente-six portières », sont à la mesure des personnes à transporter. On peut y voir dix, quinze, trente personnes et « enfin jusqu’à quatre-vingt-quatre » nous dit H. J. Riouffe. Le convoi peut comporter plusieurs charrettes selon l’importance de la « fournée ». Normalement Sanson en possède deux mais il doit souvent en louer des supplémentaires qui lui coûtent 20 francs sur ses deniers, dont 5 francs de pourboire, car les conducteurs comme les loueurs sont d’autant plus réticents qu’après une longue série de décapitations, les paniers ne peuvent suffire et les corps sont entassés à même la charrette pour être transportés jusqu’à la fosse du cimetière.
Les condamnés, cheveux raccourcis, poings liés dans le dos, sortent dans la cour du tribunal, la Cour du mai. Les charrettes y stationnent déjà toutes prêtes et se mettent en marche sur un signal de Sanson. Tout de suite dehors, c’est une petite place semi-circulaire très animée où s’est installé le débit de tabac très fréquenté de la mère Guibal. Le convoi qui assure le spectacle emprunte le pont au Change, escorté de gendarmes à cheval et de gardes nationaux ; il vire à gauche sur le quai de la Mégisserie, dévie au carrefour des Trois-Maries, pour suivre la rue de la Monnaie puis celle du Roule pour ensuite tourner à gauche, sur la longue rue Honoré (rue Saint-Honoré). Les Halles voisines attirent au virage un afflux de badauds qui provoque régulièrement un énorme encombrement. La rue Saint-Honoré est préférée, chaque fois qu’il est possible, au quai des Tuileries, plus direct mais sans population, et permet ainsi au plus grand nombre, à tous les étages — les fenêtres se louent à bon prix — d’assister au passage des condamnés qu’ils auront tout le temps de vilipender, de conspuer, de couvrir de horions et de crachats, chantant et hurlant des obscénités. Les commerces sont contraints de fermer, les crieurs précèdent et annoncent la liste des « gagnants ».
La « bière des vivants » passe successivement devant le Palais-Égalité (le Palais-Royal) ; l’église Saint-Roch dont le parvis et les gradins accueillants sont remplis habituellement de monde ; le porche du couvent des Jacobins ; puis l’entrée de la place des Piques (place Vendôme), avec, à l’opposé, l’entrée de la cour des Feuillants, siège de la Constituante et, un peu plus loin, sur le même côté, à l’angle de la rue Saint-Florentin, l’église de l’Assomption.

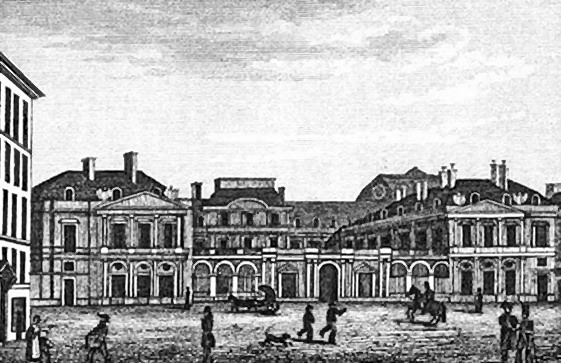
Le Palais-Égalité
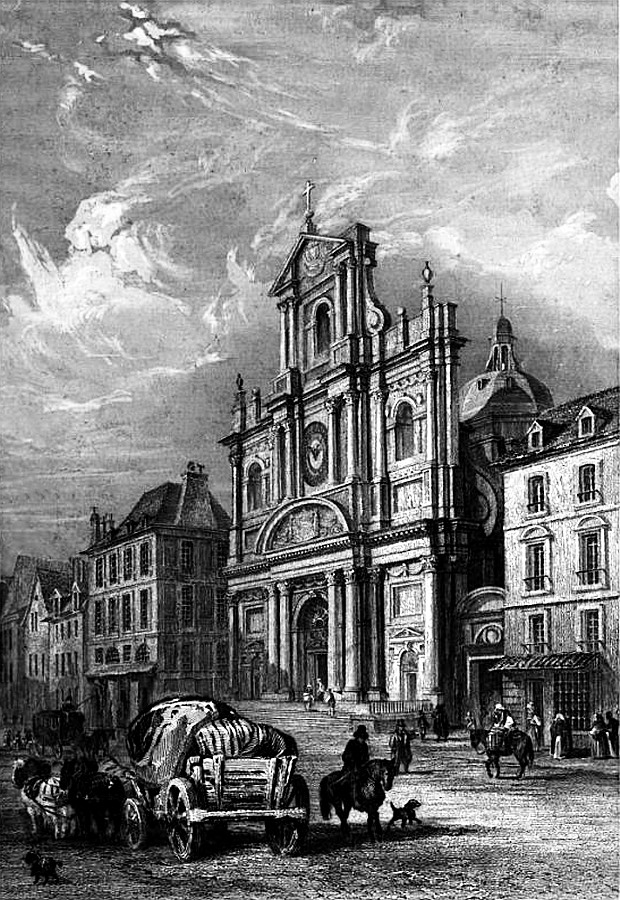
L'église Saint-Roch
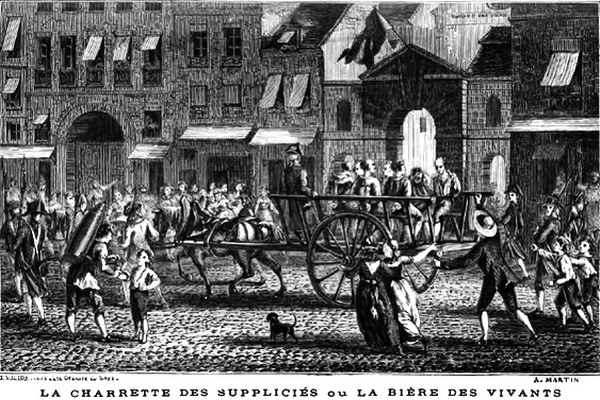
La bière des vivants passe devant les Jacobins.
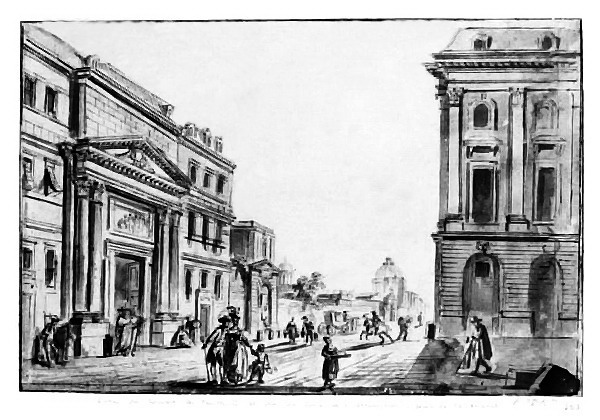
L'entrée du couvent des Feuillants et, à droite, celle de la place Vendôme ; au fond, le dôme de l'église de l'Assomption.

Enfin, après le virage à gauche où l’on entrevoit au fond à droite le temple des Victoires (l'Église de la Madeleine), le cortège s’engage dans la rue de la Révolution (rue Royale). Cette voie qui mène par le Garde-meuble (aujourd’hui l’Hôtel de la Marine), est la dernière ligne droite vers la place de la Révolution (Place de la Concorde). C’est le lieu terminal à moins de poursuivre tout droit sur le pont de la Révolution (Pont de la Concorde et ancien Pont Louis XV) comme le fera Bailly pour être exécuté au Champ de Mars.

### «Place rouge»
Après avoir été installée place de Grève pour la première utilisation le 25 avril 1792, la guillotine est ensuite installée place du Carrousel . Le 21 janvier 1793, pour l'exécution du Roi, elle est posée place de la Révolution entre la statue de Louis XV et l'actuelle statue de la Ville de Brest à l'entrée des Champs-Élysées, face aux jardins des Tuileries.
Lors des exécutions, l’emplacement favori des curieux était les terrasses dominantes des Tuileries, près de la Renommée de marbre. Le logement du Suisse qui gardait l’entrée du Pont Tournant fut occupé par une auberge, appelée « Cabaret de la Guillotine », très fréquentée pendant les heures de travail de la machine.

« Sous la Terreur, les premières exécutions firent recette, on payait vingt à trente sous une place assise à la terrasse des Tuileries. L'habitude venant, il n'y eut bientôt plus personne autour de l'échafaud. Il fallut des "vedettes" pour attirer du monde: l'exécution de Desmoulins et de Danton, celle de Robespierre et de ses amis »

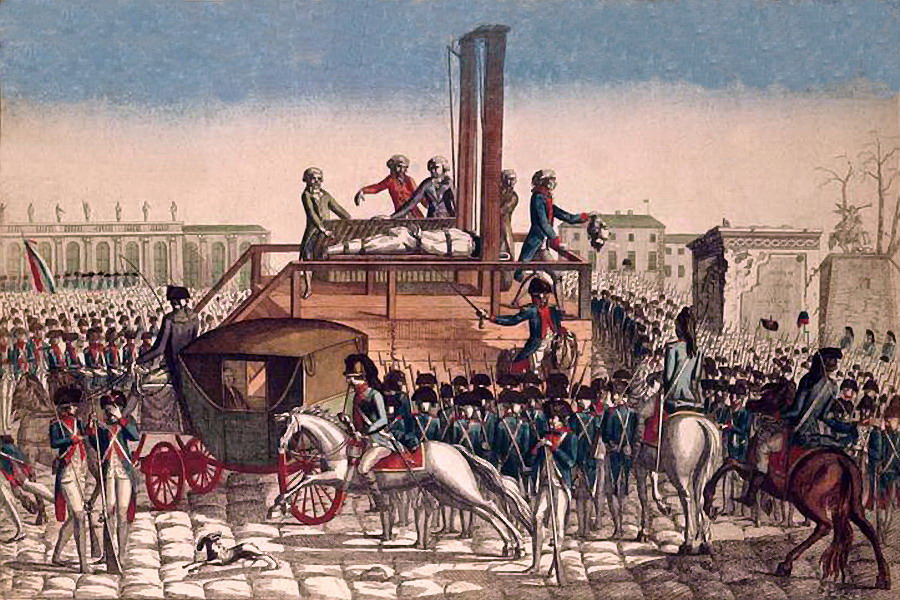
La mort de Louis XVI. On chanta La Marseillaise, on dansa la carmagnole et on cria « Voilà la tête du tyran à bas ! »
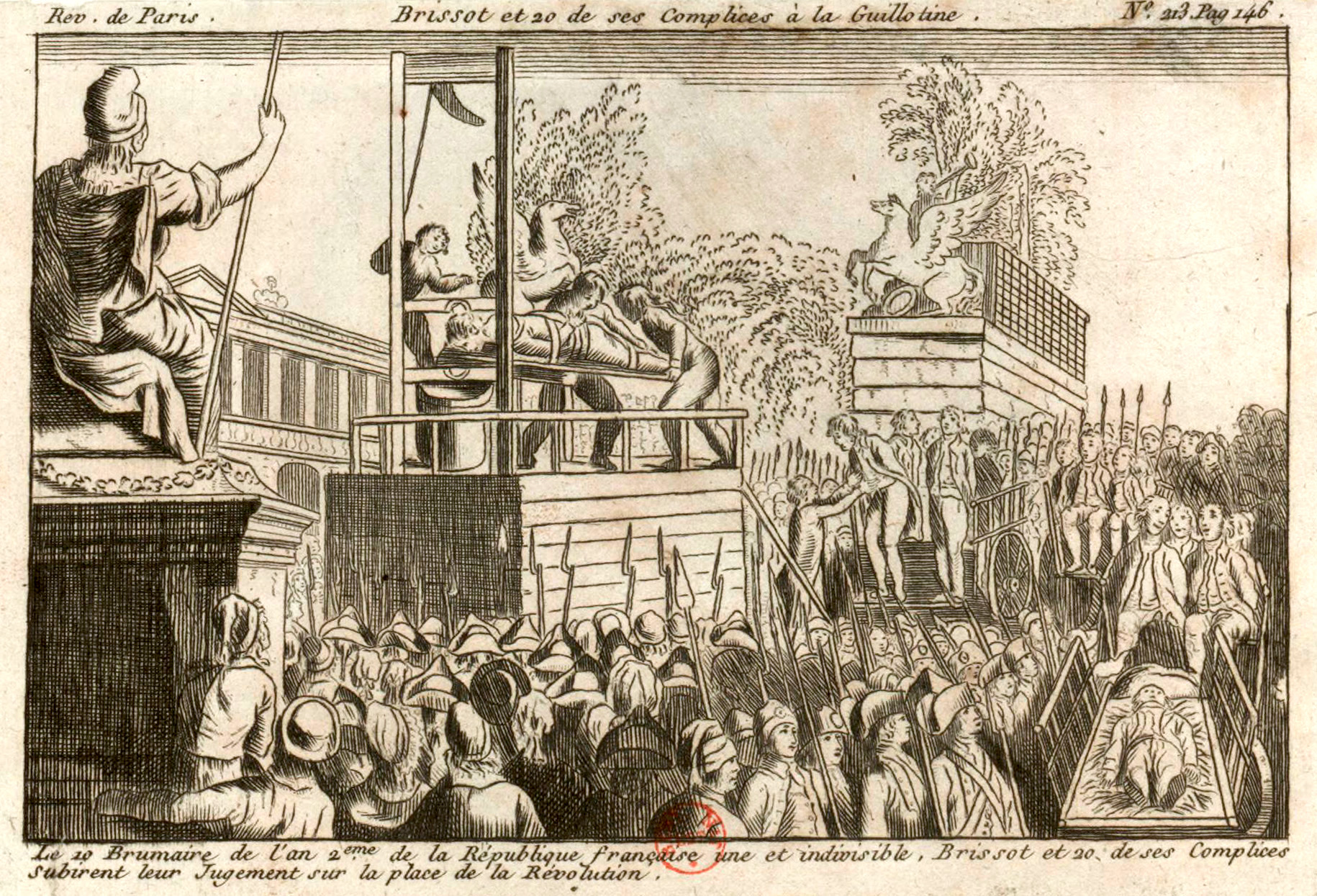
La fournée des Girondins. La statue de la Liberté ; les deux chevaux de l'entrée des Tuileries : ceux de la Renommée et de Mercure ; en arrière-plan : le Garde-Meubles et, en bas à droite, la charrette où gît le cadavre de Valazé.
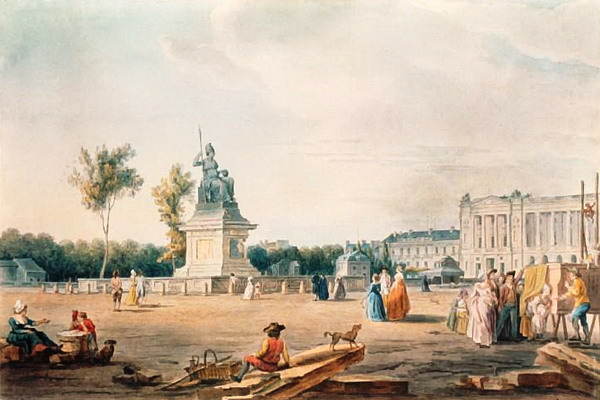
Place de la Révolution. La statue de la Liberté attribuée à Lemot.

### Lieux d’exécution pendant la Révolution
La première exécution au moyen de la guillotine se déroule donc le 25 avril 1792 sur la place de Grève (actuelle place de l'Hôtel-de-Ville). Tous les condamnés à mort sont désormais exécutés en ce lieu, jusqu’à ce que l’échafaud soit transporté, le 21 août, sur la place du Carrousel, face au palais des Tuileries, siège du gouvernement, à la suite de la journée du 10 août. La première place est, donc, vouée aux délits de droit commun (châtiment du pilori compris) tandis que la seconde le sera aux crimes politiques.
Le 27 août 1792, la guillotine est de nouveau en place de Grève pour trois faussaires d’assignats. Le 21 janvier 1793, la guillotine est exceptionnellement dressée sur la place de la Révolution pour l’exécution de Louis XVI, ancien hôte des Tuileries. Enfin, le 11 mai, la guillotine, quitte définitivement la place du Carrousel pour s’installer place de la Révolution, devant l’entrée du jardin (« le pont tournant »), notamment pour y décapiter sur le lieu même de leur forfait certains des voleurs du diamant bleu de la Couronne. Là seront exécutés : Charlotte Corday (17 juillet), la reine Marie-Antoinette (16 octobre), les Girondins (31 octobre), Philippe Égalité (6 novembre) et Danton (5 avril 1794), pour les plus connus. La machine y reviendra spécialement pour exécuter les Robespierristes à partir du 28 juillet 1794.
Le 9 juin 1794, elle est transférée place de la Bastille, où, dit-on, elle n’aurait fonctionné qu’une seule journée car les commerçants et les habitants du quartier Saint-Antoine ayant protesté énergiquement, elle doit s'éloigner bientôt du côté de la barrière de Vincennes (qui prendra le nom de « Barrière-renversée », raccourci de « barrière du Trône renversé ») pour s’élever, le 13 juin, place du Trône-Renversé (anciennement « place du Thrône » et actuellement place de la Nation) durant la Grande Terreur. Durant cette période, « le Tribunal révolutionnaire envoie les condamnés à mort par 6 ou 7 charrettes à la fois ».
En moins de deux mois, 1 306 têtes sont coupées. C'est l'été et l'odeur est pestilentielle. Chaque soir, une charrette transporte les corps au couvent de Picpus, ou deux fosses ont été creusées dans le jardin.
Victor Hugo, dans son roman Notre-Dame de Paris publié en 1831, décrit la place de Grève qui est connue ainsi comme un synonyme de lieu d'exécution pour les condamnés à mort.

« La Grève avait dès lors cet aspect sinistre que lui conservent encore aujourd’hui l’idée exécrable qu’elle réveille et le sombre hôtel de Ville de Dominique Boccador, qui a remplacé la Maison-aux-Piliers. Il faut dire qu’un gibet et un pilori permanents, une justice et une échelle, comme on disait alors, dressés côte à côte au milieu du pavé, ne contribuaient pas peu à faire détourner les yeux de cette place fatale, où tant d’êtres pleins de santé et de vie ont agonisé ; où devait naître cinquante ans plus tard cette fièvre de Saint-Vallier, cette maladie de la terreur de l’échafaud, la plus monstrueuse de toutes les maladies, parce qu’elle ne vient pas de Dieu, mais de l’homme. »

— Livre deuxième, II, la place de Grève

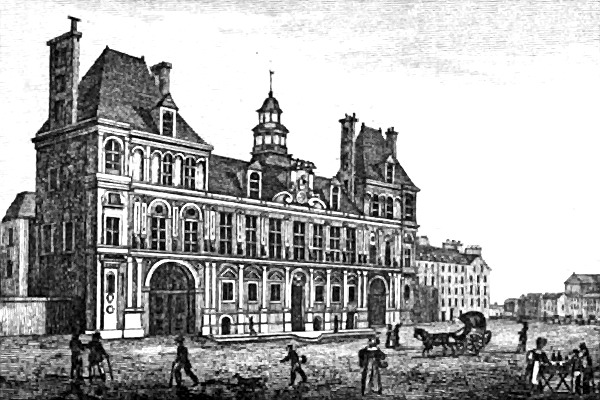
Place de Grève
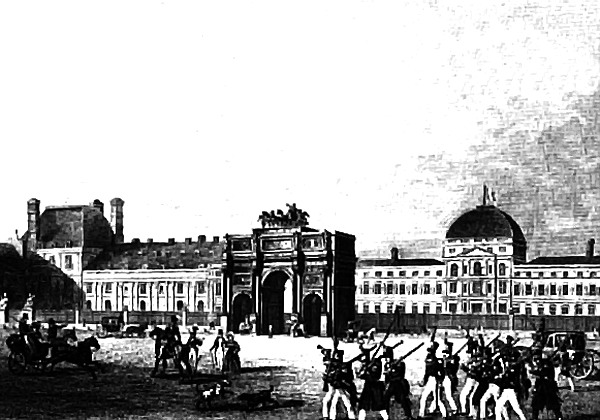
Place de la Réunion
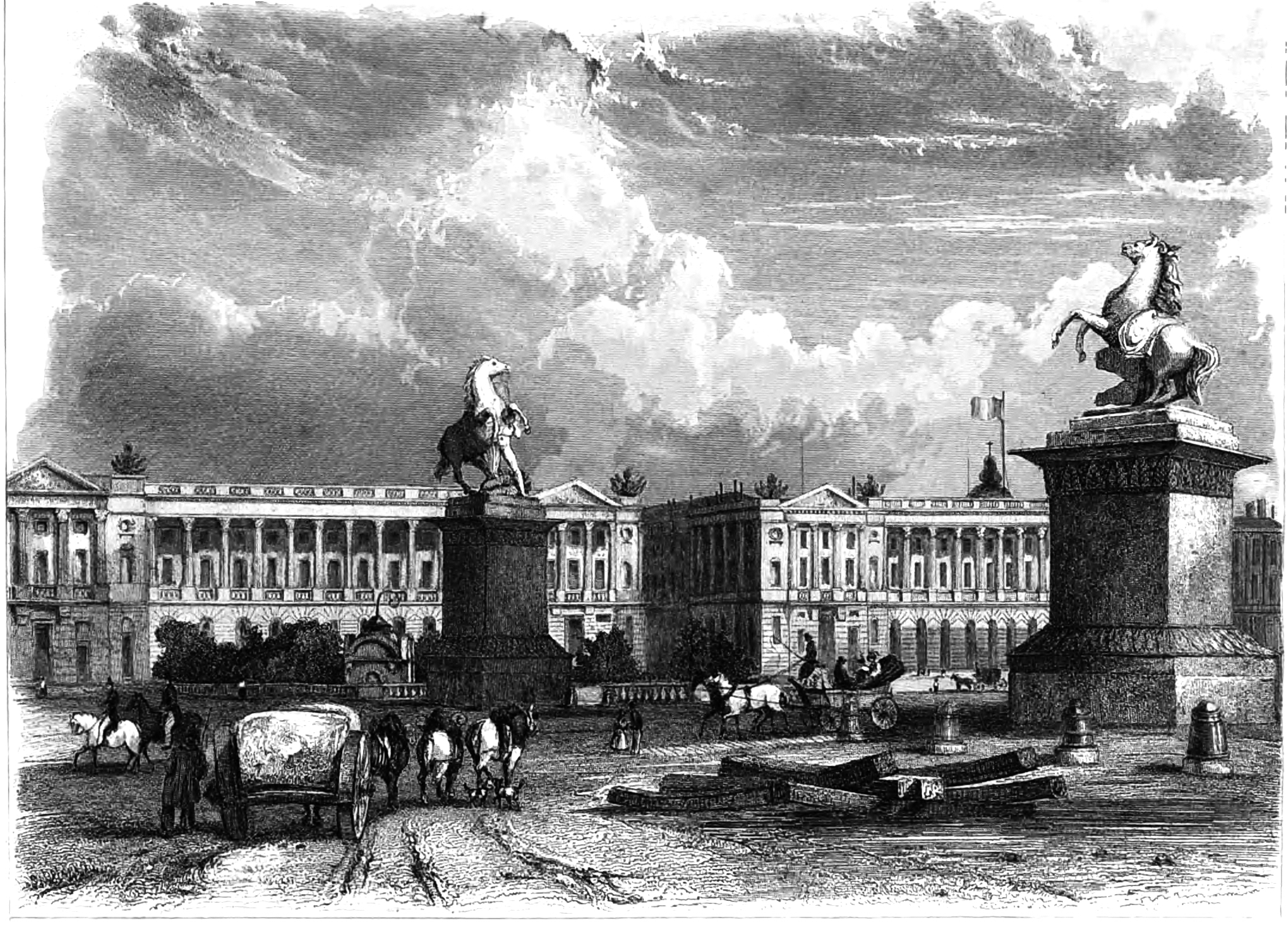
Place de la Révolution
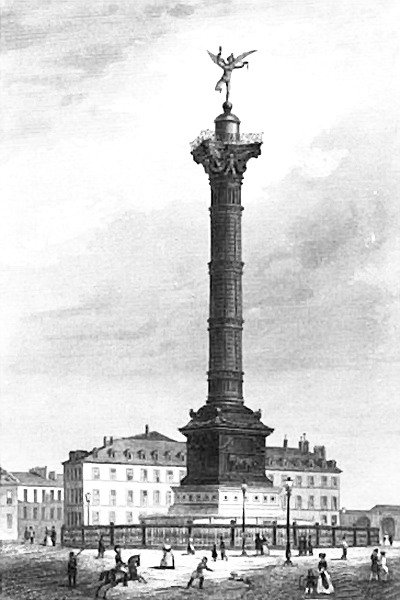
Place Antoine
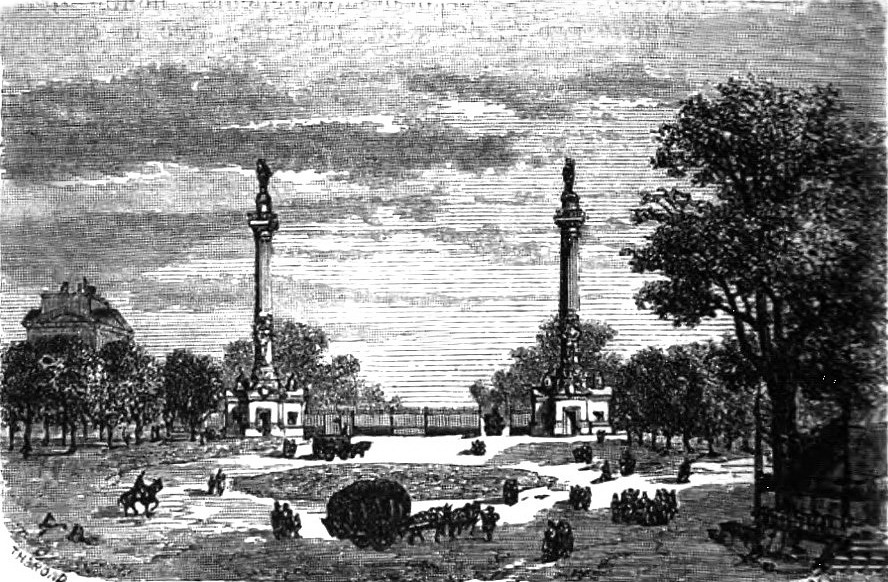
Place du Trône-Renversé
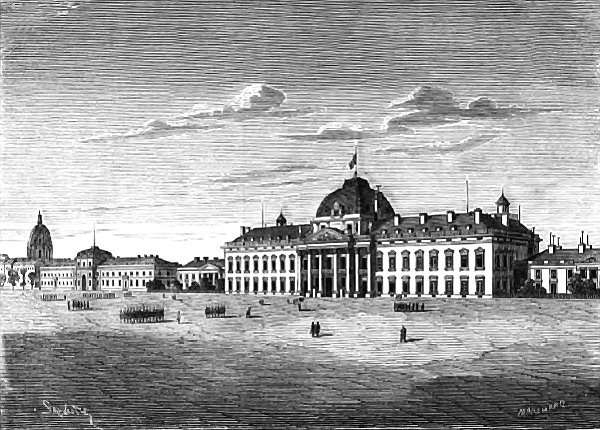
Esplanade du Champ-de-Mars (exécution de Bailly)

- Place de Grève : jusqu'au 21 août 1792 ; puis à partir de novembre 1794 jusqu'à mai 1795. Le 7 de ce mois de mai, il y aura 16 exécutions dont celle de Fouquier-Tinville.
- Place de la Réunion : du 21 août 1792 au 11 mai 1793.
- Place de la Révolution : du 12 mai 1793 au 8 juin 1794
- Du 25 août 1792 au 24 mars 1794, les inhumations ont lieu au cimetière de la Ville-L'Évêque dit de la Madeleine : principalement, les victimes du 10 août, les deux souverains, les Brissotins,
- Esplanade du Champ de Mars : le 12 novembre 1793. Pour l'exécution de Bailly, qui avait été reconnu coupable de la fusillade du Champ-de-Mars[note 14]
- Place Antoine : du 9 juin 1794 au 12 juin 1794 (la date la plus communément admise).
- Place du Trône-Renversé : du 13 juin 1794 au 27 juillet 1794
- Du 9 juin 1794 au 21 juin 1794, les inhumations ont lieu au cimetière Sainte-Marguerite : principalement, les Sainte-Amaranthe et les Renault, le prince de Rohan, et les Sombreuil. Environ trois cents corps.
- Du 22 juin 1794 au 27 juillet 1794, les inhumations ont lieu au cimetière de Picpus, creusé dans le jardin du couvent des Augustines de Notre-Dame de Lépante. Au 9 juillet 1794, une première fosse est pleine. On compte environ mille trois cent-quinze corps : principalement, les Carmélites de Compiègne, le poète André Chénier, Roucher, et les deux frères Trudaine.

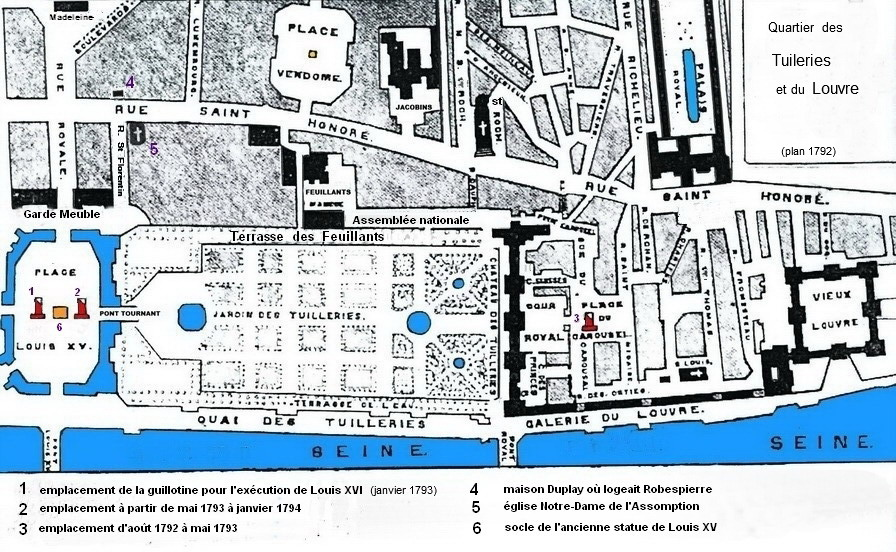
Les Tuileries à l'époque révolutionnaire
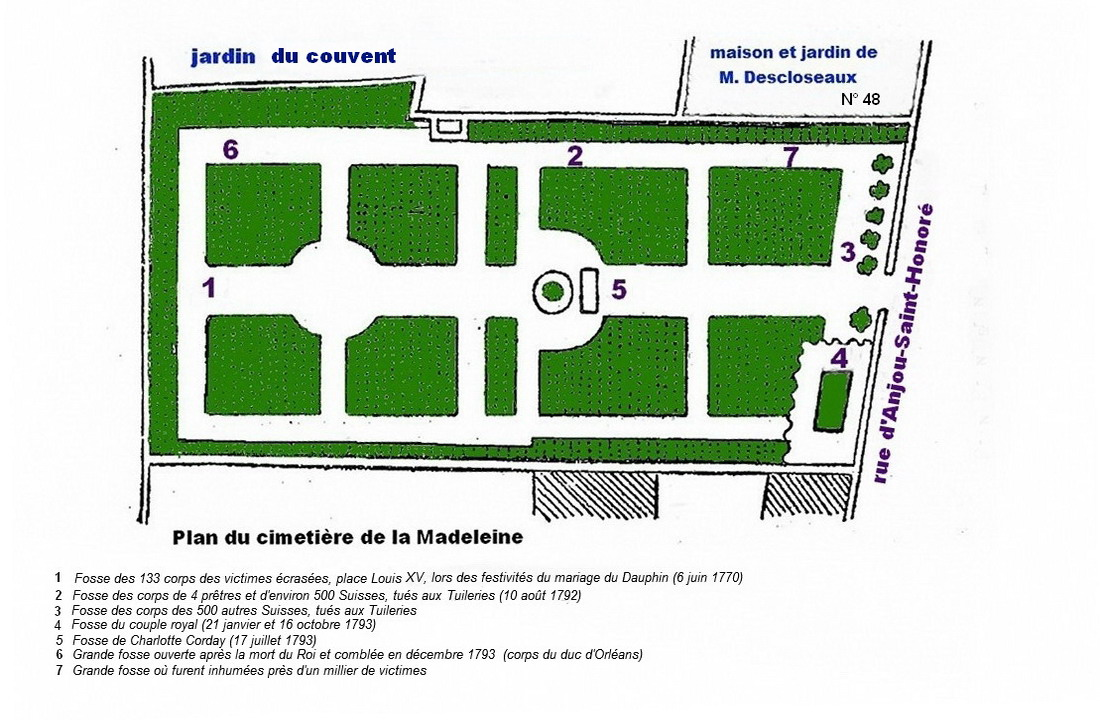
Plan du cimetière de la Madeleine
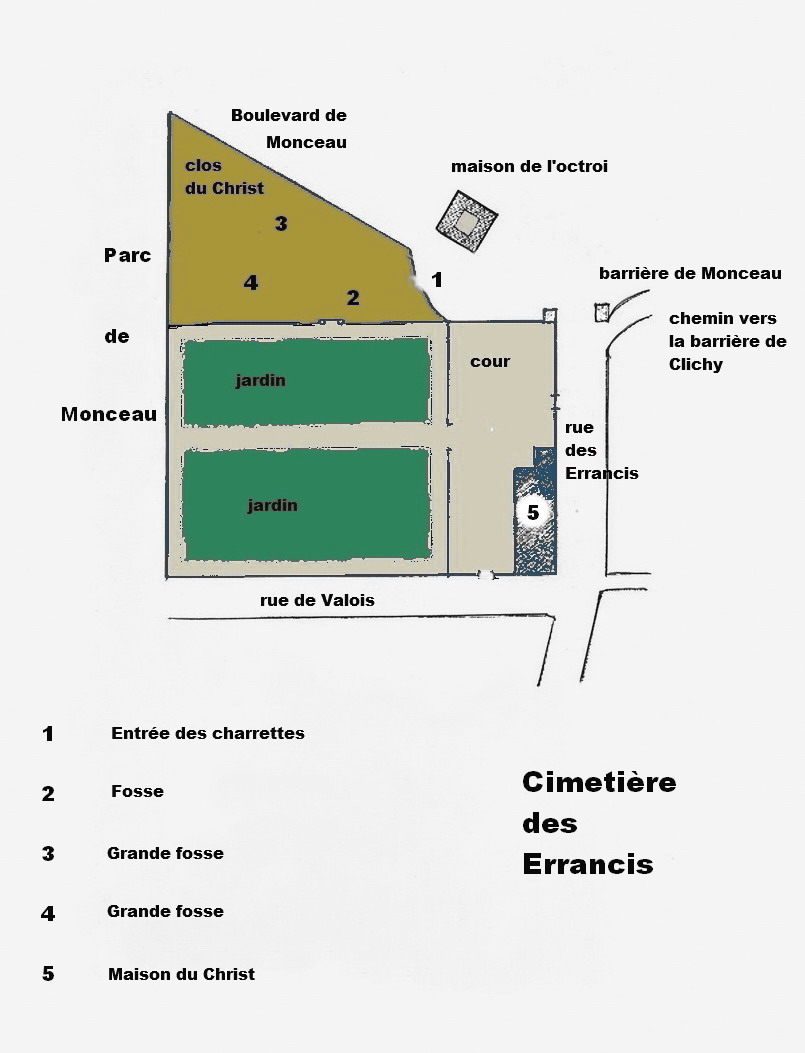
Plan du cimetière des Errancis
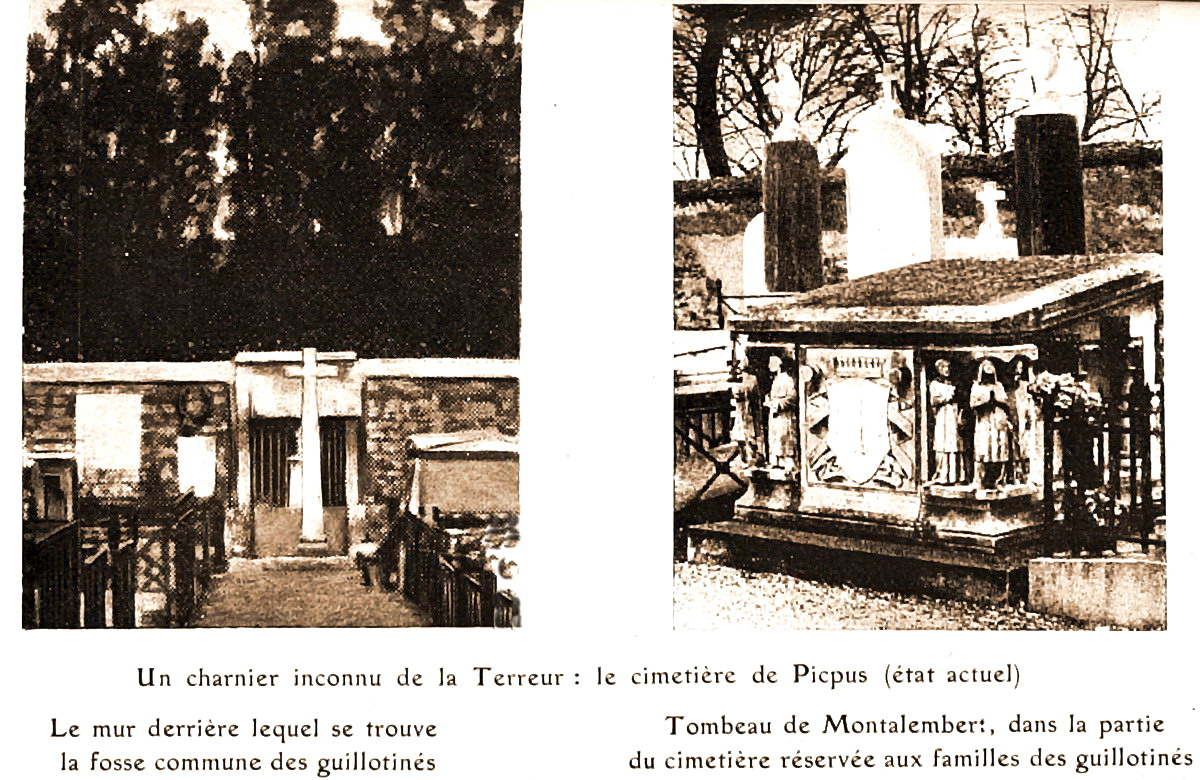
Vues du cimetière de Picpus (début XXe siècle)

## Hommes face à la guillotine

### Mourir comme un Romain

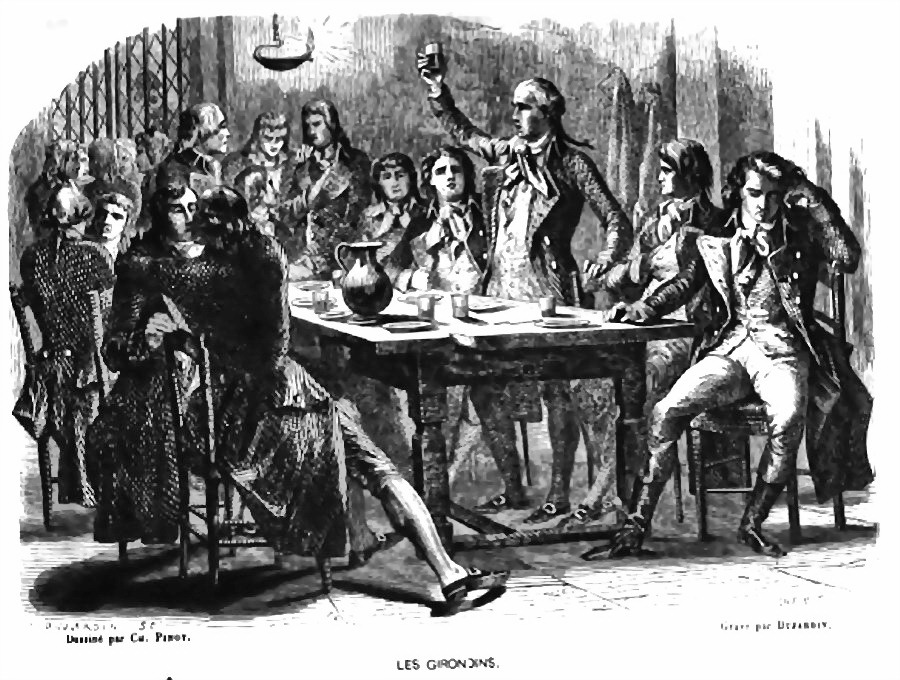
Les agapes des Girondins, la veille de leur exécution.

Comme la plupart de ses condisciples, Camille Desmoulins envisageait déjà, vers 1790, son destin politique conduit par la formule d’Horace « Dulce et decorum est pro patria mori », dont il s’était donné une traduction personnelle : « Je me sens la force de mourir sur un échafaud avec un sentiment de plaisir ». On ignore si plaisir il y eut, mais on ne compte plus, à l’image du courage et de la résignation devant la mort de ceux qui restèrent fidèles à leur foi ou à leur roi, les attitudes impavides des prosélytes de la Révolution, que rassurait sans doute la douceur promise de la guillotine : « une chiquenaude sur le cou », avait résumé Lamourette.
Le convoi des plus insolites fut celui des trois charrettes des Girondins (plus une pour Valazé) qui, après les agapes fraternelles de la veille faites en prison, furent une vingtaine à partir ; ils se levèrent à l’approche des Jacobins pour chanter un couplet improvisé sur l’air de l’« hymne des Marseillais » : « La mort ne saurait m’effrayer ; si ma tête est utile au salut de la République, qu’elle tombe ! ». C’est cette abnégation fataliste d’un Chabot qui fit mourir nombre d’entre eux comme des Romains, le stoïcisme antique s’étant mué en une vertu républicaine.
Toutefois, certains refusèrent, par le suicide, d’aller à l’abattoir public. Parmi les plus connus, Roland, qu’on trouve percé de part en part d’une épée, Dufriche-Valazé, Philippe Rühl et Clavière se poignardent au cœur ; Rebecqui se noie ; Lebas, Lidon, Jacques Roux, Maure, Pétion, Buzot et Barbaroux se donnent un coup de pistolet, le dernier se manque et finit ses souffrances sur l’échafaud. Plus tard, ce sera le tour de six anciens Montagnards, surnommés « les Crêtois », qui se tailladeront les veines au ciseau dont trois, cependant, survivront pour connaître le choc de la lame.

### Inégaux sous le couperet

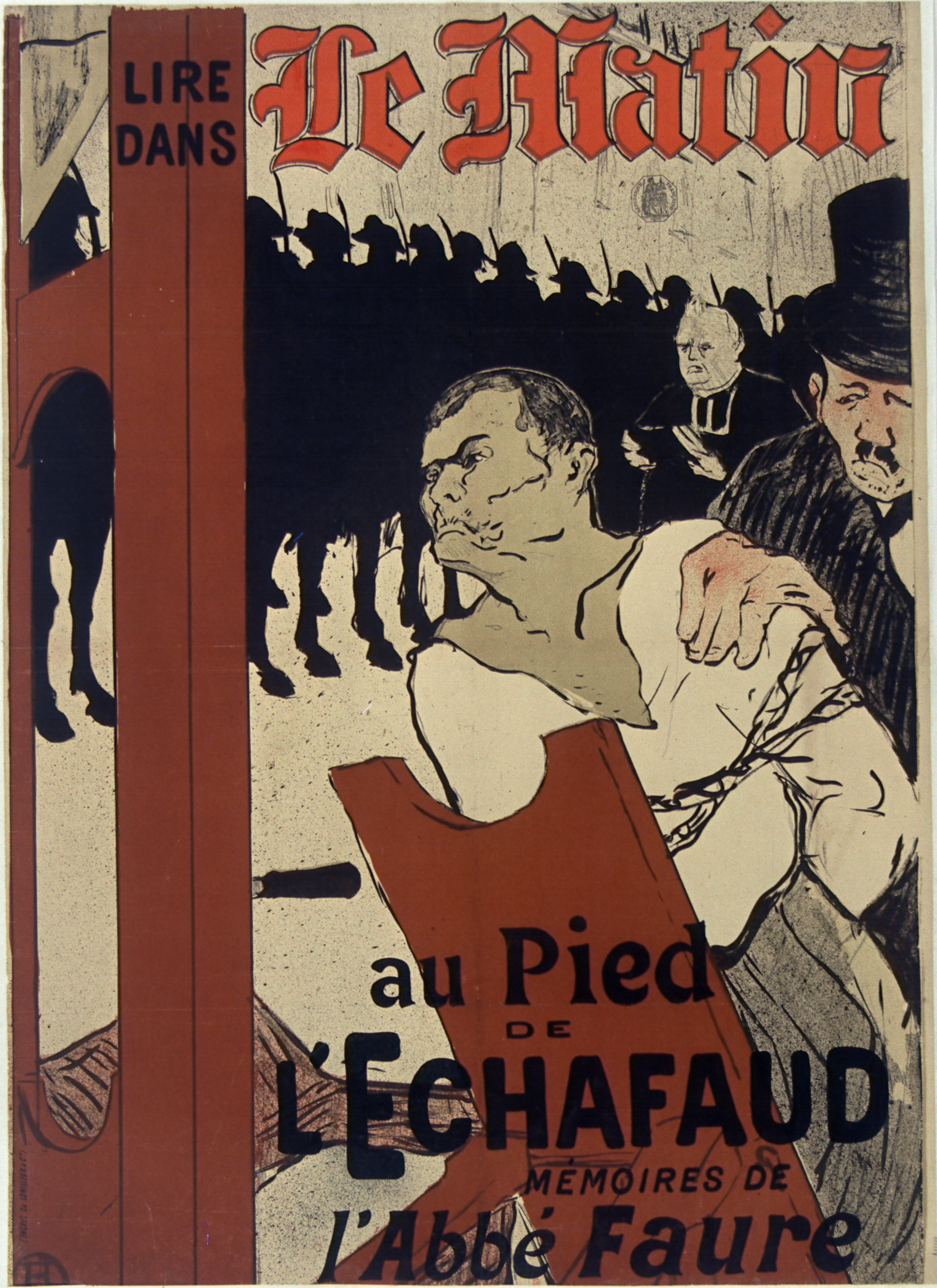
Illustration parue dans le quotidien Le Matin en 1893 sur les « Souvenirs de la Roquette » par un aumônier des prisons.

Ces caractères inaltérables avaient fini aux yeux du peuple par représenter la normalité. Ainsi, un juge déclara à Jacques Cazotte que sa fille avait sauvé une première fois de la sentence fatale : « Va, reprends ton courage, rassemble tes forces, envisage sans faiblesse le trépas ; songe qu’il n’y a pas droit de t’étonner ; ce n’est point un instant qui doit effrayer un homme tel que toi ».
Pour le dithyrambique Michelet, les « hommes de la liberté » arboraient une fleur à la bouche sur le chemin de la guillotine. Une probable allusion à Jourdan Coupe-Tête, le « glaciériste » d’Avignon qui mâchait, debout sur la charrette, une branche de lilas. Pour Jules Claretie : « On meurt bravement en pleine Terreur » et les rapports de police, nous dit Fleischmann, le confirment.
Les réactions des suppliciés furent, d’une fournée à l’autre, très contrastées, et les chroniqueurs en ont apporté des témoignages contradictoires.

### Guillotine qui rend fou
On a constaté, sous la Terreur, une angoisse mortifère tout autant qu’une insouciance indéfinissable pour la guillotine.

#### «Jeu de la guillotine»
Les rapports de police et de tribunaux sont surprenants car, à côté de personnes qui pleurent en silence, à chaudes larmes, sanglotent, hurlent ou gémissent : « quelques-uns dansent sur la charrette, font des farces ou des singeries, saluent avec élégance, à droite, à gauche, le public, sourient à leurs amis rencontrés sur la route […] ».

Le plus étrange pourrait être un fatalisme nonchalant, non exempt d’une certaine hauteur, qu’affectionnèrent des Ci-devant. Louis Blanc s’est fait l’écho du « jeu de la guillotine » et la Comtesse Dash en développe un épisode où des détenus s’exercent quotidiennement à recevoir le coup fatal « avec grâce » : 

« L’idée fut trouvée sublime ; on simula l’échafaud par la table à manger, un escabeau à deux étages représenta l’escalier, une ou deux chaises tinrent lieu de la fatale machine, les prisonniers se rangèrent à l’entour comme au spectacle, et chacun monta l’un après l’autre pour s’essayer. »

Ce simulacre se répétait jusqu’au moment de l’appel du geôlier, ce messager de la mort : « Quand un nom était prononcé, celui qui le portait embrassait ses amis à la hâte, […] et le dernier adieu était souvent une plaisanterie. Pas une plainte, pas une faiblesse, on eût juré qu’ils partaient pour un voyage de plaisir ».

## Femmes face à la guillotine

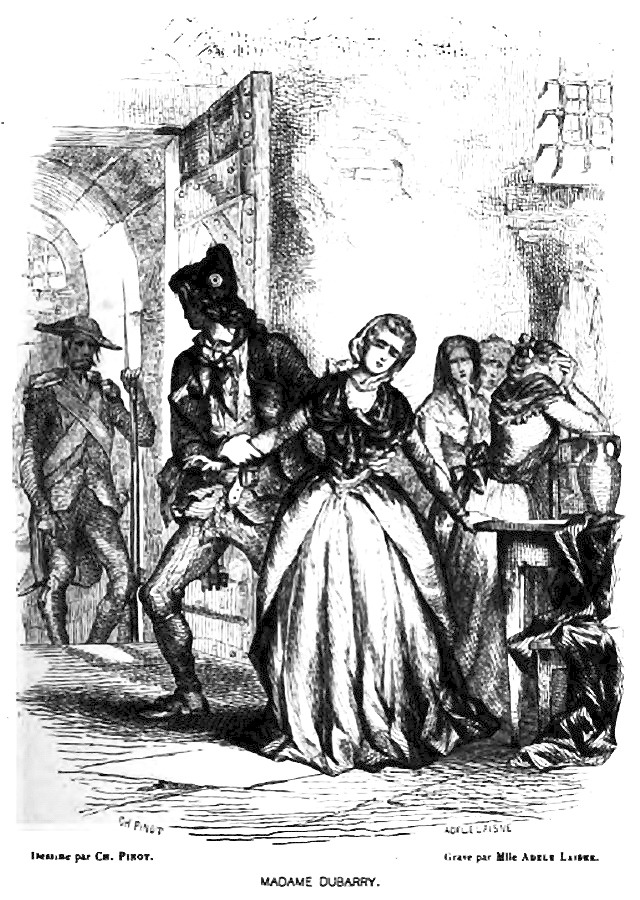
Madame du Barry tirée hors de son cachot.

L’illustration la plus frappante du mépris de la mort est l’attitude de Charlotte Corday, dont aucune clameur, aucune injure ne put troubler l’impassibilité presque extatique. Une si belle contenance qui avait subjugué Adam Lux, avait agacé l’assistance au point que sa tête fut retirée du sac et souffletée, par exaspération et dépit. On ne peut non plus passer sous silence le maintien hautain de Marie-Antoinette d'Autriche, dont un dessin fameux, de la plume du peintre David, marqua la moue dédaigneuse.
On blâma, a contrario, avec la même vigueur, la contenance vile et lâche de la courtisane « Jeanne Vaubernier Du Barry » qui hurla sa détresse et qu’on désigna « la seule femme qui n’ait pas su mourir ». Pourtant, le bourreau Sanson, au moment de relater l’exécution du général Biron, fit cette mention : « Depuis la mort de madame Du Barry, les citoyens sont moins acharnés contre les condamnés. Si tous criaient et se débattaient comme elle l’a fait, la guillotine ne durerait pas longtemps ».
Ces souvenirs du célèbre bourreau, certes apocryphes mais pas forcément sans fondement, sont corroborés par le témoignage d’un homme de la connaissance de la duchesse d’Abrantès qui se remémore une scène que celui-ci vécut lors de la dispersion de la foule après l’exécution de l’ancienne maîtresse royale : « [Il] entendait deux femmes du peuple dont l’une disait à l’autre : Comme elle a crié celle-là !... S’ils criaient tous comme ça, je n’y viendrais plus ». Sur la charrette, ses lamentations, sa frayeur, ses demandes à l’aide répétées embarrassent la foule qui se retire, déconcertée, comme honteuse.

### Guillotine misogyne

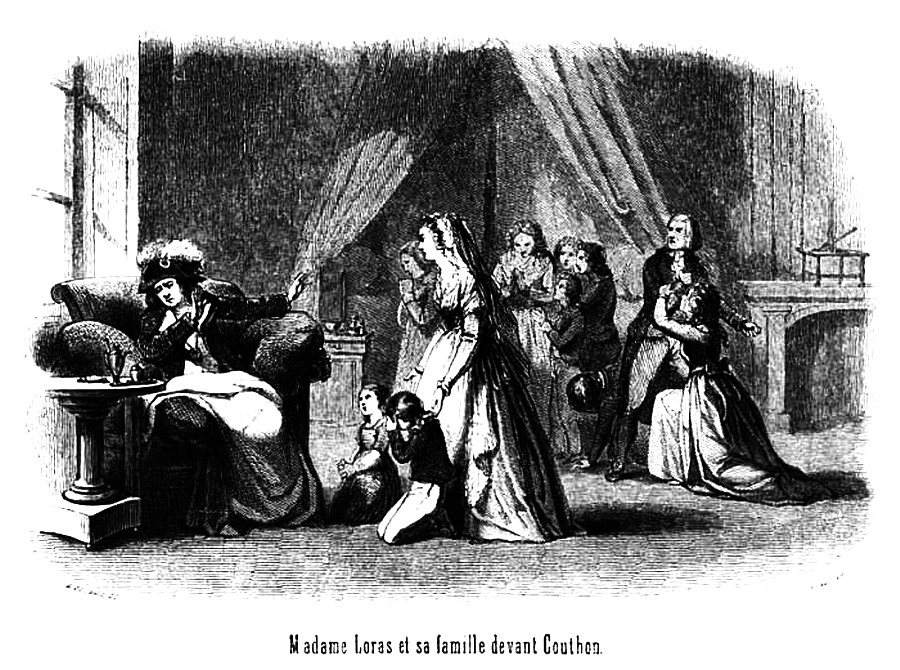
Madame Loras, venue supplier vainement Georges Couthon de faire libérer son mari.

#### Martyres
Les anecdotes des interventions de la fille de Sombreuil et de celle de Cazotte pour défendre leur père sont exemplaires.
L’amour conjugal n’est pas un moindre motif d’élans aussi sublimes que désespérés de la part d’épouses ; notamment celles retrouvées auprès de leur mari dans la charrette au bas de la guillotine et pourtant absentes de la liste des condamnés. Ursule Taupin de Tréguier, femme du futur chef chouan Pierre Taupin, est allée à l’échafaud sans un mot, ses enfants ayant été placés à une fenêtre au-dessus de la place.
L’épisode des « Vierges de Verdun » eut un retentissement jusqu’à l’orée du Second Empire, à travers les récits de Lamartine et de Victor Hugo.

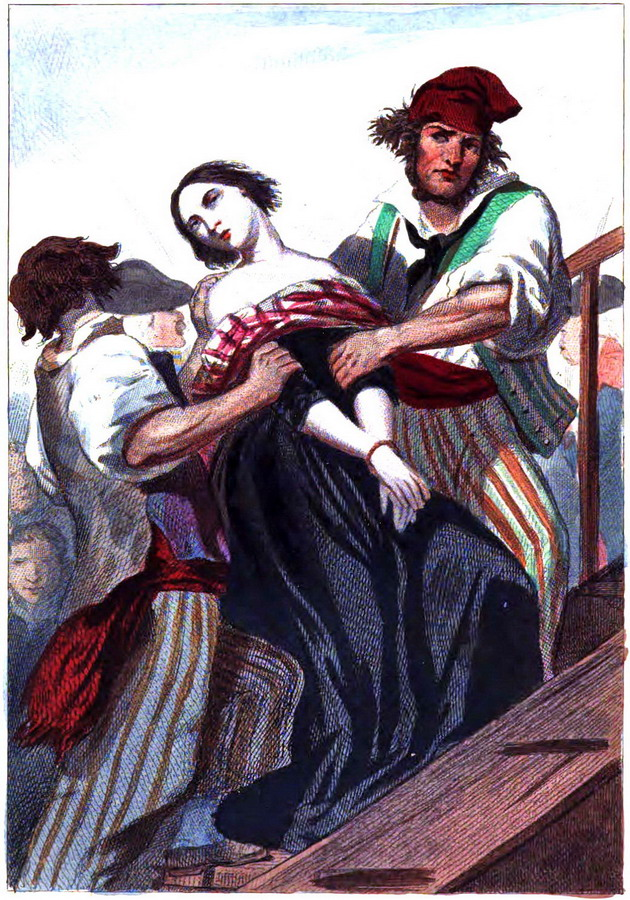
Jeune femme traînée à l'échafaud.
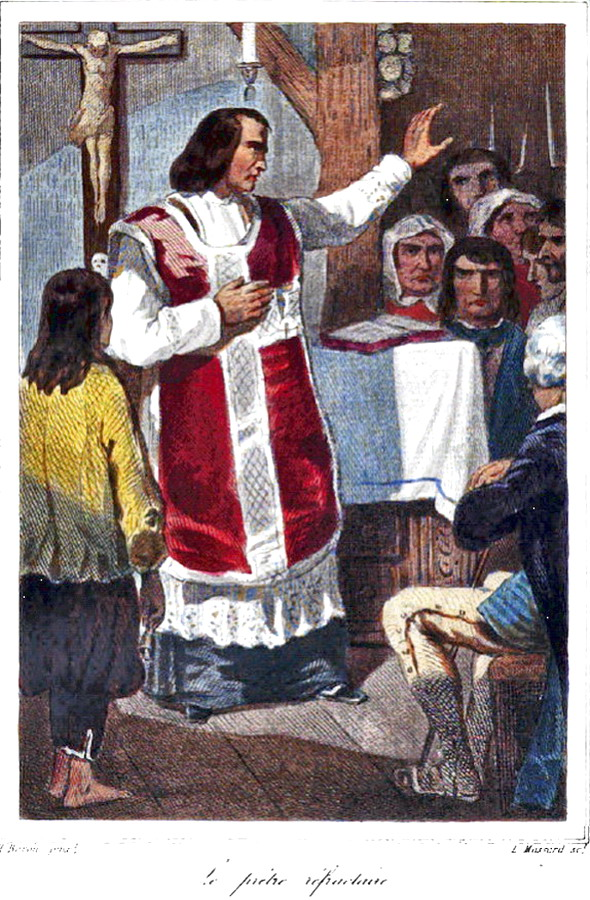
La complicité avec un prêtre insermenté était punie de mort.
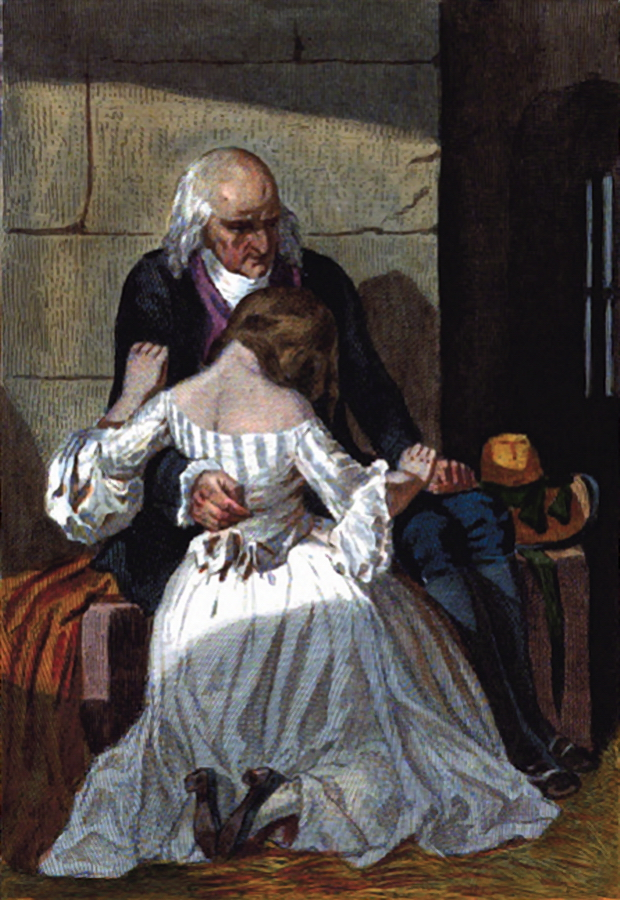
Jeune fille consolant son vieux père emprisonné.

## Image de l'instrument

### «Sainte Guillotine»

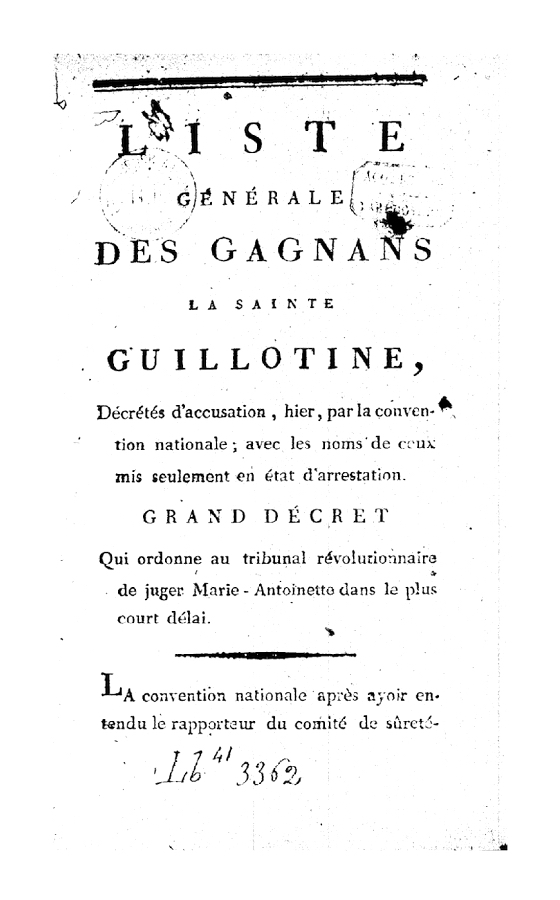
Une liste des gagnants « sainte Guillotine ».

La « guillotinade » paraissait, par son rite implacable, une cérémonie véritablement sacrificielle. Marie Joseph Chalier s’était écrié après avoir brisé un crucifix : « Ce n’est pas assez d’avoir fait périr le tyran des corps, il faut que le tyran des âmes soit détrôné ».
Toute une panoplie métaphorique se crée dans la bouche des orateurs révolutionnaires. En route pour assister à une « mise à égalité » d’aristocrates, Jean-Henri Voulland annonce d’un air emprunté : « Allons auprès du grand autel voir célébrer la messe rouge ». Les vendeurs de journaux courent les rues en criant : « Voici les noms de ceux qui ont gagné à la loterie de sainte guillotine ». D’ailleurs, ces listes de condamnés sont placardées dans des vitrines de commerçants et des auberges. Ce cynisme outrancier scandalise nombre de citoyens qui, soucieux du respect dû aux décisions du tribunal et aux familles éplorées, réclament l’arrêt de ces publications.
Puis, apparurent les hymnes parodiques, en réponse aux religieuses qui allèrent en chantant au supplice. On remplaça les « Litanies de la Sainte-Vierge » par les « Litanies de Sainte-Guillotine » :
Sainte Guillotine, protectrice des patriotes, priez pour nous ;

Sainte Guillotine, effroi des aristocrates, protégez-nous ;

Machine aimable, machine admirable, ayez pitié de nous ;

Sainte-Guillotine délivrez-nous de nos ennemis…
Ces paroles iconoclastes qui, d’après le dramaturge Georges Duval, prirent leur essor le 21 janvier 1794, pour la commémoration du premier anniversaire de la mort du roi, « furent ensuite chantés dans les rues, dans les carrefours et même dans les Tuileries, sous les fenêtres de la Convention, par les chanteurs publics aux gages des Jacobins et de la Commune ». D’autres chansons étaient composées d’expressions hypocoristiques comme « sainte-guillotinette » qui tendaient à rendre cet instrument amical et familier :
Ils ont fait une oraison

Ma Guingueraingon

À sainte-Guillotinette

Ma Guinguerainguette.

### Objet de mode
La guillotine fut une immense vedette parisienne et induisit des réactions névrotiques. En parures, on se contente, d’abord, de bijoux discrets et sans fioritures, durant les années où la machine « rasait gratis », car la mentalité jacobine est rustique et sobre. Les femmes la portent en broche ou en sautoir, en bagues, épingles ou boucles d’oreilles. Mais passé la chute des Robespierristes, il va apparaître des manières plus ostentatoires, qui allaient devenir une caractéristique des époques du Directoire et du Consulat, et beaucoup contribuer à faire naître chez les Français le goût des modes vestimentaire et capillaire.

#### Accessoire du quotidien

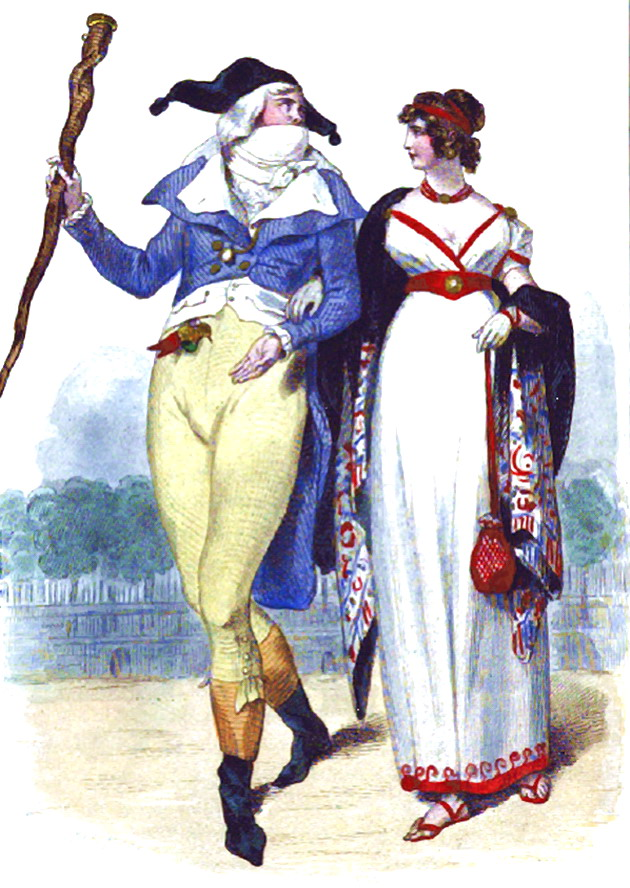
« Incroyables et Merveilleuses » : chez l’homme, le cou est soigneusement protégé du « souffle frais de la guillotine », tandis que chez la femme, habillée à la romaine, un ruban rouge « tranche » sur un cou d’albâtre, comme le trait sanglant du couperet.

L’administration des Vivres s’était, d’ailleurs, armée d’un cachet à son effigie avec la légende « Guerre aux fripons », pour dissuader les voleurs de « subsistances militaires ».

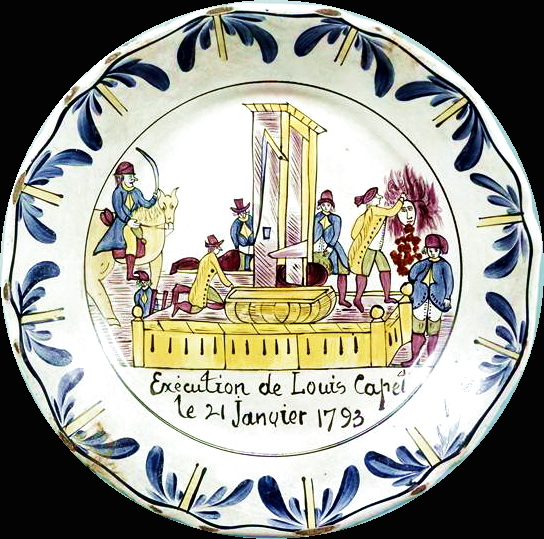
Faïence avec un décor rare d'une exécution par guillotine.

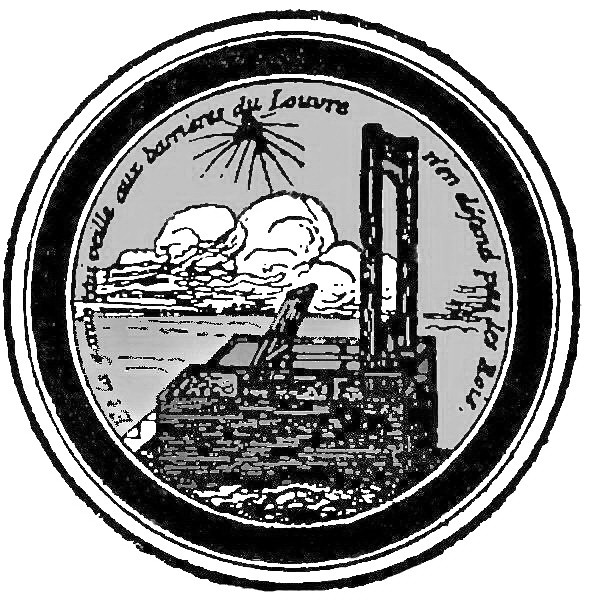
Tabatière « à la guillotine ».

On rapporte qu’elle fut l’objet d’un culte extravagant sous le Directoire et la Restauration. On a révélé l’emploi de guillotines de table qui coupent les fruits au dessert, de celles qui, en place du couteau de cuisine, décapitent les volailles. Le docteur Max Billiard écrit qu’on avait altéré le sens moral au point « qu’on accoutumait les enfants à jouer à l’échafaud ; on vendait de petites guillotines, comme aujourd’hui des « petits soldats ». Charles Nodier précise même qu’au théâtre pour enfants des Champs-Élysées, Polichinelle ne pendait plus les méchants mais les découpait à la guillotine.
Parmi de nombreuses illustrations, la terrible silhouette s’est plus certainement retrouvée sur des fabrications qu’on a dites : « à la guillotine ». Ces produits artisanaux furent assez diversifiés : les tasses, les boutons d’habit, les enseignes de commerce, etc. et surtout les assiettes. Le seul ouvrage qui en parle, et aujourd’hui rarissime, est « Céramique révolutionnaire. L’assiette dite à la guillotine », de Gustave Gouellain (1872). Beaucoup de ces articles furent fabriqués tardivement, et selon Alphonse Maze-Sencier, seuls ceux qui le furent depuis la mort du roi jusqu’au 9 Thermidor, devraient recevoir cette appellation. On peut mentionner spécialement la tabatière, objet personnel courant en ce temps-là, comme un support idéal pour la décoration la plus variée ; et si l’on a trouvé des tabatières « à la guillotine », il y en eut aussi « à la Charlotte Corday », « au Bonnet phrygien », « à la Marat », etc.

#### Habit «à la victime»
La jeunesse dorée, issue des couches les plus aisées de la population parisienne, se lance dans un snobisme raffiné et provocant ; chez les jeunes femmes, une robe « à la romaine », très échancrée qui rappelle, à l’évidence, la chemise du supplicié ; avec, si le temps est frais, un châle rouge jeté sur les épaules en souvenir de la chemise portée par les assassins, et celle de Charlotte Corday, en particulier.
Les cheveux peuvent être bouclés ou frisés, et seront portés de différentes longueurs : « à la Titus », selon une mode répandue, dit-on, grâce au comédien adulé Talma qui adopta, pour la scène, la coupe de l’empereur romain. Quand la chevelure est gardée longue, on la relève de l’arrière par -dessus le crâne, rabattue presque sur les yeux, dégageant bien la nuque rasée pour rappeler la coupe des condamnés (dite aussi « à la sacrifiée »)

#### «Bals des victimés»
Dans les cercles où évolue, selon une expression de cette époque, une « société de bon ton », on organise des bals privés, appelés depuis : « bals des Victimés », ou « bals des Victimes ».
Les « Victimés », c'est-à-dire ceux qui ont un lien parental étroit avec une ou plusieurs victimes de la répression révolutionnaire ou, simplement, ceux qui en ont de justesse réchappé, sont invités à danser au cours d’une fête commémorative où le noir est de rigueur. Exagération ou satire, on a colporté qu’on dansait volontiers parmi les pierres tombales des cimetières, et sur les lieux d’anciens massacres.

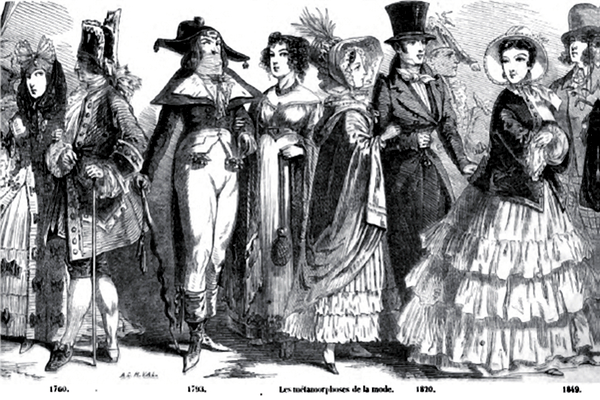
La mode de 1760 à 1849.
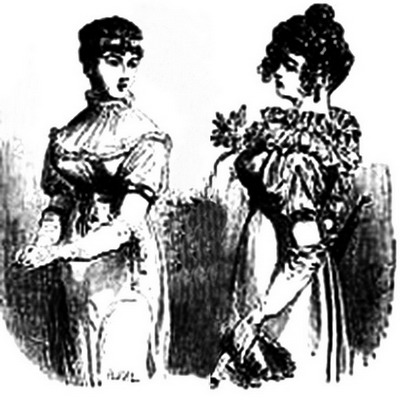
Consulat : cheveux bouclés à la Titus ou frisés en « Lantin ».
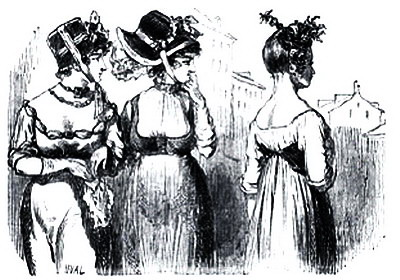
Consulat : Femme coiffée à la Minerve ; à la Vénus ; « à la victime ».
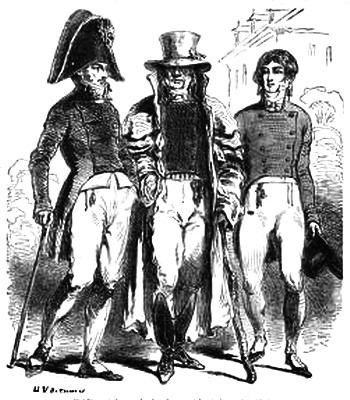
Consulat : Homme en « habit carré » ; en houppelande ; coiffé « à la victime ».

Au cours de ces soirées spéciales, on y aurait imaginé l’étrange « salut à la victime » qui était de mimer un supplicié au moment de la chute de la lame : on bascule le front en avant et, si l’on recherche l’élégance du geste, on peut exécuter de la tête et des épaules quelques convulsions bien senties, au risque d’être jugé ridicule si elles sont trop maladroites. L’on ne danse que si on a vraiment à déplorer la perte au moins d’un proche parent. Le deuil est, justement, un sujet de conversation qu’il est convenable d’aborder.

## Exécutions au temps des Deibler

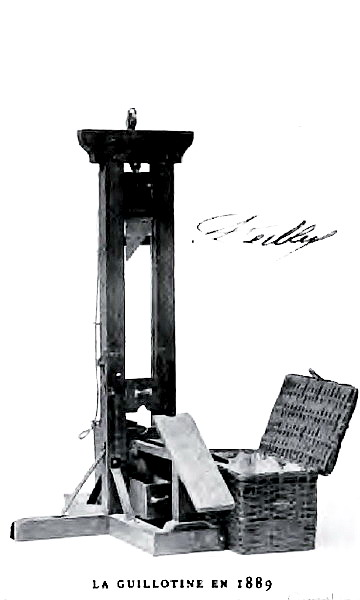
Photographie gravée d'une guillotine de l'époque de Louis Deibler, avec l'autographe de l'exécuteur.

Les guillotinades de la Révolution ont eu un aspect particulier mais gardaient une procédure des plus simples : tout de suite après leur condamnation, un acheminement des individus, en charrette, légèrement habillés, les mains liées derrière le dos, normalement attachés aux ridelles, dans une atmosphère de parade lugubre, avec des soldats et des gendarmes à cheval.
Les condamnés arrivés devant les bois de justice, descendent et attendent dans un ordre défini pour monter à leur tour sur l’estrade. Ceux qui restent au pied n’entendront que le bruit de la machine, ponctué par les applaudissements de la foule.
Quelques décennies plus tard, le pénal a repris ses droits et l’ambiance n’est plus du tout la même et bien que des détails techniques puissent différer, la procédure sera similaire sous toutes les républiques. Un service d’ordre commandé par le commissaire divisionnaire dégage les abords de la prison et empêchera le moment venu une curiosité trop pressante, voire une excitation de la foule qui, tant qu’elle fut autorisée, est soigneusement tenue à distance. On peut imaginer que l’endroit est la place de la Roquette et que le condamné est un homme.

### Dernier réveil

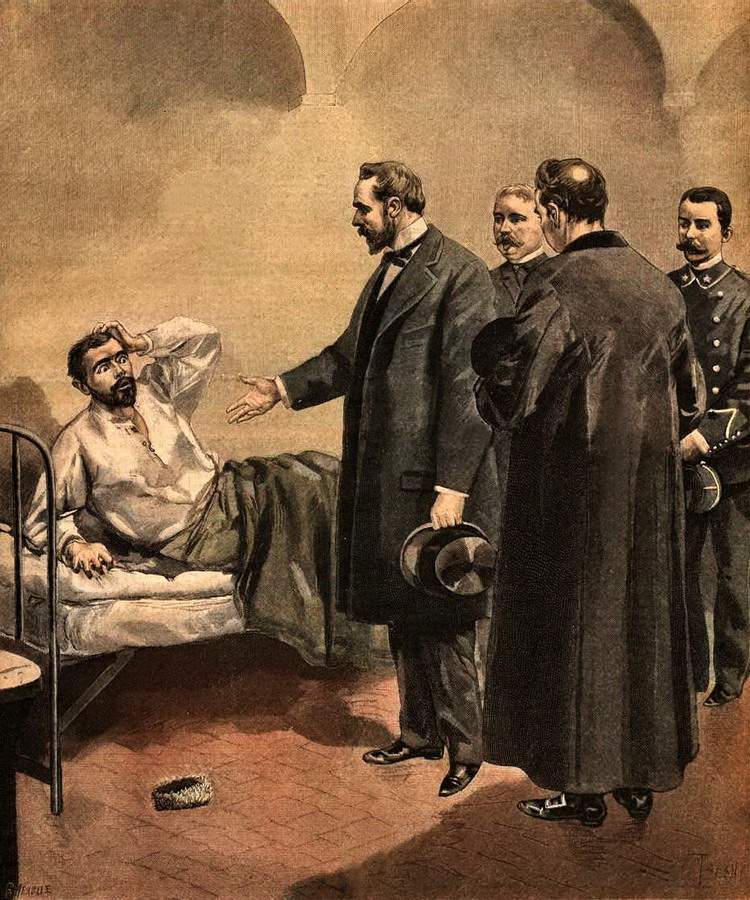
Le réveil du condamné dans sa cellule. Le Petit Journal, « Le réveil de Vacher », 15 janvier 1899.

Les exécutions sont habituellement matinales. À deux heures et demie, les aides du bourreau apportent les bois de justice et les assemblent sans bruit en moins d’une heure. L’exécuteur vérifie une dernière fois le jeu du couteau dans les rainures et va sans précipitation prévenir le directeur de la prison qui emmène quatre de ses gardiens pour assister le condamné. Sont généralement présents le préfet de police, le commissaire du quartier, le juge d’instruction, le chef de la sûreté (ou son représentant), le greffier de la Cour d’assises (obligatoire pour les constatations légales), les avocats du condamné, un médecin (généralement celui de la prison) et un ministre du culte (généralement, l’aumônier des prisonniers).
À trois heures quarante, le directeur, le juge, le commissaire, le greffier et l’aumônier pénètrent discrètement dans la cellule du condamné qui n'est pas au courant la veille au soir qu'il va être exécuté. Le directeur touche le dormeur à l’épaule ou, s’il dort profondément, le secoue légèrement. Le condamné qui s’éveille et ouvre péniblement les yeux, est souvent surpris mais comprend rapidement à la vue de la délégation qu’il est près de la fin. Le directeur le nomme et ajoute « Votre recours en grâce a été rejeté. Ayez du courage. » ; « Levez-vous » ; « Préparez-vous à mourir ». L’attitude du condamné est variable selon les caractères. De l’hébétude totale à la tristesse la plus résignée, il reste généralement silencieux. L’homme se lève lentement de son lit et s’habille machinalement, boutonne sa chemise, enfile son pantalon et ses chaussures. Sa veste est jetée sur ses épaules si la matinée est trop fraîche.
Le directeur lui adresse les mots rituels : « Avez-vous quelques vœux à formuler ? » ; « Si vous avez des révélations à faire, monsieur le Juge d’instruction est là pour les recevoir ». Puis il demande : « Si vous voulez rester quelques instants avec monsieur l’Aumônier, nous allons sortir ».
Ce tête-à-tête ne durera pas plus de 5 minutes, juste avant le passage en salle de greffe pour la « dernière toilette » pendant laquelle on lui raccourcit les cheveux derrière et on lui dégage le cou et les épaules en échancrant le col de sa chemise qu’on referme plus bas par une épingle. Il peut être revêtu de la camisole. On lui accorde la possibilité d'écrire une dernière lettre à sa famille, de boire un cordial (rhum ou vin) et de fumer une ou deux cigarettes.
L’arrêté du préfet de police de Paris, J. M. Pietri, en date du 6 juillet 1870, fit renoncer à faire « revêtir indistinctement les condamnés à la peine de mort de la camisole de force à partir du jour de leur condamnation ». Cette précaution fut remplacée par une surveillance spéciale (article 1). Il est prévu aussi pour abréger les préparatifs de veiller à ce que tous ces condamnés « aient toujours les cheveux courts » et soient, au moment de leur notification de l’exécution, « revêtus d’une chemise sans col » (article 2). Enfin, il impose que « le trajet de la cellule à l’échafaud soit aussi direct et aussi court que possible » (article 3).
Une légende veut que l'aumônier à la tête de la procession brandisse un crucifix devant le condamné à mort pour l'empêcher de voir la guillotine jusqu'au dernier moment.
Lorsque l’exécuteur, qui est venu avec deux aides ou plus, « trace sa signature sur le registre d’écrou, le condamné lui appartient. Il le fait asseoir sur l’escabeau, toujours le même, et l’un des aides lui entoure les jambes avec des ficelles nouées au-dessus des chevilles. Un autre aide procède à la ligature des mains [à l’arrière]. Deux cordes serrent les épaules et viennent s’attacher à celle qui réunit les poignets. Les cordes serrées obligent le patient à porter la poitrine droite et à effacer les épaules. La dernière ligature ramène les jambes aux poignets et paralyse tout mouvement du corps en avant ».

### Exécution

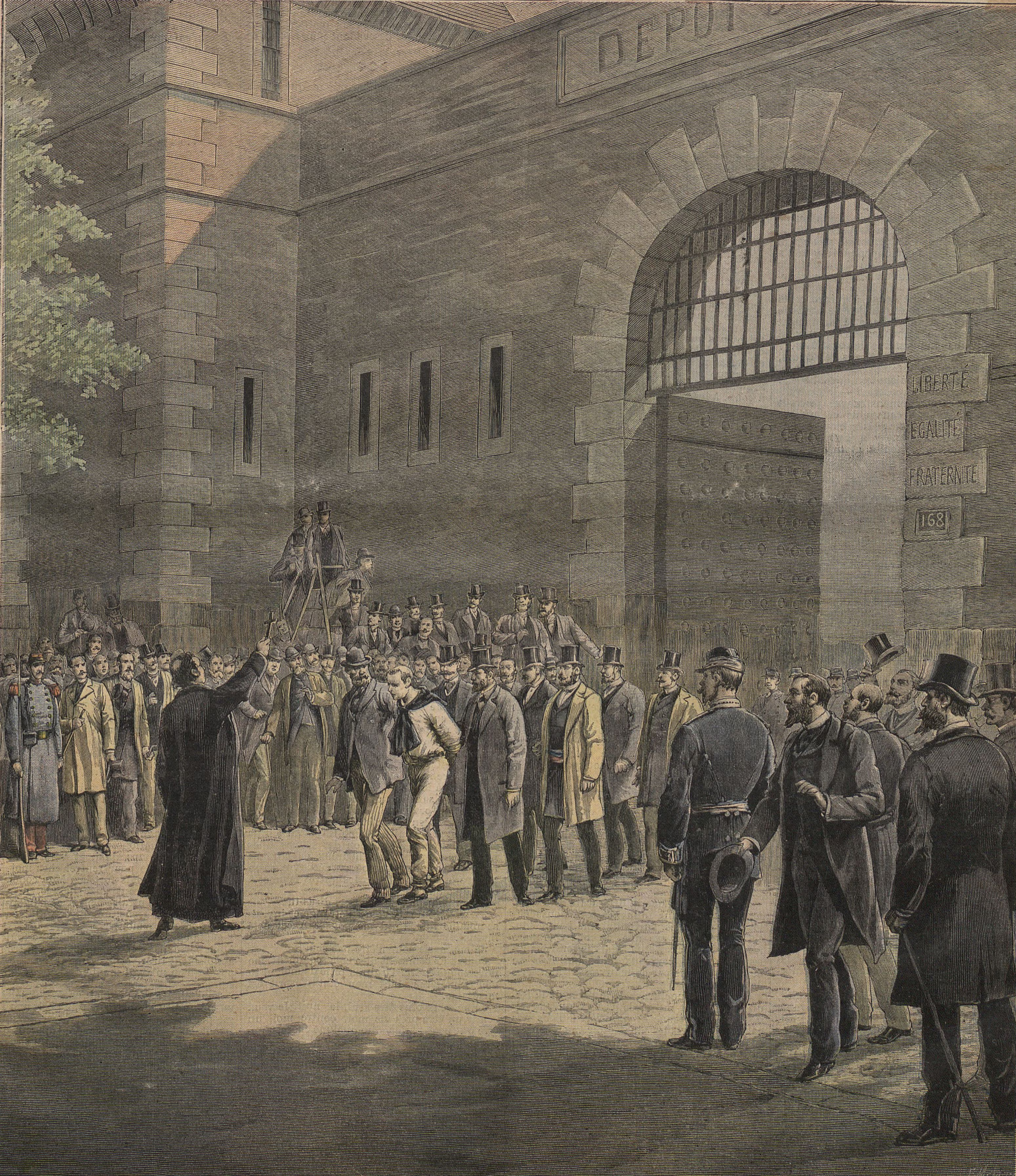
Sortie d'un condamné conduit au supplice. Le Petit Journal, 8 août 1891.

Les portes de la prison s’ouvrent rapidement. Le condamné apparaît les pieds entravés et les mains liées derrière le dos, ce qui l’oblige d’avancer à petits pas. Le plus souvent, à cette heure précoce, il ne pourra guère apercevoir qu’une lueur blafarde qui lui renvoie la grande ombre menaçante de l’appareil de mort et son grand panier.
Le supplicié regarde la guillotine et souvent il pâlit un instant. Les observateurs réguliers ont aussi noté qu’un condamné même parmi les plus stoïques ne regarde jamais deux fois l’instrument. Cette remarque rappelle Sanson qui plaçait toujours sur la charrette les victimes dos au cheval ou dos à l’échafaud quand elles attendaient leur tour. L’homme baisse les yeux, s’avance lentement en silence ou en poussant de longs soupirs, ou bien s’il est en état de choc, à demi-inconscient, il est aidé par l’aumônier qui lui passe le bras sous le sien ou, si besoin est, par un ou deux gardiens de la prison.
Au pied de la machine, l’aumônier prie, l’exhorte à se comporter courageusement et l’embrasse ; puis le supplicié est laissé aux mains des aides de l’exécuteur. Le plus souvent, il a un réflexe de recul quand on l’approche de la planche contre laquelle il sera sanglé. Cette planche se dresse depuis le haut de ses chevilles jusqu’à mi-poitrine. Une fois ligoté, les bourreaux flegmatiques le font basculer à l’horizontale et la planche glisse et s’arrête quand le cou est entre les poteaux. Les aides lui tirent les épaules vers l’avant et l’allongent avec force pour bien le déplier horizontalement. Parfois, les aides prennent un temps plus ou moins long pour maîtriser un condamné excité et le disposer correctement sur la planche.
Le cou est posé sur la traverse demi-circulaire où vient s’abattre le châssis demi-lune qui maintient la tête prisonnière. Ce « casse-tête » eut tendance, avant que sa fixation soit modifiée, à tomber à contretemps et frapper rudement le crâne du patient. De plus, ce châssis, pendant une période, avait été armé d’un grappin qui immobilisait la nuque en pénétrant dans les chairs. Cet accessoire, qui amenait une souffrance inutile et occasionnait des cassures de la région occipitale, comme pour Louis XVI, fut supprimé du temps de l’exécuteur Nicolas Roch, prédécesseur de Louis Deibler.
La tête est donc désormais manipulée par un des bourreaux afin qu’elle se présente bien au couteau. Le tranchant lourdement lesté de plomb, d’un poids de trente à soixante kilogrammes, inversement proportionnel à la hauteur des « bras » qui peuvent atteindre 4 mètres ; et de trente-cinq centimètres de large pour une lame plus étroite de trente, est relevé par une corde qui passe par une poulie fixée au « chapeau » (le montant horizontal supérieur). Pour le modèle, ce peut être un crochet en forme de 8 qui, à partir du centre de ce linteau, maintient en l'air le mouton.
La partie inférieure de ce crochet s’ouvre quand on pince la partie supérieure. Il s’agit pour l’exécuteur de s’avancer et de toucher un déclic, un petit levier qui pousse un ressort et libère la lame, les branches du haut se rapprochant et celles du bas s’écartant. La chute du couperet est amortie par deux puissants ressorts à boudin caoutchoutés placés en dessous, de sorte que ses rebords ne viennent pas claquer violemment en fin de course mais produisent un bruit sourd. Pour descendre deux mètres quatre-vingts le mouton met trois-quarts de seconde.

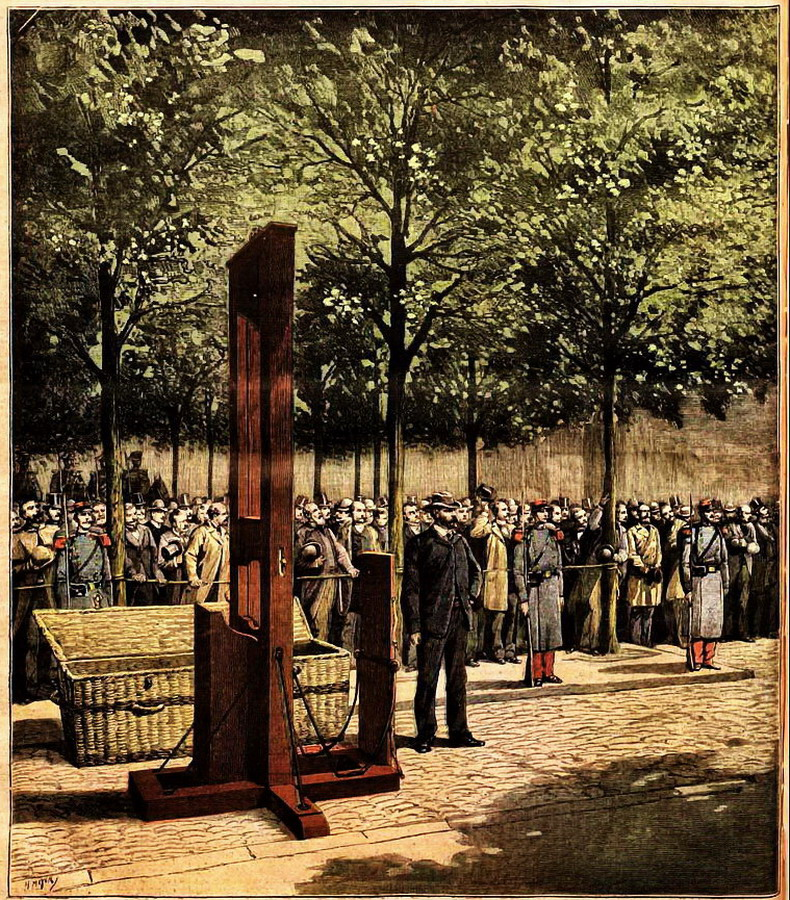
La guillotine, prête à recevoir le condamné. Le Petit Journal, 8 août 1891.

Depuis la Révolution, la chute du bloc tranchant dans les rainures est la hantise des exécuteurs. Anatole Deibler le fera équiper, ainsi que la planche à sangles, de galets pour mieux assurer son glissement. Les incidents furent assez rares mais mémorables. L’exécution d’un nommé Pierre Hébrard à Albi est restée fameuse dans les annales de la fille de Guillotin. D’abord, ce condamné à mort attendit cinq mois en prison l’annonce de son dernier jour (un record). Par comble de malchance, le 12 septembre 1831, cinq fois le couperet sera tombé sur son col sans vraiment l’entamer car le couteau n’est plus dans son aplomb et déraille. Un aide se dévoue pour le découper à la dague, sous les injures et une pluie de cailloux. À la fin, le chef exécuteur est poursuivi jusqu’à son domicile dont on casse les vitres. Si la victime du condamné n'avait pas été très aimée de la population, le bourreau aurait été mis à mal. Ce dernier fut pourtant innocenté par l’expertise de la machine qu’on avait imprudemment laissée pendant deux jours accessible au public. On a conclu, en effet, au sabotage d'un jeune aide licencié depuis peu.
Un autre incident concerna la décapitation de l'assassin Languille le 29 juin 1905, pour laquelle le médecin de service, le Docteur Beaurieux, put constater que le condamné demeurait conscient trente secondes après la chute du couperet (confirmation de cette observation par expériences sur des rats en 2011). Cependant cet incident semble avoir été inventé par les journaux d'époque, le docteur Beaurieux niant lui-même avoir attrapé la tête de Languille.
Après le bruit de la planche qui se rabat, le bruit de la demi-lune qui se referme, enfin le bruit du mouton qui finit sa course en rasant la face extérieure de la lunette, un flot de sang jaillit. La tête rejetée en avant fait un bang sonore en tombant au fond de la bassine en zinc, récipient avec un bord ressemblant à un « dossier de baignoire » pour avoir été relevé à la suite d’incidents où des têtes sautèrent et roulèrent plusieurs mètres jusqu’aux pieds des spectateurs. Le reste du corps est poussé rapidement sur une planchette rabattue en plan incliné qui le fait tomber dans le grand panier ; la tête retirée par les cheveux ou les oreilles va le rejoindre entre les jambes. « Le glaive tombe avec une rapidité foudroyante, oblique ; il agit à la fois comme coin, comme masse et comme faux avec une puissance irrésistible ».
Il peut être quatre heures et, normalement, il ne s’est pas passé plus de vingt à trente minutes depuis le réveil du supplicié. Mais c’est une éternité pour un spectateur impressionné pour qui tous les gestes des acteurs du drame paraissent effectués « au ralenti ».
Si le corps n’a pas été réclamé par la famille, il est parfois apporté au laboratoire médico-légal pour autopsie. Le supplicié est souvent mis en bière, mais un cadavre abandonné perd parfois toute considération aux yeux des fonctionnaires de la mort : « Chaque fois, à l'arrivée du fourgon, on en descend le panier qui renferme le corps, la tête et la sciure de bois imprégnée de sang. À peine monsieur l'abbé Crozes est-il éloigné que le contenu du panier est brutalement renversé dans la fosse : le corps roule au fond et quelle que soit la position dans laquelle il tombe, on le laisse et on le recouvre de terre. Ce matin, le cadavre de Billois a été étendu sur le ventre et la tête a été placée entre les cuisses, de manière que le visage était caché. Ce procédé […] choque la décence […] ».

### Hémorragie du décapité

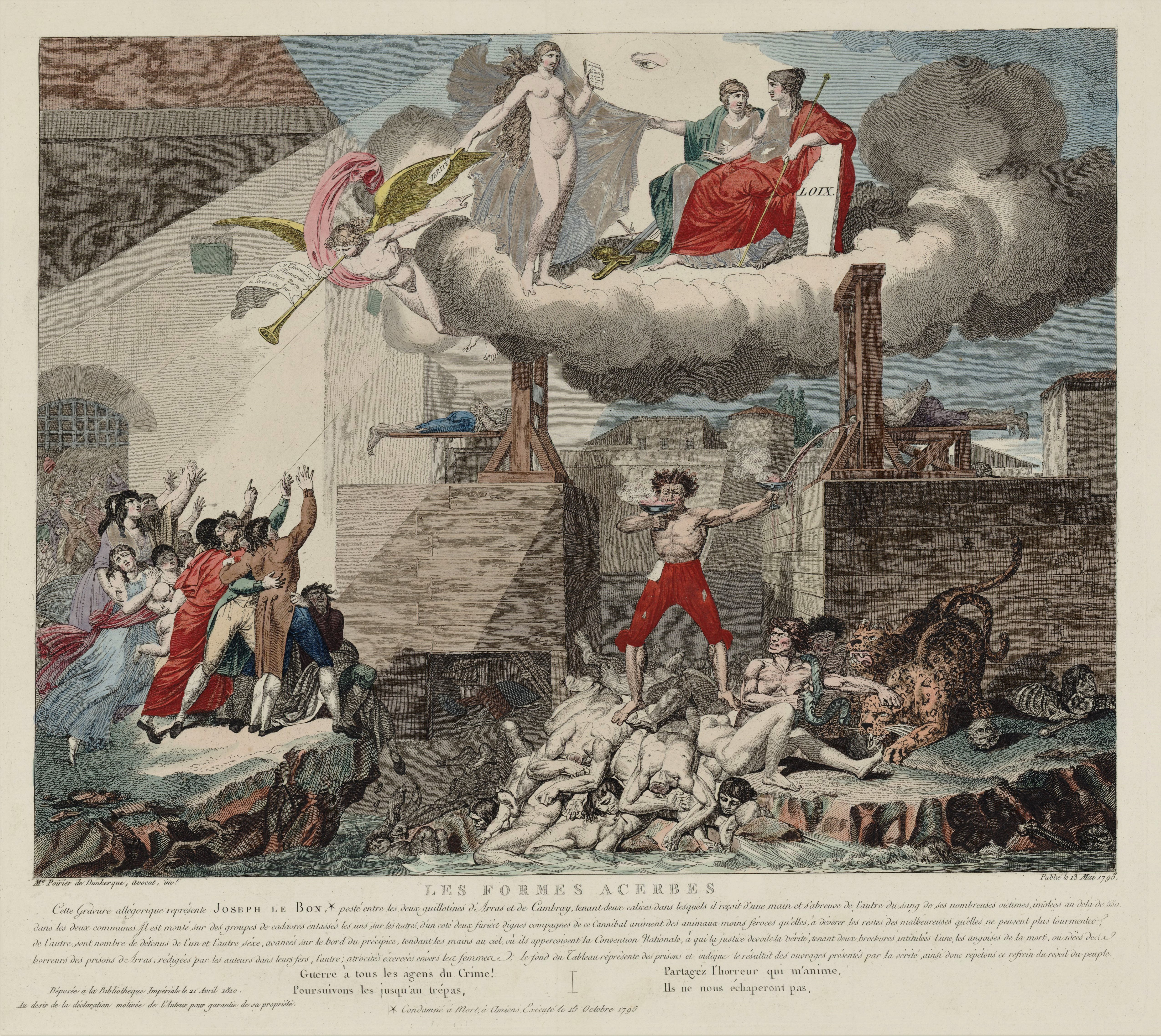
Les formes acerbes, 1796.

Le sujet n’est jamais vraiment abordé dans les divers récits car il occupe rarement les esprits à cet instant dramatique et incite au poncif. Il faut donc se tourner vers des conclusions de médecins physiologistes.
L'exécution de Carrara du 25 juin 1898 se raconte ainsi : « Une énorme giclée de sang inonde la chaussée, avant que son corps tombe dans le panier ». Or, la décapitation de cet assassin fut justement observée et analysée par le docteur Louis Capitan. Dans son propos, il ajoute les remarques de deux confrères.

#### Exemple de l’assassin Carrara
Le détenu Carrara, depuis le départ de sa cellule s’est montré complètement comateux, anéanti par l’annonce de sa mort imminente et demeure « exsangue et livide ».
On l’a pratiquement porté jusqu’à l’échafaud et il a semblé « absolument inerte et cadavérique » sur la planche où il n’a eu aucune réaction. La section du cou tranché de Carrara saignait fort peu dans la lunette. Au moment où il fut projeté dans le panier, le tronc ne tomba pas entièrement au fond car les épaules heurtèrent le rebord et le cou resta en dehors. C’est à ce moment-là seulement qu’un sang rouge jaillit des carotides dans un jet estimé approximativement d’un mètre en hauteur et d’un mètre cinquante en avant.
Il est évident que le sang circule grâce aux battements autonomes du cœur. Le docteur Gley, qui a étudié régulièrement en laboratoire de nombreux cœurs de suppliciés, eut l’occasion en province d’examiner deux cadavres de guillotinés, deux minutes seulement après la « détroncation » : un seul avait le cœur qui battait (il fonctionna encore huit minutes) tandis que, chez l’autre, il fut trouvé à l’arrêt.
Dans ce dernier cas, comme pour Carrara, le cœur ne battait plus, ou presque plus, au moment de la décollation. Il ne peut s’agir pour les médecins que d’un état syncopal qui est la conséquence d’un stress important. Le plus fréquemment, l’excitation médullaire lors du passage violent de la lame va faire repartir le système cardiaque et le sang sera projeté quelques secondes plus tard.

#### Exemple de Manon Roland

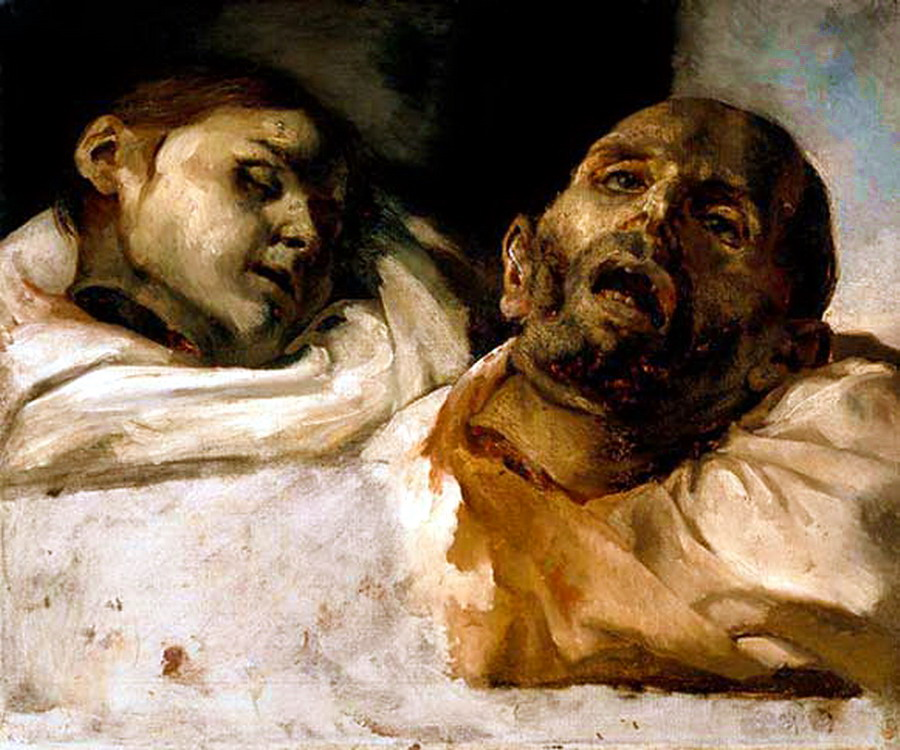
Étude de deux têtes de suppliciés, par Géricault.

Les conclusions des médecins viendront confirmer ce que de rares témoins avaient rapporté au cours de la période de la Terreur.
Un observateur exceptionnel fondu dans la foule venue au supplice de Manon Roland, un discret monarchiste nommé Bertin, fut rempli d’admiration devant l’intrépidité de madame Roland, qu’il n’avait aucune raison d’apprécier et qui mourut dans toute la force de son âge (39 ans). Il raconte : « Quand le couteau eut tranché la tête, deux jets de sang énormes s’élancèrent du tronc mutilé, ce qu’on ne voyait guère : le plus souvent la tête tombait décolorée, et le sang que l’émotion de ce moment terrible avait fait refluer vers le cœur, jaillissait faiblement ou goutte à goutte ».
Le docteur Laborde résume ces deux conditions essentielles. D’une part, le patient conserve toute son énergie et une lucidité stoïque qui lui permet d’affronter sans affres une fin qu’il comprend inéluctable ; et son sang jaillit presque spontanément. La puissance du jet témoigne de contractions cardiaques au moins normales, sinon avivées par le choc de la séparation. Les décapitations d’Anastay et de Vaillant, individus « pleins de vie », provoquèrent « une hémorragie artérielle immédiate ». Cette autonomie cardiaque est de longueur variable : généralement de vingt minutes à une heure trois-quarts. Dans cette condition, le cœur termine toujours à vide, en systole, en une « véritable contracture énergique » qui l’immobilise définitivement.
Le deuxième cas, le patient est tout à fait à l’exemple préalablement cité de Carrara. Il est « sidéré, comme anéanti à la nouvelle de l’heure fatale, incapable de se tenir debout, soutenu ou plutôt porté jusqu’à la guillotine, demi-mort d’avance, en état de syncope […] ». « Demi-mort » : on retrouve une semblable expression chez Restif de la Bretonne. Le cœur est affaibli ou pratiquement à l’arrêt, et le jaillissement sanguin est très réduit ou retardé. Le coup du tranchant une fois porté, l’organe récupère de la syncope et reprend brusquement ses battements, puis continue selon ce que la gravité de son état syncopal lui a laissé de force. La persistance des contractions cardiaques post-mortem est limitée et le cœur finit par s’arrêter « en état de flaccidité, plus ou moins dilaté par des caillots asphyxiques ».

## Lieux d’exécution en France, après la Révolution

### Lieux d’exécution parisiens
Après les gouvernements révolutionnaires, les exécutions se déroulent à nouveau sur la place de Grève. C’est là que sont guillotinés Georges Cadoudal (en 1804) et les quatre sergents de La Rochelle (en 1822).
À partir du 4 février 1832, la guillotine est installée devant la barrière Saint-Jacques. C’est là que sont exécutés Pierre-François Lacenaire (1836) et plusieurs auteurs d’attentats contre Louis-Philippe, parmi lesquels Giuseppe Fieschi. Le 29 novembre 1851, l’échafaud est transféré devant la prison de la Grande Roquette. De 1851 à 1899, plus de deux cents condamnés y sont exécutés, dont Orsini (1858), auteur d’un attentat contre Napoléon III, le médecin Désiré Couty de la Pommerais ayant empoisonné ses patientes pour toucher leur assurance-vie (1864), les assassins en série Jean-Charles-Alphonse Avinain (1867), Troppmann (1870), les anarchistes Émile Henry et Auguste Vaillant…
En novembre 1870, l’échafaud disparaît et la guillotine est désormais montée à même le sol, sur cinq dalles toujours visibles aujourd’hui au no 16 rue de la Croix-Faubin, au débouché de la rue de la Roquette. Ce sont ces cinq dalles, qu'en style d’argot, les prisonniers appelaient « l’abbaye de Cinq-Pierres ». Pendant la Commune de Paris, le citoyen François, qui avait été nommé directeur de la Grande-Roquette, n’avait trouvé rien de mieux que de faire enlever et transporter chez lui ces cinq dalles. On les retrouva, le 28 juin 1871, lors d'une perquisition opérée à son domicile, 10 rue de Charonne. Il déclara avoir eu l’intention de les faire vendre en Angleterre comme objets de curiosité, et qu'il restitua. Cependant, elles furent scellées à un autre emplacement que celui d'origine et, appareillées différemment, elles ne forment plus la croix originelle.
À partir du 5 août 1909, la guillotine est utilisée à l’angle du boulevard Arago et de la rue de la Santé, devant la prison du même nom. C’est là que sont exécutés les membres de la Bande à Bonnot et Paul Gorgulov. C’est à Versailles que se déroule la dernière exécution publique, celle d’Eugen Weidmann, le 17 juin 1939, devant la prison Saint-Pierre,.
Sous l’Occupation, les hommes sont guillotinés dans la cour de la prison de la Santé, les femmes, dans celle de la prison de la Petite-Roquette, à l’emplacement du no 143, rue de la Roquette.
C’est finalement à Marseille, aux Baumettes, qu’a lieu la dernière exécution capitale, celle d’Hamida Djandoubi, le 10 septembre 1977.

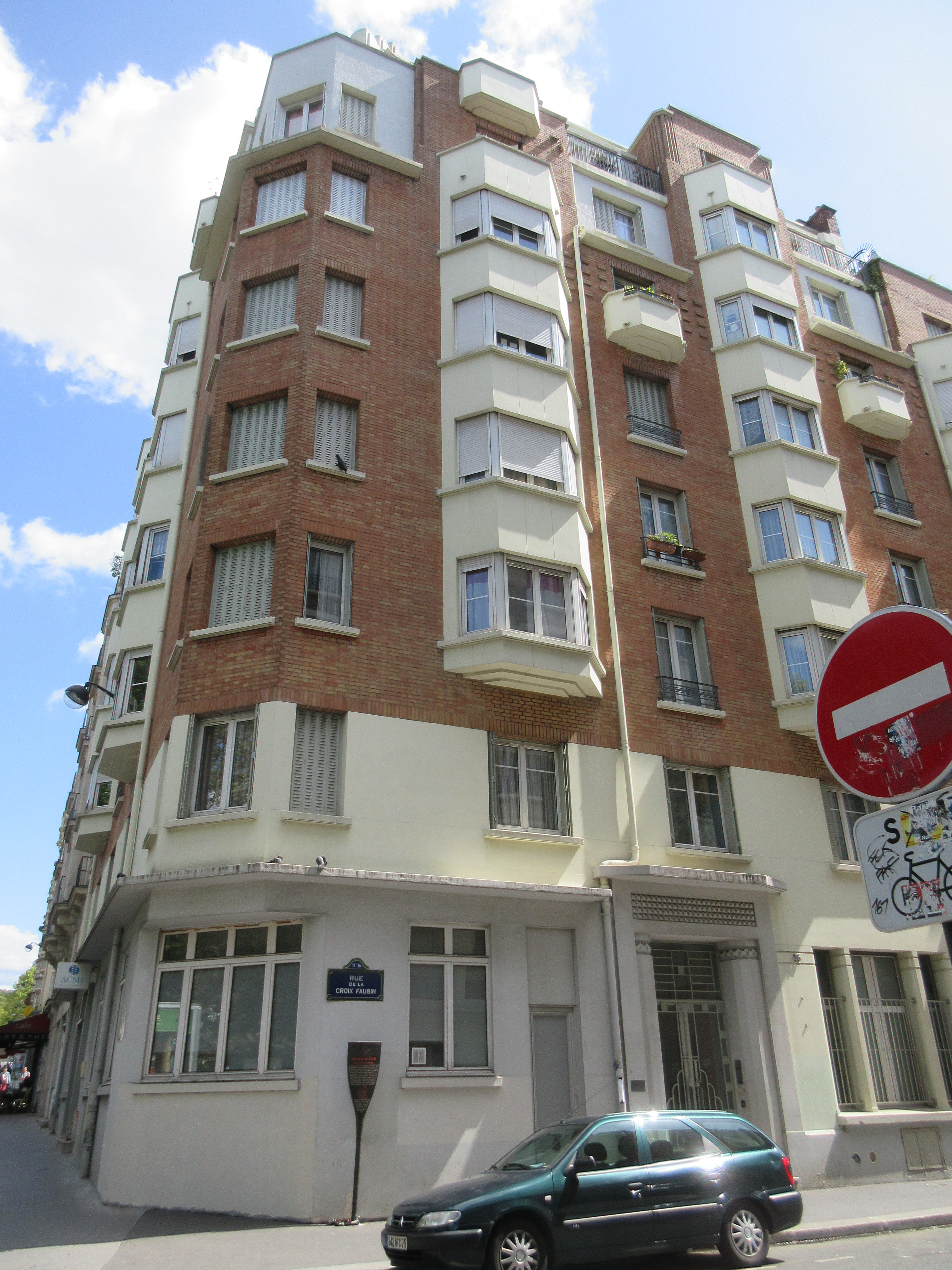
Emplacement du panneau Histoire de Paris « Les dalles de la Guillotine » situé no 16 rue de la Croix-Faubin.
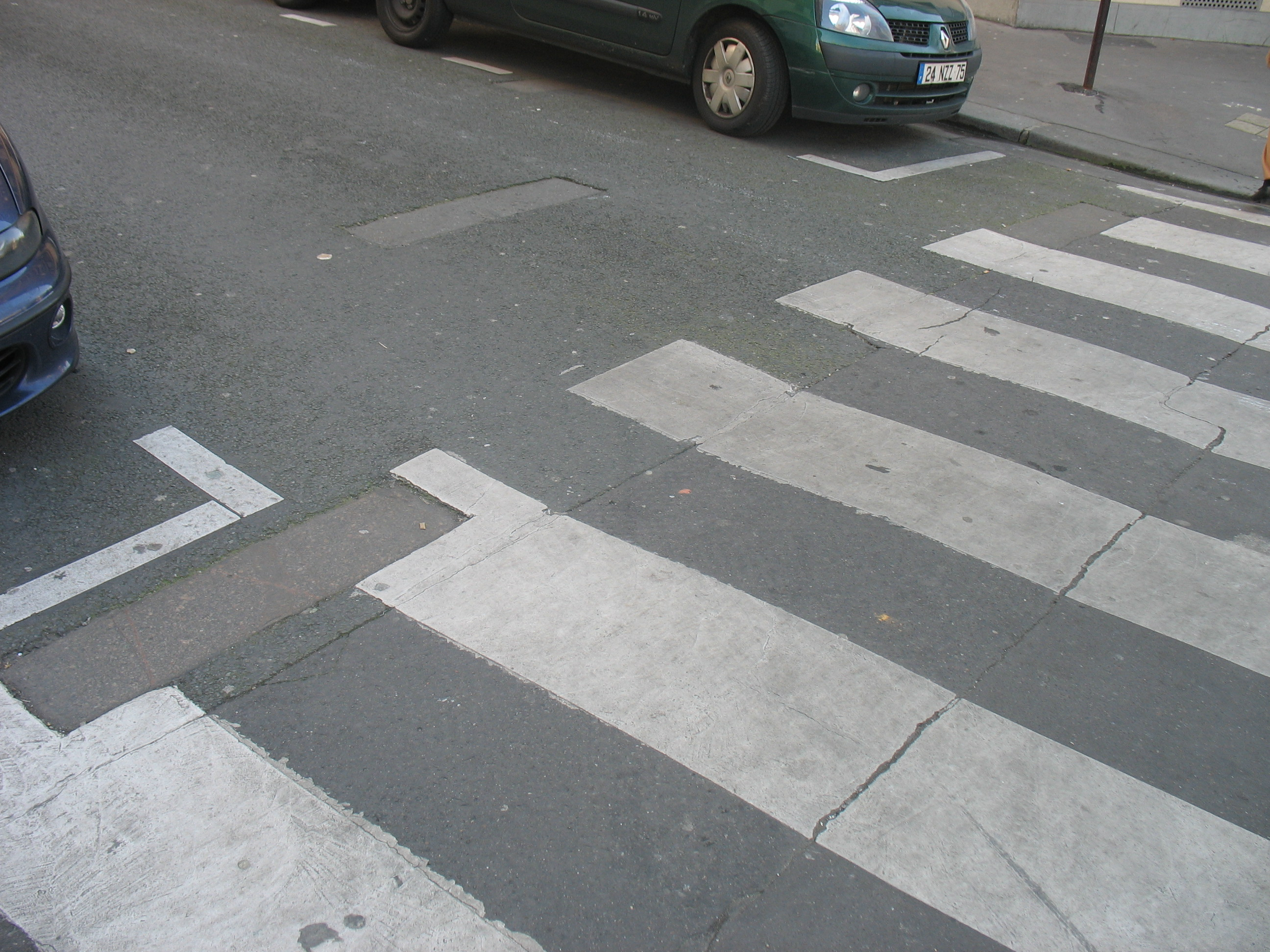
Dalles destinées à accueillir les pieds de l'échafaud de la guillotine devant l'ancienne prison de la Roquette.

### Un lieu d'expériences pour les médecins

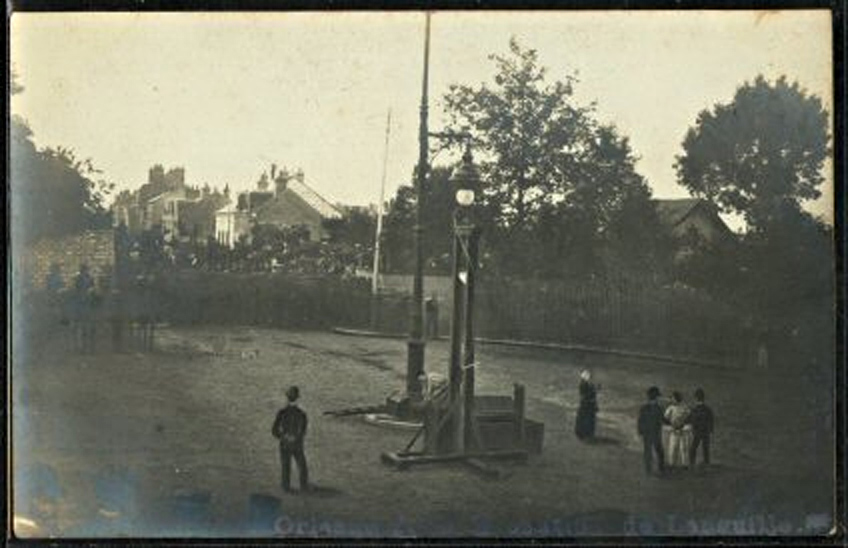
L'exécution d'Henri Languille, le 28 juin 1905 à Orléans.

Les médecins à l'origine de ce châtiment, Joseph Ignace Guillotin et Antoine Louis s'inscrivent dans le contexte des préoccupations humanistes des Lumières, illustrées par la pensée de Cesare Beccaria exprimée dans Des délits et des peines. Néanmoins, dès les premières années de pratique de la guillotine, le milieu médical s'affronte en deux écoles à propos de la survivance après le couperet : thèse de la mort immédiate et impeccable ou celle de la mort différée et barbare,, cette dernière thèse étant renforcée par le fait que les 83 guillotines montées dans les départements sont souvent des copies imparfaites obligeant le bourreau à s'y reprendre plusieurs fois.
Aussi dès 1798, la guillotine devient un champ d'expérience médical : on interpelle la tête du guillotiné pour y observer des réactions (le médecin-chef Gabriel Beaurieux constate en 1905 que le condamné nommé Henri Languille, fraîchement décapité réagissait en ouvrant les yeux à l'appel de son nom), on la pique ou la soufflette (telle Charlotte Corday), on teste la survie d'organes isolés, notamment le cœur : stimulations au scalpel, expériences électriques avec la « bouteille électrique » de Galvani puis la « pile » d'Alessandro Volta, à partir des années 1880 expériences de « ressuscitation » ou de « revivification » (transfusion du sang de chien sur des têtes décapitées par le docteur Laborde notamment).
À la suite du scandale d'Henri Pranzini, guillotiné en 1887 et dont la peau après sa dissection publique est utilisée pour faire des portefeuilles et des porte-cartes, les condamnés peuvent demander à obtenir la libre disposition de leur corps post-mortem, ce qu'obtient Stanislas Prado en 1888, tandis que d'autres condamnés à mort font don de leur corps à la science.

### Occultation progressive de la publicité des exécutions en France
Le Code pénal de 1791 dispose que l'exécution doit se faire en public, ce qui attire un public appartenant à toutes les couches sociales : public de fonction, « carré des privilégiés » près de la guillotine (grâce à des laissez-passer obtenus auprès de la préfecture ou de la mairie), bourgeois louant des chaises, fenêtres, échelles et même lorgnettes de théâtre, foule maintenue loin de la guillotine par un cordon de policiers ou même masquée par une barrière en bois, par le fourgon placé dans son axe de vision ou par l'échafaud placé de plain-pied (décret-loi de 1870).
Sous la Troisième République, des dizaines de villes disposent de guillotines : il s'y produit des centaines d’exécutions publiques qui peuvent attirer plusieurs dizaines de milliers de curieux. À l’occasion de l’Exposition universelle de 1889, l’Agence Cook loue plusieurs cars pour conduire les touristes à la double exécution d'Allorto et Sellier. 566 personnes (dont quatre femmes) sont exécutées entre 1870 et 1939, année de l'exécution d'Eugen Weidmann en plein jour, ce qui permet à des journalistes de prendre la plus importante série de photographies d'une exécution capitale (elle est également filmée). De plus, la foule y déborde le service d'ordre.
Devant ces troubles à l'ordre public, le président du Conseil Édouard Daladier fait saisir les numéros de presse avec leurs photographies et promulgue le 24 juin 1939 un décret-loi abolissant les exécutions capitales publiques (abolition en 1868 en Angleterre, en 1860 aux Pays-Bas, projet de loi rejeté par la Chambre des députés en France le 4 décembre 1898). Après cette exécution, les condamnés à mort sont guillotinés dans l'enceinte des prisons à l'abri des regards de la foule. La mesure est effective dès l'exécution suivante, celle de Jean Dehaene, le 19 juillet à Saint-Brieuc.
En fait, cette mise au secret s'opère progressivement dès le XVIIIe siècle sous l'impulsion des élites dont les sensibilités sont heurtées par cette « mort sale » (magistrats ou politiques qui considèrent que cette exécution ne remplit plus son rôle historique d'exemplarité et lui préfèrent la peine de l'emprisonnement, certains journalistes s'identifiant à l'exécuté, médias friands de sensationnalisme qui veulent être les seuls à couvrir la publicité de l'exécution) et des autorités qui constatent que cette technologie politique jugée inefficace donne lieu à des troubles publics (par exemple public invectivant la police lors de l'exécution d'anarchistes dans les années 1890).
L'abandon public de cette « technologie de pouvoir » (expression de Michel Foucault) a lieu en plusieurs phases : le rituel exécutionnaire sur la place centrale de la ville laisse la place à une exécution sur une place en périphérie puis devant la prison et enfin dans la cour d’enceinte des prisons ; parallèlement sa durée et le cérémonial sont progressivement réduits, de même que le nombre d'exécutions (augmentation des exécutions doubles triples ou quadruples à cet effet) ; le rituel se produit de plus en plus la nuit (pas au petit matin ou dans la journée pour éviter son côté spectaculaire – au sens littéral du terme, pas trop tôt le soir pour éviter que les noctambules et demi-mondains aillent finir leurs soirées au « spectacle », munis de leur « journal des raccourcis ») : l'exécution est reportée à l'aube à partir de 1832.
La suppression de cette publicité est une solution de compromis entre les abolitionnistes (en attendant l'abolition de la peine de mort, ils sont satisfaits que ce spectacle sanglant soit sorti de l'espace public) et les rétentionnistes, partisans de la peine capitale (ils considèrent que l'abandon de cette publicité est une bonne solution pour rendre la peine de mort plus acceptable).

## Domiciles de la guillotine
En 1793, l’accusateur public du Tribunal révolutionnaire Fouquier-Tinville ordonne au bourreau Charles-Henri Sanson de trouver un lieu où entreposer la « veuve ». Elle élira finalement domicile chez l’ingénieur du département de la Seine, nommé Demontier.
Lorsque Jean-François Heidenreich devient bourreau en 1849, la machine est déménagée au 11-13 rue Pont-aux-Choux, dans le quartier du Marais. Puis il la fait déplacer de nouveau, cette fois-ci dans un hangar situé au 60 bis rue de la Folie-Regnault, à deux pas des prisons de la Roquette. Elle y restera ainsi cinquante ans.
En 1911, alors que la Roquette est démolie, Anatole Deibler décide de déménager la guillotine dans une remise tout fraîchement construite de la prison de la Santé, à l’angle de laquelle se déroulent toutes les exécutions parisiennes.
Puis en 1978, le dernier exécuteur, Marcel Chevalier, reçoit de l’administration l’ordre de déplacer les « bois de justice » à la prison de Fresnes, où doivent avoir lieu désormais toutes les exécutions. Cependant la guillotine restera définitivement muette, les quatre derniers condamnés à mort ayant tous été graciés.
Depuis l’abolition de la peine capitale en 1981, les guillotines sont conservées en plusieurs lieux : les bois de justice parisiens ont été déposés à Marseille, au Musée national des arts et traditions populaires (désormais « Musée des civilisations de l’Europe et de la Méditerranée » - MUCEM) ; deux guillotines issues de départements d’Outre-Mer sont conservées au « Musée national des prisons » dans les sous-sols de l’ancienne prison de Fontainebleau.
En Belgique, une guillotine est visible au musée de la Vie wallonne de Liège, une autre au musée Gruuthuse de Bruges, une troisième, incomplète, à la citadelle de Dinant.
En Algérie, la guillotine de la prison de Serkadji, vestige de l'époque coloniale française, est exposée au Musée central de l'Armée à Alger.

## Exécutés renommés
- 25 avril 1792 : place du Carrousel à Paris, le voleur de grand chemin Nicolas Jacques Pelletier, terrassier de son état, fut le premier condamné à mort guillotiné.
- 21 janvier 1793 : place de la Révolution (aujourd’hui place de la Concorde) à Paris, Louis Capet, ci-devant Louis XVI, roi de France.
- 17 juillet 1793 : place de la Révolution à Paris, Charlotte Corday, pour l’assassinat de Jean-Paul Marat.
- 16 octobre 1793 : place de la Révolution à Paris, Marie-Antoinette d'Autriche, reine de France.
- 3 novembre 1793 : place de la Révolution à Paris, Olympe de Gouges, femme de lettres et pionnière du féminisme.
- 6 novembre 1793 : place de la Révolution à Paris, le duc Philippe d'Orléans, dit Philippe Égalité.
- 8 novembre 1793 : place de la Révolution à Paris, Manon Roland, communément appelée Madame Roland, figure de la Révolution française.
- 17 novembre 1793 : place de la Révolution à Paris, Jean Nicolas Houchard, général sous la Révolution française.
- 8 décembre 1793 : place de la Révolution à Paris, Madame du Barry, dernière favorite de Louis XV, roi de France.
- 5 avril 1794 : place de la Révolution à Paris, Georges Jacques Danton, Camille Desmoulins et Fabre d'Églantine.
- 8 mai 1794 : place de la Révolution à Paris, Antoine Lavoisier, le « père » de la chimie moderne.
- 27 mai 1794 (8 prairial an II) : Mathieu Jouve Jourdan, révolutionnaire français impliqué dans les massacres de la Glacière.
- 17 juillet 1794 (29 messidor an II) : place du Trône-Renversé à Paris (actuelle place de la Nation), les seize carmélites de Compiègne.
- 25 juillet 1794 (7 thermidor an II): place du Trône-Renversé à Paris, le poète André Chénier.
- 28 juillet 1794 (10 thermidor an II) : place de la Révolution à Paris, Maximilien de Robespierre et son frère Augustin, Louis Saint-Just et vingt de leurs compagnons.
- 7 mai 1795 (18 floréal an III) : place de Grève à Paris, Fouquier-Tinville, accusateur public du Tribunal révolutionnaire.
- 27 mai 1797 (8 prairial an V) : à Vendôme, Gracchus Babeuf.
- 21 septembre 1822 : place de Grève à Paris, exécution dite des Quatre sergents de La Rochelle.
- 2 octobre 1833 : dans la cour de l’Auberge de Peyrebeille, dite l’« Auberge Rouge », les époux Martin et leur valet Rochette.
- 9 janvier 1836 : barrière Saint-Jacques à Paris, Pierre-François Lacenaire.
- 11 juillet 1836 : barrière Saint-Jacques  à Paris, Louis Alibaud.
- 19 février 1836 : Giuseppe Fieschi, pour l'attentat du boulevard du Temple, le 28 juillet 1835, contre le roi Louis-Philippe Ier, qui fit dix-huit morts. Il fut exécuté avec ses complices, Pépin et Morey.
- 28 novembre 1867 : exécution du boucher Jean-Charles-Alphonse Avinain. Auteur du mot fameux devant le couperet : « Messieurs, n'avouez jamais ! N'avouez jamais ! ». Il avait espéré jusqu’au bout la « perpétuité » en récompense de ses aveux de deux assassinats.
- 19 janvier 1870 : terre-plein de la Roquette à Paris, Jean-Baptiste Troppmann, assassin d’une famille de huit personnes.
- 11 juillet 1892 : Montbrison (Loire), François Koënigstein, dit Ravachol, le « Christ de l’anarchie ».
- 5 février 1894 : terre-plein de la Roquette à Paris, Auguste Vaillant, activiste anarchiste français.
- 21 mai 1894 : terre-plein de la Roquette à Paris, Émile Henry, activiste anarchiste français.
- 27 avril 1913 : Callemin, Ellie Monnier et Soudy, survivants de la bande à Bonnot pour le braquage de la société générale à Chantilly.
- 3 août 1921 : Jacques Mécislas Charrier, fils de Mécislas Golberg est le dernier anarchiste français à monter sur la guillotine.
- 25 février 1922 : à Versailles, Henri Désiré Landru, assassin de dix femmes et d’un jeune garçon.
- 2 juillet 1932 : à Cologne Peter Kürten, dit le vampire de Düsseldorf, pour le meurtre de neuf personnes.
- 17 juin 1939 : à Versailles, Eugen Weidmann, assassin de six personnes (dernière exécution publique en France)
- 18 octobre 1940 : Hans Vollenweider, dernier condamné à mort de Suisse, guillotiné à Sarnen.
- 22 février 1943 : décapitation de « La Rose blanche » (Die Weiße Rose en allemand). Trois étudiants allemands d’une vingtaine d’années sont guillotinés dans la prison de Stadelheim, à Munich (Allemagne). Leur crime est d’avoir dénoncé le nazisme dans le cadre d’un mouvement clandestin. Parmi eux Hans et Sophie Scholl[139].
- 30 juillet 1943 : Marie-Louise Giraud, avorteuse (l’avortement était sous le régime de Vichy, un « crime contre la famille française »).
- 25 mai 1946 : Marcel Petiot, assassin d’au moins vingt-sept personnes.
- 21 avril 1949 : Germaine Leloy-Godefroy (dernière femme décapitée), pour l'assassinat de son mari.
- 19 juin 1956 : Ahmed Zabana, premier condamné à mort de la guerre d’Algérie.
- 11 février 1957 : Fernand Iveton, seul Européen guillotiné de la guerre d’Algérie (pour « tentative de destruction d'édifice à l'aide d'explosifs » n'ayant causé ni dégâts, ni victimes).
- 1er octobre 1957 : Jacques Fesch.
- 28 novembre 1972 : exécution de Claude Buffet et Roger Bontems (pour prise d’otages, et Claude Buffet seulement, assassinat). C'est l'avocat de la défense, Robert Badinter, qui, devenu ministre de la Justice, réussira en 1981 à faire abolir la peine de mort en France.
- 28 juillet 1976 : Christian Ranucci, pour l'enlèvement et le meurtre de la petite Marie-Dolorès Rambla, en juin 1974 (trois demandes de révision posthumes ont été rejetées).
- 23 juin 1977 : Jérôme Carrein pour l’enlèvement, la tentative de viol et le meurtre d’une fillette de huit ans.
- 10 septembre 1977 : dernière exécution, celle de Hamida Djandoubi, pour le viol d'une mineure de quinze ans, et la torture et l’assassinat d’une jeune femme (Élisabeth Bousquet).

## Usage hors de France

### Algérie

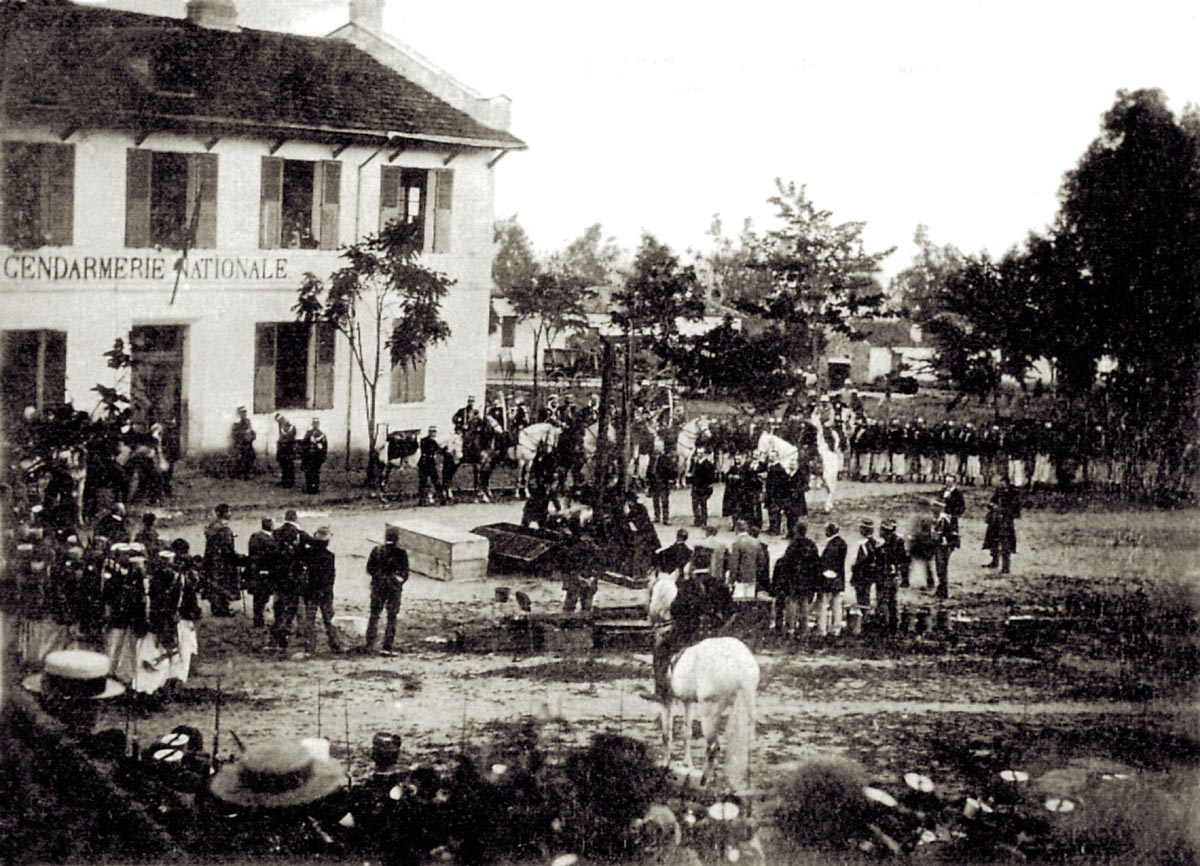
Exécution de Arezki El Bachir en Algérie en 1895.

Avant le 16 février 1843, il était d’usage de faire décapiter les condamnés à mort au yatagan par des indigènes. À la suite d'une exécution à Alger qui, le 3 mai 1842, avait tourné à la boucherie, le ministre de la guerre, le général Amédée Despans-Cubières, fit introduire l’usage de la guillotine et exigea que les exécuteurs soient français (même après cette décision l’usage du yatagan aurait perduré pendant encore plusieurs années). Dès lors, l’Algérie possèdera sa propre équipe d’exécuteurs, distincte de celles de la métropole (même si Anatole Deibler et son grand-père y exercèrent pendant tout ou en partie de leur carrière).
Au cours de la guerre d'Algérie, le 17 mars 1956 sont publiées au J.O les lois 56-268 et 56-269 qui permettent aux tribunaux militaires français d’appliquer - sans instruction préalable - la peine de mort aux membres du FLN pris les armes à la main. Pour les bourreaux d'Alger, commencent alors les cadences infernales, avec les exécutions multiples qui se poursuivent jusqu'en 1958. Dans ses mémoires, Fernand Meyssonnier, fils et aide du bourreau Maurice Meyssonnier, rapporte « Dans l'histoire, c'est assez rare […] En Algérie, entre 1956 et 1958, il y a eu seize exécutions doubles, quinze triples, huit quadruples et une quintuple. Oui, pendant le FLN c'était à la chaîne […] Pour arriver à de telles hécatombes, il faut des époques politiques troubles comme la Terreur pendant la Révolution, l'Occupation où il y a eu neuf exécutés d'un coup le 1er mai 1944, et… les "événements" d'Algérie ».
Au total, entre 1956 et 1962 pour environ 1 500 condamnations prononcées, 222 Algériens ont été officiellement exécutés pendant la guerre d’Algérie. 142 l’ont été sous la IVe République : 45 pendant que François Mitterrand était garde des Sceaux, soit une exécution tous les 10 jours en moyenne. La plus forte fréquence revient au Gouvernement Maurice Bourgès-Maunoury (dont le garde des Sceaux était Édouard Corniglion-Molinier) qui a commis 29 exécutions en trois mois (soit une tous les trois jours). 80 exécutions ont eu lieu sous de Gaulle (soit une tous les 20 jours), bien qu’il ait amnistié 209 condamnés à mort en janvier 1959, commuant leur condamnation en peine de prison à vie. Le 25 août 1958 à Alger, les frères Aoussi ben Mohamed et Aoussi Mohammed ben Bachir sont les derniers fellagas à être guillotinés en Algérie (en Métropole, ce sera Salah Dehil, guillotiné le 31 janvier 1961 dans l'enceinte du Fort Montluc à Lyon). Exceptionnellement ce jour-là, c'est Fernand Meysonnier qui actionne le couperet lors de la double exécution.
Ouïs Mostifa ould Habib, condamné à mort le 23 ou le 24 janvier 1959 pour des faits de meurtre et de viol, devient la dernière personne à être guillotinée en Algérie, le 12 août 1959 à Oran.
Le pays, devenu indépendant en 1962, abandonnera la « veuve », symbole de la colonisation aux yeux du pouvoir algérien, au profit du peloton d'exécution.

### Allemagne

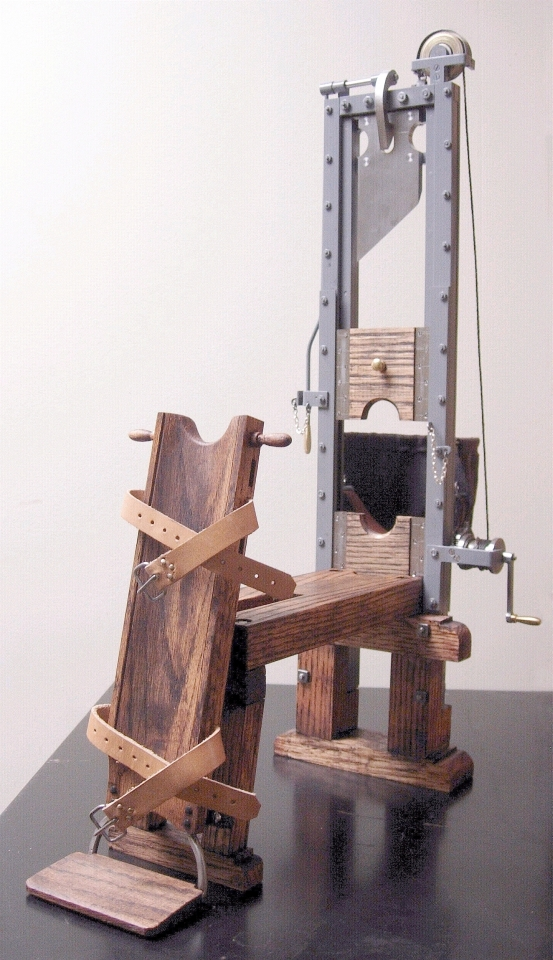
Guillotine (« Fallbeil ») Bavaroise de 1854.
Modèle historique à l'échelle 1:6.

Les modèles utilisés étaient les mêmes qu’en France jusqu'au milieu du XIXe siècle. À partir de cette date, les machines à décapitation ont changé d'apparence : d'une hauteur moindre, plus de métal. Le « Fallbeil » (hache tombante) ou « Köpfmaschine » (machine à têtes) comme on l'appelait en Allemagne, demeure en usage jusqu’à l'abolition de la peine de mort dans la République fédérale d'Allemagne en 1949.
La guillotine commença à s'exporter outre-Rhin peu après le placement des quatre départements de la république cisrhénane sous administration française. Le 13 février 1798, le commissaire Rudler suggéra au ministre de la Justice Lambrechts de faire installer une guillotine dans chacun d'entre eux. Ce fut chose faite plus tard dans l'année et les guillotinages commencèrent le 3 mai de l'année suivante avec l'exécution de l'émigré Jacques Bettinger sur la place de la cathédrale de Cologne.
Adolf Hitler utilisa beaucoup la guillotine avec un summum de 5 000 exécutions en 1943. On estime que sous le Troisième Reich, au moins 10 000 personnes furent guillotinées, dont près de 3 000 dans la seule prison de Plötzensee à Berlin, ainsi qu'à celle de Cologne.
Berthold Wehmeyer (de), 23 ans, condamné à mort pour meurtre, viol et vol qualifié, est le dernier criminel de droit commun à être exécuté, et donc guillotiné, dans ce qui deviendra l'Allemagne de l'Ouest (la loi fondamentale de la RFA n'ayant pas encore été promulguée le 11 mai 1949, date de son exécution à la prison de Moabit à Berlin).
Paul Beirau et Günter Herzfeld, tous deux condamnés à mort en avril 1967 pour meurtre à caractère sexuel, ont été guillotinés le 6 septembre 1967 à la prison du tribunal (en) de Leipzig. Ils sont les dernières personnes à avoir été guillotinées en Allemagne de l'Est et donc hors de France. En 1968, l'Allemagne de l'Est remplaça la guillotine par « un tir à bout portant inattendu dans l'occiput » (« unerwarteten Nahschuss in das Hinterhaupt »). Cette décision aurait été motivée par plusieurs incidents survenus avec la guillotine est-allemande dont le couperet se serait inséré dans le cou de condamnés sans parvenir à le trancher, nécessitant ainsi une ou deux tentatives supplémentaires,.

### Belgique
Malgré la période du royaume uni des Pays-Bas, la Belgique à son indépendance conserve une partie des lois et des usages hérités de l'occupation française sous la Révolution et le Premier Empire, dont l'utilisation de la guillotine. De 1830 à 1863, cinquante-quatre condamnés sont guillotinés.
Par la suite, la peine de mort n'est plus appliquée (commuée en prison à vie par grâce royale) jusqu’à ce qu’en 1918, la grâce soit refusée à un condamné. En effet, en pleine guerre, la grâce royale aurait condamné Émile Ferfaille à la prison à vie et l'aurait, de ce fait, mis à l'abri des dangers que couraient ses frères d'armes au front. De plus, au vu de la situation politique belge cette exécution servit de symbole pour faire passer un message. « le pouvoir judiciaire et politique se trouvait, entre les mains du Roi ».
Mais cinquante-cinq ans après la dernière exécution, il n'existe plus en Belgique ni bourreau, ni guillotine en état de fonctionner. En pleine guerre, on fait donc venir l'un et l'autre de France. La guillotine de Douai, et le bourreau, Anatole Deibler, de Paris, sont escortés par l'armée française. L'exécution a lieu le 26 mars 1918 à Furnes. C’est le dernier usage en date de la guillotine et la dernière exécution d'un condamné de droit commun en Belgique. Il s'agissait du sergent artilleur Emiel Ferfaille, reconnu coupable d'avoir assassiné sa petite amie, Rachel Ryckewaert, enceinte de 4 mois. Les seules exécutions après cette date ont lieu au lendemain de la Seconde Guerre mondiale et concernent des collaborateurs et des criminels de guerre, lesquels seront fusillés.
La peine de mort n'a été abolie officiellement que le 1er août 1996.

### Grèce
Lorsque la monarchie établit le code pénal en 1834, la décapitation par la guillotine était la seule méthode d'exécution prévue. Cependant, des difficultés pour rendre la guillotine disponible à chaque exécution, força l’État à adopter le peloton d'exécution comme méthode alternative en 1847. Celui-ci devint finalement l'unique méthode d’exécution en 1929.
Le 18 juillet 1870, le New York Times, fait état d'un rapport adressé à Edward Morris Erskine (en) par R. G. Watson (secrétaire de la légation britannique sur la situation financière et la dette publique de la Grèce), concernant une quintuple exécution (un record) qui aurait eu lieu à Athènes, le 20 juin 1870 : celle des klephtes de Takos, un groupe de brigands, condamnés à mort le 22 mai pour leur implication dans les meurtres de Dilessi (en) et la séquestration de Lord Muncaster et de sa femme.
La guillotine a été utilisée en particulier, à la suite de l'assassinat du Premier ministre Theódoros Deligiánnis le 13 juin 1905. Son assassin, Kóstas Gerakáris, a été guillotiné en 1906. La dernière exécution par guillotine en Grèce eut lieu en 1913.
Victor Hugo critiqua la présence « anormale » de la Guillotine en Grèce avec ce vers : « Les premiers jours d'octobre 1846, le soleil de Grèce illumina deux choses, l'une étant l'opposé de la seconde : le Parthénon et la guillotine ».
La dernière exécution date de 1972. La peine de mort n'a été abolie officiellement que le 30 novembre 2004.

### Suède
Les exécutions ont lieu par décapitation à la hache jusqu'au début du XXe siècle. En 1903, la Suède acquiert auprès de la France une guillotine qui est utilisée une seule fois lors de l'exécution d'Alfred Ander le 23 novembre 1910. Cette exécution relance en effet le débat sur la peine capitale et toutes les personnes condamnées à mort dans les années qui suivent verront leur peine commuée en réclusion à perpétuité. La peine de mort pour les crimes de droit commun est abolie en 1921, et Alfred Ander reste à ce jour le dernier condamné à mort exécuté de l'histoire du pays. La guillotine qui a servi à son exécution est conservée depuis 1975 au Musée Nordique à Stockholm.
La peine de mort n'a été abolie officiellement qu'en 1972.

### Suisse

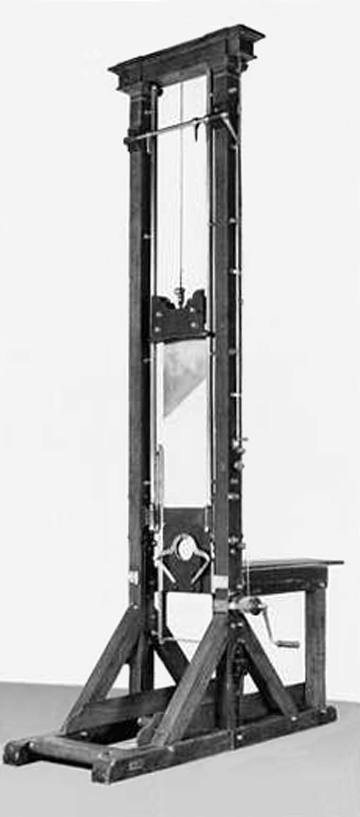
La guillotine du canton de Lucerne fut utilisée pour toutes les exécutions civiles entre 1879 et 1940.

La décapitation par l'épée fut utilisée en Suisse depuis l'aube de l'ère moderne. Dès 1835, la guillotine est utilisée par quelques cantons. Vu que le droit pénal était l'affaire des cantons jusqu'en 1942, il existait des différences cantonales dans l'utilisation de cette machine. Les derniers condamnés à mort exécutés par l'épée étaient Niklaus Emmenegger (1867 à Lucerne) et Héli Freymond (1868 à Moudon).
En 1874, la peine de mort fut abolie en Suisse au cours de la révision de la constitution fédérale, mais elle sera réintroduite par une initiative populaire en 1879 déjà. Suivant la réintroduction, encore neuf hommes seront décapités, et la guillotine du canton de Lucerne sera utilisée pour toutes ces exécutions. Huit de ces neuf exécutions eurent lieu en Suisse primitive, et une dans le canton de Fribourg (Étienne Chatton en 1902).
En 1938, l'Assemblée fédérale accepte un code pénal fédéral qui sera valide pour tout le pays, dans lequel la peine de mort est abolie. Cette loi est sujette au référendum facultatif, pour lequel elle sera acceptée avec 53,5 % du vote populaire le 3 juillet 1938. Elle n'entre néanmoins pas en vigueur avant le 1er janvier 1942, et deux hommes seront encore condamnés à la mort et guillotinés entretemps : Paul Irniger en 1939 dans le canton de Zoug, et Hans Vollenweider en 1940 dans le canton d'Obwald.
Le droit pénal militaire prévoit encore la peine de mort en temps de guerre, et trente hommes seront condamnés pendant la Seconde Guerre mondiale, dont dix-sept seront fusillés jusqu'à la fin de la guerre. La peine de mort militaire en temps de guerre fut abolie en Suisse en 1992.

## Usage contemporain
En 1996, le démocrate Doug Teper, député de l’État américain de Géorgie a proposé de remplacer la chaise électrique par la guillotine pour éviter de faire souffrir le condamné et permettre le recyclage éventuel de son corps. Cette proposition a finalement été rejetée, la guillotine (jamais utilisée aux États-Unis) étant considérée comme une méthode barbare car sanglante. L’État abandonnera la chaise électrique, déclarée anticonstitutionnelle par la Cour suprême de Géorgie, au profit de l’injection létale en 2001.
Des ventes aux enchères de guillotines ont lieu occasionnellement, comme celle acquise par un milliardaire texan qui réalise des « guillotine party » (simulacre de l'exécution) ou la guillotine dite « des Armées de la République » adjugée à 223 056 € à l'hôtel Drouot en 2011. Cette vente a été annulée, car il s'agissait d'une réplique, expertisée a posteriori de la vente. Le vendeur parisien ayant été obligé de la reprendre, a tenté de la revendre pour une mise à prix de 40 000 € à l'hôtel des ventes Talma à Nantes le 27 mars 2014, sans succès.
En France, la loi du 9 octobre 1981 portant abolition de la peine de mort ne prévoit pas l'abrogation de la loi du 25 mars 1792 (aussi appelée décret du 20 mars 1792) qui établit la guillotine. Mais selon l'édition Dalloz du code pénal de 1981, c'est bien sur ce texte qu'était fondée son utilisation, l'article 12 de l'ancien code pénal ne faisant que disposer que « tout condamné à mort aura la tête tranchée », sans préciser comment. Cette loi est donc toujours en vigueur aujourd'hui, bien que sans objet.

## Dans l'imaginaire populaire
La guillotine fut baptisée initialement « Louisette » ou « Louison » (inspiré du chirurgien royal Antoine Louis qui a préconisé la mise au point d’une machine à lame oblique), avant de prendre son nom définitif (au grand désespoir du docteur Guillotin).
Pendant la Révolution française, elle fut surnommée le « grand rasoir national », le « moulin à silence », la « cravate à Capet », la « Mirabelle » (par rapprochement à Mirabeau), « l’abbaye de Monte-à-Regret », le « vasistas », la « veuve » (par les escrocs) ou la « raccourcisseuse patriotique ».
En Angleterre, elle symbolisa dès 1793 les excès de la Révolution française ; on la retrouve dans L'Histoire de la Révolution française de Thomas Carlyle ou dans Un conte de deux villes de Charles Dickens. Mais pendant la Terreur, elle fascinait, provoquant l'effroi et la révulsion, mais servant également à des usages humoristiques ou satiriques.
Au XIXe siècle, on la surnommait la « lucarne » et au XXe siècle le « massicot » ou la « bécane » (ces deux derniers termes étant employés par les bourreaux) ; ou encore les « bois de Justice ». Le terme de « bascule à Charlot » a été également utilisé en référence au premier exécuteur à l’avoir employée : Charles Sanson ; celui de « veuve à Deibler » fait référence à la lignée de bourreaux qui succéda aux Sanson, les Deibler père et fils.
Lorsque les exécutions avaient lieu place de la Roquette, on a appelé la guillotine « l’abbaye de Saint-Pierre », jeu de mots sur les cinq pierres en croix qui marquaient son emplacement (et que l’on peut toujours voir).
Louis-Ferdinand Céline surnommait la guillotine « le prix Goncourt des assassins ».
Les assistants de l’exécuteur des hautes œuvres étaient surnommés « accordeurs de piano » (possible référence à Tobias Schmidt, créateur de la première guillotine et qui était un facteur de clavecins ?).
Voici quelques expressions populaires, relatives à la guillotine et à son usage :
- Accomplir une action qui va immanquablement entraîner la peine capitale (c’est-à-dire risquer la peine de mort).
  - Y aller… (du cigare, de la tronche, du gadin, du citron, du chou…) et, généralement autres substantifs signifiant la tête.
  - Aller… (comme précédemment, accompagné des mêmes substantifs), sans le « y », signifie : subir le châtiment suprême.
- Aller à son châtiment se dit :
  - Aller… (à la butte, à l’abbaye du Monte-à-Regret, au rasoir, au coiffeur, à la veuve, marier (ou épouser) la veuve, passer à la découpe…).
- Subir le châtiment se dit :
  - Éternuer dans la sciure, dans le son, dans le sac[169], dans le bac, dans la bassine…
  - Se faire raccourcir… d’une tête, de 30 centimètres…
  - Se faire décolleter la gargane, couper le sifflet, ou le kiki (s’emploie aussi pour « se faire égorger »).
  - Mettre (ou passer) la tête (ou autre mot d’argot signifiant tête) dans la lunette, au guichet…
  - Mettre le nez à la fenêtre[170].
  - Se faire photographier. Cette expression vient du fait que l’aide exécuteur (celui qui tire la tête du condamné au travers de la lunette) est surnommé le « photographe ».

Le journal pamphlétaire Les Actes des Apôtres persifla, en vers et en prose, l’innovation de la guillotine, trouvant que « M. Guillotin tranche un peu dans le vif », et lui prêtant même… une arrière-pensée d’aristocratie : celle d’ennoblir le crime. S’étendant sur la dénomination de Guillotine, ils disaient la juger « douée et coulante », mais ils proposaient aussi de donner à la machine le nom d’un des présidents de l’Assemblée, de Coupé ou de Tuault. L’honneur de la rebaptiser leur paraissait bien convenir encore à Mirabeau : la guillotine devenait ainsi la « Mirabelle ». La prose cédait ensuite la place aux vers :
Guillotin,
Médecin,
Politique,
Imagine un beau matin
Que pendre est inhumain
Et peu patriotique.
Aussitôt
II lui faut
Un supplice.
Qui sans corde ni poteau
Supprime de bourreau
L’office.
C’est en vain que l’on publie
Que c’est pure jalousie
D’un suppôt
Du tripot
D’Hippocrate,
Qui d’occire impunément,
Même exclusivement,
Se flatte.

## Dans la culture populaire

### Littérature
L’écrivain Victor Hugo, farouche adversaire de la peine de mort, fait une description de la guillotine dans deux de ses romans : Claude Gueux (1834) et Les Misérables (1862). Il la décrit comme un monstre assoiffé de sang.
Dans Claude Gueux, le criminel Claude Gueux est condamné à mort et guillotiné pour avoir assassiné le directeur de la prison où il est incarcéré. Hugo écrit :

« À huit heures moins un quart, il [Claude Gueux] sortit de la prison, avec tout le lugubre cortège ordinaire des condamnés. Il était à pied, pâle, l’oeil fixé sur le crucifix du prêtre, mais marchant d’un pas ferme. On avait choisi ce jour-là pour l’exécution, parce que c’était jour de marché, afin qu’il y eût le plus de regards possible sur son passage ; car il paraît qu’il y a encore en France des bourgades à demi sauvages où, quand la société tue un homme, elle s’en vante. Il monta sur l’échafaud gravement, l’œil toujours fixé sur le gibet du Christ. Il voulut embrasser le prêtre, puis le bourreau, remerciant l’un, pardonnant à l’autre. Le bourreau le repoussa doucement, dit une relation. Au moment où l’aide le liait sur la hideuse mécanique, il fit signe au prêtre de prendre la pièce de cinq francs qu’il avait dans sa main droite, et lui dit : — Pour les pauvres. Comme huit heures sonnaient en ce moment, le bruit du beffroi de l’horloge couvrit sa voix, et le confesseur lui répondit qu’il n’entendait pas. Claude attendit l’intervalle de deux coups et répéta avec douceur : — Pour les pauvres. Le huitième coup n’était pas encore sonné que cette noble et intelligente tête était tombée. Admirable effet des exécutions publiques ! ce jour-là même, la machine étant encore debout au milieu d’eux et pas lavée, les gens du marché s’ameutèrent pour une question de tarif et faillirent massacrer un employé de l’octroi. Le doux peuple que vous font ces lois-là ! »

Dans Les Misérables, Tome I. « Fantine » – Livre Cinquième : « Un juste » – chapitre 4, « Les œuvres semblables aux paroles », Hugo fait une description de la guillotine en ces termes :

« L’échafaud, en effet, quand il est là, dressé et debout, a quelque chose qui hallucine. On peut avoir une certaine indifférence sur la peine de mort, ne point se prononcer, dire oui ou non, tant qu’on n’a pas vu de ses yeux une guillotine ; mais, si l’on en rencontre une, la secousse est violente, il faut se décider et prendre parti pour ou contre. Les uns admirent, comme de Maistre ; les autres exècrent, comme Beccaria. La guillotine est la concrétion de la loi ; elle se nomme vindicte ; elle n’est pas neutre, et ne vous permet pas de rester neutre. Qui l’aperçoit frissonne du plus mystérieux des frissons. Toutes les questions sociales dressent autour de ce couperet leur point d’interrogation. L’échafaud est vision. L’échafaud n’est pas une charpente, l’échafaud n’est pas une machine, l’échafaud n’est pas une mécanique inerte faite de bois, de fer et de cordes. Il semble que ce soit une sorte d’être qui a je ne sais quelle sombre initiative ; on dirait que cette charpente voit, que cette machine entend, que cette mécanique comprend, que ce bois, ce fer et ces cordes veulent. Dans la rêverie affreuse où sa présence jette l’âme, l’échafaud apparaît terrible et se mêlant de ce qu’il fait. L’échafaud est le complice du bourreau ; il dévore ; il mange de la chair, il boit du sang. L’échafaud est une sorte de monstre fabriqué par le juge et par le charpentier, un spectre qui semble vivre d’une espèce de vie épouvantable faite de toute la mort qu’il a donnée. »

La guillotine figure aussi souvent dans les romans de Harry Dickson par Jean Ray, même sur la couverture, comme le no 153.
Le dramaturge Jean de Rotrou, dans sa tragédie Venceslas a ces mots, que reproduit en partie Stendhal par l'intermédiaire de Julien Sorel, héros de son roman Le Rouge et le Noir :

« Ladislas

S'il est temps de mourir, mon âme est toute prête

Le Roi Venceslas, père de Ladislas

L'échafaud l'est aussi ; portez-y votre tête »

### Musique
- La Guillotine permanente, 1793, auteur inconnu.

### Bande dessinée
Dans les comics de la maison d'édition Marvel Comics, un personnage apparaissant dans l'arc narratif Marvel Super Hero Contest of Champions (en), Jeannine Sauvage, porte comme nom de code Guillotine.
Le dessinateur Belge Franquin dans les Idées Noires montre avec un humour noir dans 4 planches du premier tome de cette série, l'utilisation de cette terrible machine.

### Cinéma
José Giovanni dans son film Deux Hommes dans la ville montre à la fin du film, le  déroulement final du dernier réveil à l'exécution.
Dans le film Papillon de 1973 (adapté du roman de Henri Charrière), une guillotine est présente dans le bagne de Cayenne, la démonstration de son fonctionnement est faite dès l'arrivée des nouveaux prisonniers par le directeur de l'établissement.

### Expression populaire à l'étranger
Du fait de la célébrité de la guillotine après son invention, certains peuples comme les chinois ont même utilisé l'expression métaphorique « mettre quelqu'un sur la guillotine » qui signifie punir sévèrement quelqu'un ; les Britanniques utilisent aussi l'expression « The guillotine » pour décrire la fin soudaine du débat sur une certaine motion ou projet de loi.

### Jeux vidéo
- Dans Resident Evil: Code Veronica, la guillotine sert à obtenir une clef pour continuer le jeu.
- Dans Assassin's Creed Unity qui se déroule pendant la Révolution française, la guillotine y tient une place importante comme un symbole fort de la Révolution.

### Sports de combat
- Le terme « guillotine » est utilisé dans les sports de combat pour désigner une prise à la gorge, visant à soumettre ou à neutraliser l'adversaire[173].